# Andrakammarval i Stockholms stad
Andrakammarval i Stockholms stad genomfördes under hela andra kammarens existens, även om valkretsarnas utformning varierade något.
Det förekom ordinarie val och fyllnadsval i Stockholms stad från det första valet 1866, till det sista 1968.
Uppgifterna är i första hand hämtade från statistiska centralbyråns rapporter om riksdagsmannaval, men för äldre val har dessa siffror kompletterats med samtida tidskrifter och statistik från Stockholms stad. Mer detaljerad källhänvisning finns för varje artikel.
För majoritetsvalen (1866-1910) har de valda kandidaterna markerats med fet stil. Tabellerna är inte helt kompletta, i verkligheten var det inte ovanligt att flera 100 kandidater delade på rösterna. Noteras bör också att varje väljare hade flera röster att fördela, vilket genererar högre röstsummor än det egentliga valdeltagandet. Den totala procentsumman överskred 100 nästan alltid. Undantaget är de fyllnadsval där bara en riksdagsman skulle väljas.
Det bör också anmärkas att förändringarna utgår från ordinarie val. Överklagade val och fyllnadsval har i tabellerna blivit utan förändringar. Då ett fyllnadsval ägde rum samma år som ett ordinarie val har fyllnadsvalet hamnat under det ordinarie. Partitillhörigheterna för de valda riksdagsmännen är hämtade från Tvåkammarriksdagen 1867–1970 och avser vid ordinarie val året efter valet, då riksdagen samlades. För de som inte valdes är de politiska tendenserna hämtade från samtida tidskrifter. Partierna under den här tiden var egentligen inte partier i modern mening då de ofta saknade mer omfattad organisation och de politiska etiketterna bör därför iakttas med försiktighet.
För de proportionella valen (1911-1968) har partier med mer än 2% av rösterna redovisats. Samtliga siffror är från SCB.

## Valkretsindelning och mandatantal
Från 1866 till 1890 utgjorde Stockholms stad en enda valkrets, som valde ledamöter enligt följande:
| 1866 | 1869 | 1872 | 1875 | 1878 | 1881 | 1884/85 | 1887 (vår) | 1887 (sep) |
| ---- | ---- | ---- | ---- | ---- | ---- | ------- | ---------- | ---------- |
| 13   | 13   | 13   | 15   | 16   | 16   | 19      | 21         | 22         |

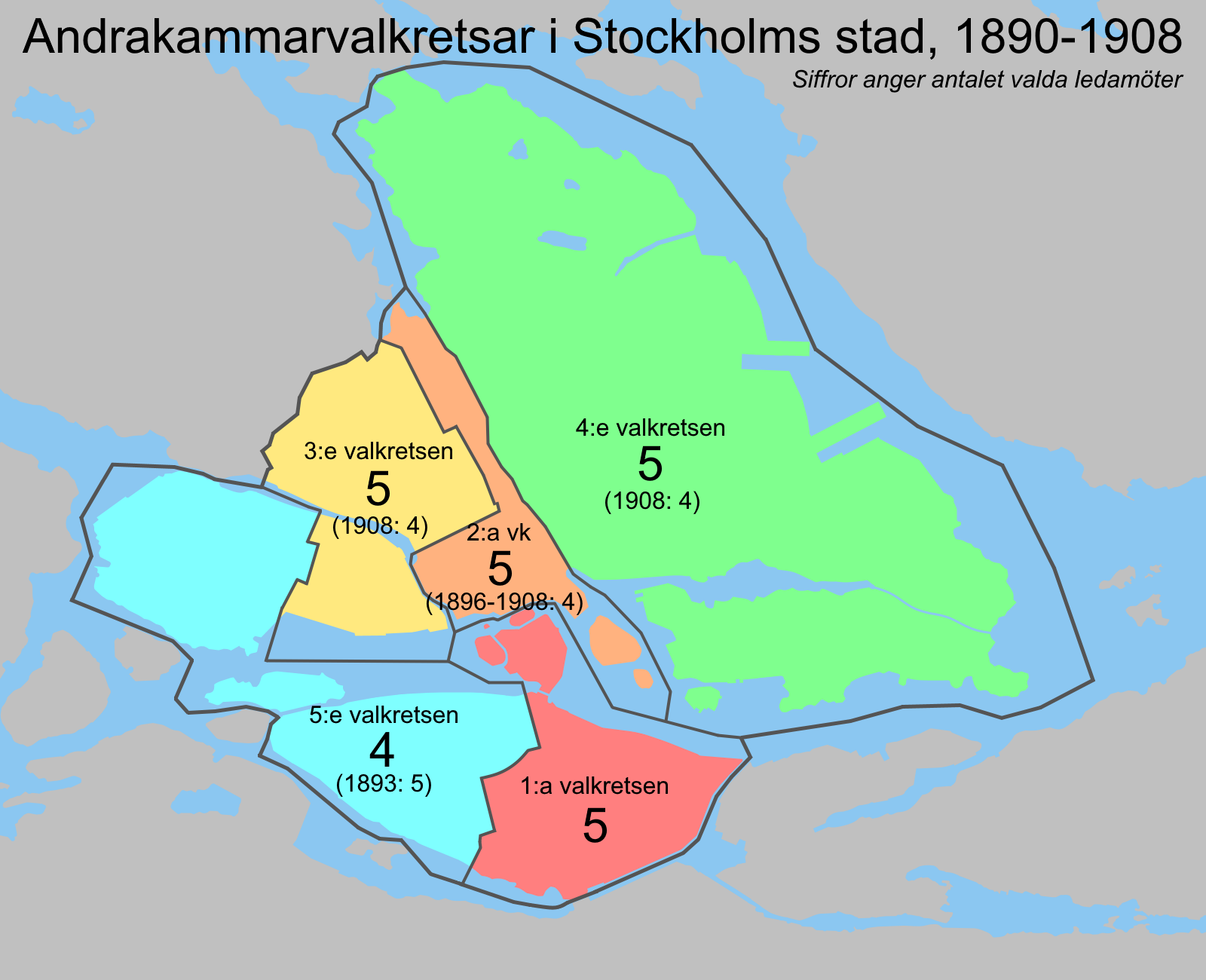
Valkretsar i Stockholms stad för valen 1890-1908.

Från och med valet 1890 var staden uppdelad i fem valkretsar: Stockholms stads första valkrets (Katarina och Nicolai), Stockholms stads andra valkrets (Klara, Jakobs och Johannes församlingar), Stockholms stads tredje valkrets (Adolf Fredrik, Gustav Vasa, Matteus och östra Ulrika Eleonora), Stockholms stads fjärde valkrets (Östermalm) och Stockholms stads femte valkrets (Maria samt västra Ulrika Eleonora). Dessa valde ledamöter enligt följande:
| Valkrets | 1890 | 1893 | 1896 | 1899 | 1902 | 1905 | 1908 |
| -------- | ---- | ---- | ---- | ---- | ---- | ---- | ---- |
| Första   | 5    | 5    | 5    | 5    | 5    | 5    | 5    |
| Andra    | 5    | 5    | 4    | 4    | 4    | 4    | 4    |
| Tredje   | 5    | 5    | 5    | 5    | 5    | 5    | 4    |
| Fjärde   | 5    | 5    | 5    | 5    | 5    | 5    | 4    |
| Femte    | 4    | 5    | 4    | 4    | 4    | 4    | 4    |
| Totalt   | 24   | 25   | 23   | 23   | 23   | 23   | 21   |

Vid riksdagsvalet 1911 övergick man till proportionella val, och samtidigt samlades de fem valkretsarna i två nya. Stockholms stads första valkrets omfattade Gamla stan, Klara, Kungsholmen och Södermalm, medan Stockholms stads andra valkrets omfattade Norrmalm utom Klara, Östermalm och Vasastaden. När Brännkyrka inkorporerades 1914 ingick församlingen i första valkretsen, liksom Bromma, som tillkom från 1917 års val. Från valet 1917 överfördes också Klara till andra valkretsen.
| Valkrets | 1911 | 1914 (mar) | 1914 (sep) | 1917 | 1920 |
| -------- | ---- | ---------- | ---------- | ---- | ---- |
| Första   | 7    | 7          | 8          | 8    | 8    |
| Andra    | 7    | 7          | 7          | 8    | 8    |
| Totalt   | 14   | 14         | 15         | 16   | 16   |

Från och med valet 1921 utgjorde Stockholms stad återigen en enda valkrets
| 1921 | 1924 | 1928 | 1932 | 1936 | 1940 | 1944 | 1948 | 1952 | 1956 | 1958 | 1960 | 1964 | 1968 |
| ---- | ---- | ---- | ---- | ---- | ---- | ---- | ---- | ---- | ---- | ---- | ---- | ---- | ---- |
| 16   | 16   | 18   | 19   | 20   | 21   | 22   | 24   | 24   | 25   | 25   | 25   | 24   | 22   |

## Valresultat

### 1866
Valet ägde rum den 14 september 1866.
| Andrakammarvalet i Sverige 1866: Stockholms stads valkrets | Andrakammarvalet i Sverige 1866: Stockholms stads valkrets | Andrakammarvalet i Sverige 1866: Stockholms stads valkrets | Andrakammarvalet i Sverige 1866: Stockholms stads valkrets | Andrakammarvalet i Sverige 1866: Stockholms stads valkrets | Andrakammarvalet i Sverige 1866: Stockholms stads valkrets | Andrakammarvalet i Sverige 1866: Stockholms stads valkrets |
| Parti                                                      | Parti                                                      | Kandidat                                                   | Röster                                                     | Röster                                                     | Röster                                                     |                                                            |
| Parti                                                      | Parti                                                      | Kandidat                                                   | Antal                                                      | %                                                          | +− %                                                       |                                                            |
| ---------------------------------------------------------- | ---------------------------------------------------------- | ---------------------------------------------------------- | ---------------------------------------------------------- | ---------------------------------------------------------- | ---------------------------------------------------------- | ---------------------------------------------------------- |
|                                                            | Ministeriella partiet                                      | Axel Adlersparre                                           | 2 581                                                      | 84,6                                                       |                                                            |                                                            |
|                                                            | Partilös                                                   | Lars Johan Hierta                                          | 2 563                                                      | 84,0                                                       |                                                            |                                                            |
|                                                            | Partilös                                                   | Alfred Fock                                                | 2 386                                                      | 78,2                                                       |                                                            |                                                            |
|                                                            | Partilös                                                   | August Gripenstedt                                         | 2 302                                                      | 75,5                                                       |                                                            |                                                            |
|                                                            | Partilös                                                   | Leonard Kinmanson                                          | 2 285                                                      | 74,9                                                       |                                                            |                                                            |
|                                                            | Partilös                                                   | Carl Meijerberg                                            | 1 978                                                      | 64,9                                                       |                                                            |                                                            |
|                                                            | Ministeriella partiet                                      | Olle Leffler                                               | 1 914                                                      | 62,8                                                       |                                                            |                                                            |
|                                                            | Ministeriella partiet                                      | Johan Sjöberg                                              | 1 887                                                      | 61,9                                                       |                                                            |                                                            |
|                                                            | Ministeriella partiet                                      | Conrad Svanberg                                            | 1 871                                                      | 61,3                                                       |                                                            |                                                            |
|                                                            | Ministeriella partiet                                      | Gustaf Holdo Stråle af Ekna                                | 1 867                                                      | 61,2                                                       |                                                            |                                                            |
|                                                            | Lantmannapartiet                                           | August Blanche                                             | 1 761                                                      | 57,7                                                       |                                                            |                                                            |
|                                                            | Lantmannapartiet                                           | Johan Liljencrantz                                         | 1 462                                                      | 47,9                                                       |                                                            |                                                            |
|                                                            | Partilös                                                   | Carl Grafström                                             | 1 399                                                      | 45,9                                                       |                                                            |                                                            |
|                                                            | Annat                                                      | Sven Lagerberg                                             | 1 138                                                      | 37,3                                                       |                                                            |                                                            |
|                                                            | Annat                                                      | Carl Skogman                                               | 997                                                        | 32,7                                                       |                                                            |                                                            |
|                                                            | Annat                                                      | Nils Johan Ekdahl                                          | 852                                                        | 27,9                                                       |                                                            |                                                            |
|                                                            | Annat                                                      | Albert Lindhagen                                           | 838                                                        | 27,5                                                       |                                                            |                                                            |
|                                                            | Annat                                                      | Carl Nordenfalk                                            | 746                                                        | 24,5                                                       |                                                            |                                                            |
|                                                            | Annat                                                      | G.W. von Francken                                          | 724                                                        | 23,7                                                       |                                                            |                                                            |
|                                                            | Annat                                                      | Johan Jakob Nordström                                      | 658                                                        | 21,6                                                       |                                                            |                                                            |
|                                                            | Annat                                                      | Eduard Ljungberg                                           | 634                                                        | 20,8                                                       |                                                            |                                                            |
|                                                            | Annat                                                      | J.E. Fröberg                                               | 628                                                        | 20,6                                                       |                                                            |                                                            |
|                                                            | Annat                                                      | Julius Mankell                                             | 607                                                        | 19,9                                                       |                                                            |                                                            |
|                                                            | Annat                                                      | Philip Behrling                                            | 536                                                        | 17,6                                                       |                                                            |                                                            |
|                                                            | Annat                                                      | Wilhelm Fredric Dalman                                     | 505                                                        | 16,6                                                       |                                                            |                                                            |

Valkretsen hade 133 361 invånare den 31 december 1865, varav 7 159 eller 5,4 % var valberättigade. 3 108 personer deltog i valet, ett valdeltagande på 43,4 %.
Då 58 röster kasserades var 3 050 röster giltiga.
Källor:
- Post- och Inrikes Tidningar den 15 september 1866
- Statistisk tidskrift 1866

### 1869
Valet ägde rum den 4 augusti 1869.
| Andrakammarvalet i Sverige 1869: Stockholms stads valkrets | Andrakammarvalet i Sverige 1869: Stockholms stads valkrets | Andrakammarvalet i Sverige 1869: Stockholms stads valkrets | Andrakammarvalet i Sverige 1869: Stockholms stads valkrets | Andrakammarvalet i Sverige 1869: Stockholms stads valkrets | Andrakammarvalet i Sverige 1869: Stockholms stads valkrets | Andrakammarvalet i Sverige 1869: Stockholms stads valkrets |
| Parti                                                      | Parti                                                      | Kandidat                                                   | Röster                                                     | Röster                                                     | Röster                                                     |                                                            |
| Parti                                                      | Parti                                                      | Kandidat                                                   | Antal                                                      | %                                                          | +− %                                                       |                                                            |
| ---------------------------------------------------------- | ---------------------------------------------------------- | ---------------------------------------------------------- | ---------------------------------------------------------- | ---------------------------------------------------------- | ---------------------------------------------------------- | ---------------------------------------------------------- |
|                                                            | Partilös                                                   | Axel Adlersparre                                           | 2 984                                                      | 93,2                                                       | +8,6                                                       |                                                            |
|                                                            | Partilös                                                   | Lars Johan Hierta                                          | 2 959                                                      | 92,4                                                       | +8,4                                                       |                                                            |
|                                                            | Lantmannapartiet                                           | Wilhelm Dufwa                                              | 2 694                                                      | 84,1                                                       |                                                            |                                                            |
|                                                            | Partilös                                                   | August Gripenstedt                                         | 2 638                                                      | 82,4                                                       | +6,9                                                       |                                                            |
|                                                            | Lantmannapartiet                                           | Johan Liljencrantz                                         | 2 129                                                      | 66,5                                                       | +18,6                                                      |                                                            |
|                                                            | Nyliberala partiet                                         | Adolf Hedin                                                | 2 061                                                      | 64,3                                                       |                                                            |                                                            |
|                                                            | Nyliberala partiet                                         | Carl Grafström                                             | 1 729                                                      | 54,0                                                       | +8,1                                                       |                                                            |
|                                                            | Partilös                                                   | Alfred Fock                                                | 1 684                                                      | 52,6                                                       | -25,6                                                      |                                                            |
|                                                            | Ministeriella partiet                                      | Olle Leffler                                               | 1 672                                                      | 52,2                                                       | -10,6                                                      |                                                            |
|                                                            | Nyliberala partiet                                         | Julius Mankell                                             | 1 629                                                      | 50,9                                                       | +31,0                                                      |                                                            |
|                                                            | Partilös                                                   | William Lindberg                                           | 1 617                                                      | 50,5                                                       |                                                            |                                                            |
|                                                            | Nyliberala partiet                                         | Adolf Erik Nordenskiöld                                    | 1 611                                                      | 50,3                                                       |                                                            |                                                            |
|                                                            | Partilös                                                   | Leonard Kinmanson                                          | 1 549                                                      | 48,4                                                       | -26,5                                                      |                                                            |
|                                                            | Annat                                                      | Eduard Ljungberg                                           | 1 507                                                      | 47,0                                                       | +26,2                                                      |                                                            |
|                                                            | Annat                                                      | Albert Staaff                                              | 1 391                                                      | 43,4                                                       |                                                            |                                                            |
|                                                            | Annat                                                      | Johan Sjöberg                                              | 1 383                                                      | 43,2                                                       | -18,7                                                      |                                                            |
|                                                            | Annat                                                      | Albert Lindhagen                                           | 1 354                                                      | 42,3                                                       | +14,8                                                      |                                                            |
|                                                            | Annat                                                      | Robert Ditzinger                                           | 1 320                                                      | 41,2                                                       |                                                            |                                                            |
|                                                            | Annat                                                      | Fredrik August Cederschjöld                                | 1 294                                                      | 40,4                                                       |                                                            |                                                            |

I valet deltog 3 243 personer, varav 3 203 med giltiga röster.

#### Fyllnadsvalet 1869
| Fyllnadsval i Sverige 1869: Stockholms stads valkrets | Fyllnadsval i Sverige 1869: Stockholms stads valkrets | Fyllnadsval i Sverige 1869: Stockholms stads valkrets | Fyllnadsval i Sverige 1869: Stockholms stads valkrets | Fyllnadsval i Sverige 1869: Stockholms stads valkrets | Fyllnadsval i Sverige 1869: Stockholms stads valkrets | Fyllnadsval i Sverige 1869: Stockholms stads valkrets |
| Parti                                                 | Parti                                                 | Kandidat                                              | Röster                                                | Röster                                                | Röster                                                |                                                       |
| Parti                                                 | Parti                                                 | Kandidat                                              | Antal                                                 | %                                                     | +− %                                                  |                                                       |
| ----------------------------------------------------- | ----------------------------------------------------- | ----------------------------------------------------- | ----------------------------------------------------- | ----------------------------------------------------- | ----------------------------------------------------- | ----------------------------------------------------- |
|                                                       | Partilös                                              | Albert Lindhagen                                      | 1 614                                                 | 54,1                                                  |                                                       |                                                       |
|                                                       | Annat                                                 | Adolf Hedin                                           | 1 364                                                 | 45,7                                                  |                                                       |                                                       |

Valet ägde rum den 5 januari 1869 för att fylla en vakans orsakad av den förutvarande riksdagsmannen August Blanches dödsfall.
I valet deltog 3 000 personer, varav 2 986 med giltiga röster.
Källor:
- Dagens Nyheter den 7 januari 1869
- Post- och Inrikes Tidningar den 5 augusti 1869
- Berättelse angående Stockholms kommunalförvaltning 1869-1870 Årg. 2-3

### 1870
| Fyllnadsval i Sverige 1870: Stockholms stads valkrets | Fyllnadsval i Sverige 1870: Stockholms stads valkrets | Fyllnadsval i Sverige 1870: Stockholms stads valkrets | Fyllnadsval i Sverige 1870: Stockholms stads valkrets | Fyllnadsval i Sverige 1870: Stockholms stads valkrets | Fyllnadsval i Sverige 1870: Stockholms stads valkrets | Fyllnadsval i Sverige 1870: Stockholms stads valkrets |
| Parti                                                 | Parti                                                 | Kandidat                                              | Röster                                                | Röster                                                | Röster                                                |                                                       |
| Parti                                                 | Parti                                                 | Kandidat                                              | Antal                                                 | %                                                     | +− %                                                  |                                                       |
| ----------------------------------------------------- | ----------------------------------------------------- | ----------------------------------------------------- | ----------------------------------------------------- | ----------------------------------------------------- | ----------------------------------------------------- | ----------------------------------------------------- |
|                                                       | Ministeriella partiet                                 | Johan Sjöberg                                         | 1 293                                                 | 65,3                                                  |                                                       |                                                       |
|                                                       | Annat                                                 | Eduard Ljungberg                                      | 655                                                   | 33,1                                                  |                                                       |                                                       |

Valet ägde rum den 11 mars 1870 för att fylla en vakans orsakad av den förutvarande riksdagsmannen Johan Liljencrantzs dödsfall.
I valet deltog 1 986 personer, varav 1 981 med giltiga röster.
| Fyllnadsval i Sverige 1870: Stockholms stads valkrets | Fyllnadsval i Sverige 1870: Stockholms stads valkrets | Fyllnadsval i Sverige 1870: Stockholms stads valkrets | Fyllnadsval i Sverige 1870: Stockholms stads valkrets | Fyllnadsval i Sverige 1870: Stockholms stads valkrets | Fyllnadsval i Sverige 1870: Stockholms stads valkrets | Fyllnadsval i Sverige 1870: Stockholms stads valkrets |
| Parti                                                 | Parti                                                 | Kandidat                                              | Röster                                                | Röster                                                | Röster                                                |                                                       |
| Parti                                                 | Parti                                                 | Kandidat                                              | Antal                                                 | %                                                     | +− %                                                  |                                                       |
| ----------------------------------------------------- | ----------------------------------------------------- | ----------------------------------------------------- | ----------------------------------------------------- | ----------------------------------------------------- | ----------------------------------------------------- | ----------------------------------------------------- |
|                                                       | Ministeriella partiet                                 | Richard Carlén                                        | 893                                                   | 63,5                                                  |                                                       |                                                       |
|                                                       | Annat                                                 | Eduard Ljungberg                                      | 250                                                   | 17,8                                                  |                                                       |                                                       |

Valet ägde rum den 18 november 1870 för att fylla en vakans orsakad av den förutvarande riksdagsmannen Olle Lefflers avgång.
I valet deltog 1 408 personer, varav 1 407 med giltiga röster.
Källor:
- Jönköpingsbladet den 15 mars 1870
- Tidning för Wenersborgs stad och län den 22 november 1870
- Berättelse angående Stockholms kommunalförvaltning 1869-1870 Årg. 2-3

### 1872
Valet ägde rum den 27 september 1872.
| Andrakammarvalet i Sverige 1872: Stockholms stads valkrets | Andrakammarvalet i Sverige 1872: Stockholms stads valkrets | Andrakammarvalet i Sverige 1872: Stockholms stads valkrets | Andrakammarvalet i Sverige 1872: Stockholms stads valkrets | Andrakammarvalet i Sverige 1872: Stockholms stads valkrets | Andrakammarvalet i Sverige 1872: Stockholms stads valkrets | Andrakammarvalet i Sverige 1872: Stockholms stads valkrets |
| Parti                                                      | Parti                                                      | Kandidat                                                   | Röster                                                     | Röster                                                     | Röster                                                     |                                                            |
| Parti                                                      | Parti                                                      | Kandidat                                                   | Antal                                                      | %                                                          | +− %                                                       |                                                            |
| ---------------------------------------------------------- | ---------------------------------------------------------- | ---------------------------------------------------------- | ---------------------------------------------------------- | ---------------------------------------------------------- | ---------------------------------------------------------- | ---------------------------------------------------------- |
|                                                            | Partilös                                                   | Axel Adlersparre                                           | 3 279                                                      | 97,3                                                       | +4,1                                                       |                                                            |
|                                                            | Partilös                                                   | Alfred Fock                                                | 3 215                                                      | 95,4                                                       | +42,8                                                      |                                                            |
|                                                            | Centern                                                    | Adolf Hedin                                                | 3 056                                                      | 90,7                                                       | +26,4                                                      |                                                            |
|                                                            | Centern                                                    | Moritz Rubenson                                            | 3 051                                                      | 90,5                                                       |                                                            |                                                            |
|                                                            | Centern                                                    | Richard Carlén                                             | 2 967                                                      | 88,0                                                       |                                                            |                                                            |
|                                                            | Centern                                                    | Johan Sjöberg                                              | 2 965                                                      | 88,0                                                       |                                                            |                                                            |
|                                                            | Partilös                                                   | August Gripenstedt                                         | 2 903                                                      | 86,1                                                       | +3,7                                                       |                                                            |
|                                                            | Partilös                                                   | Carl Frans Lundström                                       | 2 481                                                      | 73,6                                                       |                                                            |                                                            |
|                                                            | Partilös                                                   | Gustaf Nyblæus                                             | 2 450                                                      | 72,7                                                       |                                                            |                                                            |
|                                                            | Partilös                                                   | Wilhelm Walldén                                            | 2 421                                                      | 71,8                                                       |                                                            |                                                            |
|                                                            | Centern                                                    | Carl Björnstjerna                                          | 2 349                                                      | 69,7                                                       |                                                            |                                                            |
|                                                            | Centern                                                    | Axel Bergström                                             | 2 294                                                      | 68,1                                                       |                                                            |                                                            |
|                                                            | Partilös                                                   | Albert Staaff                                              | 1 840                                                      | 54,6                                                       |                                                            |                                                            |
|                                                            | Lantmannapartiets filial                                   | Wilhelm Dufwa                                              | 1 530                                                      | 45,4                                                       | -38,7                                                      |                                                            |

Valkretsen hade 138 512 invånare den 31 december 1871, varav 7 323 eller 5,3 % var valberättigade. 3 398 personer deltog i valet, ett valdeltagande på 46,4 %.
Då 27 röster kasserades var 3 371 röster giltiga.

#### Fyllnadsvalet 1872
| Fyllnadsval i Sverige 1872: Stockholms stads valkrets | Fyllnadsval i Sverige 1872: Stockholms stads valkrets | Fyllnadsval i Sverige 1872: Stockholms stads valkrets | Fyllnadsval i Sverige 1872: Stockholms stads valkrets | Fyllnadsval i Sverige 1872: Stockholms stads valkrets | Fyllnadsval i Sverige 1872: Stockholms stads valkrets | Fyllnadsval i Sverige 1872: Stockholms stads valkrets |
| Parti                                                 | Parti                                                 | Kandidat                                              | Röster                                                | Röster                                                | Röster                                                |                                                       |
| Parti                                                 | Parti                                                 | Kandidat                                              | Antal                                                 | %                                                     | +− %                                                  |                                                       |
| ----------------------------------------------------- | ----------------------------------------------------- | ----------------------------------------------------- | ----------------------------------------------------- | ----------------------------------------------------- | ----------------------------------------------------- | ----------------------------------------------------- |
|                                                       | Partilös                                              | Wilhelm Walldén                                       | 1 131                                                 | 50,2                                                  |                                                       |                                                       |
|                                                       | Partilös                                              | Erik Edlund                                           | 1 112                                                 | 49,3                                                  |                                                       |                                                       |
|                                                       | Annat                                                 | Eduard Ljungberg                                      | 604                                                   | 26,8                                                  |                                                       |                                                       |
|                                                       | Annat                                                 | Henrik Hagerman                                       | 526                                                   | 23,3                                                  |                                                       |                                                       |
|                                                       | Annat                                                 | herr Carlson                                          | 432                                                   | 19,2                                                  |                                                       |                                                       |
|                                                       | Annat                                                 | herr Lagergren                                        | 314                                                   | 13,9                                                  |                                                       |                                                       |
|                                                       | Annat                                                 | Conrad Svanberg                                       | 285                                                   | 12,6                                                  |                                                       |                                                       |

Valet ägde rum den 5 januari 1872 för att fylla två vakanser orsakade av Carl Grafström och Leonard Kinmansons avgång respektive dödsfall.
I valet deltog 2 259 personer, varav 2 255 med giltiga röster.
Källor:
- Tidning för Wenersborgs stad och län den 9 januari 1872
- Tidningen Kalmar den 2 oktober 1872
- SCB Riksdagsmannavalen 1872
- Berättelse angående Stockholms kommunalförvaltning 1872 Årg. 5

### 1873
| Fyllnadsval i Sverige 1873: Stockholms stads valkrets | Fyllnadsval i Sverige 1873: Stockholms stads valkrets | Fyllnadsval i Sverige 1873: Stockholms stads valkrets | Fyllnadsval i Sverige 1873: Stockholms stads valkrets | Fyllnadsval i Sverige 1873: Stockholms stads valkrets | Fyllnadsval i Sverige 1873: Stockholms stads valkrets | Fyllnadsval i Sverige 1873: Stockholms stads valkrets |
| Parti                                                 | Parti                                                 | Kandidat                                              | Röster                                                | Röster                                                | Röster                                                |                                                       |
| Parti                                                 | Parti                                                 | Kandidat                                              | Antal                                                 | %                                                     | +− %                                                  |                                                       |
| ----------------------------------------------------- | ----------------------------------------------------- | ----------------------------------------------------- | ----------------------------------------------------- | ----------------------------------------------------- | ----------------------------------------------------- | ----------------------------------------------------- |
|                                                       | Centern                                               | Gustaf Lindmark                                       | 1 434                                                 | 79,0                                                  |                                                       |                                                       |
|                                                       | Annat                                                 | Julius Mankell                                        | 304                                                   | 16,7                                                  |                                                       |                                                       |

Valet ägde rum den 12 december 1873 för att fylla en vakans orsakad av den förutvarande riksdagsmannen Richard Carléns avgång.
I valet deltog 1 819 personer, varav 1 816 med giltiga röster.
Källor:
- Dalpilen den 13 december 1873
- Berättelse angående Stockholms kommunalförvaltning 1873 Årg. 6

### 1874
| Fyllnadsval i Sverige 1874: Stockholms stads valkrets | Fyllnadsval i Sverige 1874: Stockholms stads valkrets | Fyllnadsval i Sverige 1874: Stockholms stads valkrets | Fyllnadsval i Sverige 1874: Stockholms stads valkrets | Fyllnadsval i Sverige 1874: Stockholms stads valkrets | Fyllnadsval i Sverige 1874: Stockholms stads valkrets | Fyllnadsval i Sverige 1874: Stockholms stads valkrets |
| Parti                                                 | Parti                                                 | Kandidat                                              | Röster                                                | Röster                                                | Röster                                                |                                                       |
| Parti                                                 | Parti                                                 | Kandidat                                              | Antal                                                 | %                                                     | +− %                                                  |                                                       |
| ----------------------------------------------------- | ----------------------------------------------------- | ----------------------------------------------------- | ----------------------------------------------------- | ----------------------------------------------------- | ----------------------------------------------------- | ----------------------------------------------------- |
|                                                       | Partilös                                              | August Östergren                                      | 1 192                                                 | 56,0                                                  |                                                       |                                                       |
|                                                       | Annat                                                 | Adolf Erik Nordenskiöld                               | 686                                                   | 32,2                                                  |                                                       |                                                       |

Valet ägde rum den 23 januari 1874 för att fylla en vakans orsakad av den förutvarande riksdagsmannen August Gripenstedts avgång.
I valet deltog 2 132 personer, varav 2 129 med giltiga röster.
| Fyllnadsval i Sverige 1874: Stockholms stads valkrets | Fyllnadsval i Sverige 1874: Stockholms stads valkrets | Fyllnadsval i Sverige 1874: Stockholms stads valkrets | Fyllnadsval i Sverige 1874: Stockholms stads valkrets | Fyllnadsval i Sverige 1874: Stockholms stads valkrets | Fyllnadsval i Sverige 1874: Stockholms stads valkrets | Fyllnadsval i Sverige 1874: Stockholms stads valkrets |
| Parti                                                 | Parti                                                 | Kandidat                                              | Röster                                                | Röster                                                | Röster                                                |                                                       |
| Parti                                                 | Parti                                                 | Kandidat                                              | Antal                                                 | %                                                     | +− %                                                  |                                                       |
| ----------------------------------------------------- | ----------------------------------------------------- | ----------------------------------------------------- | ----------------------------------------------------- | ----------------------------------------------------- | ----------------------------------------------------- | ----------------------------------------------------- |
|                                                       | Partilös                                              | Carl Jacob Rossander                                  | 1 333                                                 | 66,6                                                  |                                                       |                                                       |
|                                                       | Annat                                                 | Julius Mankell                                        | 406                                                   | 20,3                                                  |                                                       |                                                       |

Valet ägde rum den 13 november 1874 för att fylla en vakans orsakad av den förutvarande riksdagsmannen Adolf Hedins avgång.
I valet deltog 2 006 personer, varav 2 003 med giltiga röster.
Källor:
- Dalpilen den 24 januari 1874
- Dalpilen den 14 november 1874
- Berättelse angående Stockholms kommunalförvaltning 1874 Årg. 7

### 1875
Valet ägde rum den 29 september 1875.
| Andrakammarvalet i Sverige 1875: Stockholms stads valkrets | Andrakammarvalet i Sverige 1875: Stockholms stads valkrets | Andrakammarvalet i Sverige 1875: Stockholms stads valkrets | Andrakammarvalet i Sverige 1875: Stockholms stads valkrets | Andrakammarvalet i Sverige 1875: Stockholms stads valkrets | Andrakammarvalet i Sverige 1875: Stockholms stads valkrets | Andrakammarvalet i Sverige 1875: Stockholms stads valkrets |
| Parti                                                      | Parti                                                      | Kandidat                                                   | Röster                                                     | Röster                                                     | Röster                                                     |                                                            |
| Parti                                                      | Parti                                                      | Kandidat                                                   | Antal                                                      | %                                                          | +− %                                                       |                                                            |
| ---------------------------------------------------------- | ---------------------------------------------------------- | ---------------------------------------------------------- | ---------------------------------------------------------- | ---------------------------------------------------------- | ---------------------------------------------------------- | ---------------------------------------------------------- |
|                                                            | Partilös                                                   | Axel Adlersparre                                           | 3 695                                                      | 97,5                                                       | +0,2                                                       |                                                            |
|                                                            | Partilös                                                   | Alfred Fock                                                | 3 684                                                      | 97,2                                                       | +1,8                                                       |                                                            |
|                                                            | Centern                                                    | Johan Sjöberg                                              | 3 584                                                      | 94,6                                                       | +6,6                                                       |                                                            |
|                                                            | Centern                                                    | Moritz Rubenson                                            | 2 752                                                      | 72,6                                                       | -17,9                                                      |                                                            |
|                                                            | Centern                                                    | Axel Bergström                                             | 2 603                                                      | 68,7                                                       | +0,6                                                       |                                                            |
|                                                            | Centern                                                    | Carl Björnstjerna                                          | 2 503                                                      | 66,1                                                       | -3,6                                                       |                                                            |
|                                                            | Partilös                                                   | Gustaf Holdo Stråle af Ekna                                | 2 453                                                      | 64,7                                                       |                                                            |                                                            |
|                                                            | Partilös                                                   | Abraham Leijonhufvud                                       | 2 444                                                      | 64,5                                                       |                                                            |                                                            |
|                                                            | Partilös                                                   | Ludwig Peyron                                              | 2 404                                                      | 63,4                                                       |                                                            |                                                            |
|                                                            | Partilös                                                   | August Östergren                                           | 2 388                                                      | 63,0                                                       |                                                            |                                                            |
|                                                            | Partilös                                                   | Fredrik von Rosen                                          | 2 358                                                      | 62,2                                                       |                                                            |                                                            |
|                                                            | Centern                                                    | John Berg                                                  | 2 283                                                      | 60,3                                                       |                                                            |                                                            |
|                                                            | Centern                                                    | Gustaf Lindmark                                            | 2 225                                                      | 58,7                                                       |                                                            |                                                            |
|                                                            | Partilös                                                   | Per Bergström                                              | 1 816                                                      | 47,9                                                       |                                                            |                                                            |
|                                                            | Partilös                                                   | Henrik Hagerman                                            | 1 614                                                      | 42,6                                                       |                                                            |                                                            |
|                                                            | Annat                                                      | Johan Ohlsson                                              | 1 467                                                      | 38,7                                                       |                                                            |                                                            |
|                                                            | Lantmannapartiets filial                                   | Wilhelm Dufwa                                              | 1 371                                                      | 36,2                                                       | -9,2                                                       |                                                            |
|                                                            | Annat                                                      | G.W. von Francken                                          | 1 363                                                      | 36,0                                                       |                                                            |                                                            |
|                                                            | Annat                                                      | Julius Mankell                                             | 1 285                                                      | 33,9                                                       |                                                            |                                                            |
|                                                            | Annat                                                      | Truls Johan Hartelius                                      | 1 254                                                      | 33,1                                                       |                                                            |                                                            |
|                                                            | Annat                                                      | Johan Wolter Arnberg                                       | 1 082                                                      | 28,6                                                       |                                                            |                                                            |
|                                                            | Annat                                                      | Carl-Erik Ekgren                                           | 898                                                        | 23,7                                                       |                                                            |                                                            |

Valkretsen hade 150 446 invånare den 31 december 1874, varav 8 864 eller 5,9 % var valberättigade. 3 835 personer deltog i valet, ett valdeltagande på 43,3 %.
Då 46 röster kasserades var 3 789 röster giltiga.
Källor:
- Dalpilen den 2 oktober 1875
- SCB Riksdagsmannavalen 1875

### 1876
| Fyllnadsval i Sverige 1876: Stockholms stads valkrets | Fyllnadsval i Sverige 1876: Stockholms stads valkrets | Fyllnadsval i Sverige 1876: Stockholms stads valkrets | Fyllnadsval i Sverige 1876: Stockholms stads valkrets | Fyllnadsval i Sverige 1876: Stockholms stads valkrets | Fyllnadsval i Sverige 1876: Stockholms stads valkrets | Fyllnadsval i Sverige 1876: Stockholms stads valkrets |
| Parti                                                 | Parti                                                 | Kandidat                                              | Röster                                                | Röster                                                | Röster                                                |                                                       |
| Parti                                                 | Parti                                                 | Kandidat                                              | Antal                                                 | %                                                     | +− %                                                  |                                                       |
| ----------------------------------------------------- | ----------------------------------------------------- | ----------------------------------------------------- | ----------------------------------------------------- | ----------------------------------------------------- | ----------------------------------------------------- | ----------------------------------------------------- |
|                                                       | Centern                                               | Adolf Hedin                                           | 1 456                                                 | 61,0                                                  |                                                       |                                                       |
|                                                       | Annat                                                 | Närmaste kandidat                                     | 742                                                   | 31,1                                                  |                                                       |                                                       |

Valet ägde rum den 22 december 1876 för att fylla en vakans orsakad av den förutvarande riksdagsmannen August Östergrens avgång.
Av 9 654 valberättigade deltog 2 405 personer i valet, ett valdeltagande på 24,9 %.
Då 20 röster kasserades var 2 385 röster giltiga.
Källor:
- SCB Riksdagsmannavalen 1876-1878
- Berättelse angående Stockholms kommunalförvaltning 1876 Årg. 9

### 1878
Valet ägde rum den 27 september 1878.
| Andrakammarvalet i Sverige 1878: Stockholms stads valkrets | Andrakammarvalet i Sverige 1878: Stockholms stads valkrets | Andrakammarvalet i Sverige 1878: Stockholms stads valkrets | Andrakammarvalet i Sverige 1878: Stockholms stads valkrets | Andrakammarvalet i Sverige 1878: Stockholms stads valkrets | Andrakammarvalet i Sverige 1878: Stockholms stads valkrets | Andrakammarvalet i Sverige 1878: Stockholms stads valkrets |
| Parti                                                      | Parti                                                      | Kandidat                                                   | Röster                                                     | Röster                                                     | Röster                                                     |                                                            |
| Parti                                                      | Parti                                                      | Kandidat                                                   | Antal                                                      | %                                                          | +− %                                                       |                                                            |
| ---------------------------------------------------------- | ---------------------------------------------------------- | ---------------------------------------------------------- | ---------------------------------------------------------- | ---------------------------------------------------------- | ---------------------------------------------------------- | ---------------------------------------------------------- |
|                                                            | Centern                                                    | Johan Sjöberg                                              | 4 715                                                      | 96,2                                                       | +1,6                                                       |                                                            |
|                                                            | Partilös                                                   | Alfred Fock                                                | 4 710                                                      | 96,1                                                       | -1,1                                                       |                                                            |
|                                                            | Centern                                                    | Adolf Hedin                                                | 4 710                                                      | 96,1                                                       |                                                            |                                                            |
|                                                            | Partilös                                                   | Gustaf Ericsson                                            | 4 678                                                      | 95,5                                                       |                                                            |                                                            |
|                                                            | Centern                                                    | Moritz Rubenson                                            | 4 669                                                      | 95,3                                                       | +22,7                                                      |                                                            |
|                                                            | Partilös                                                   | Ludwig Peyron                                              | 4 649                                                      | 94,9                                                       | +31,5                                                      |                                                            |
|                                                            | Partilös                                                   | Axel Adlersparre                                           | 4 607                                                      | 94,0                                                       | -3,5                                                       |                                                            |
|                                                            | Partilös                                                   | Gustaf Gilljam                                             | 3 309                                                      | 67,5                                                       |                                                            |                                                            |
|                                                            | Centern                                                    | Carl Björnstjerna                                          | 2 982                                                      | 60,9                                                       | -5,2                                                       |                                                            |
|                                                            | Centern                                                    | John Berg                                                  | 2 961                                                      | 60,4                                                       | +0,1                                                       |                                                            |
|                                                            | Partilös                                                   | Carl Björn                                                 | 2 938                                                      | 60,0                                                       |                                                            |                                                            |
|                                                            | Centern                                                    | Gustaf Lindmark                                            | 2 918                                                      | 59,6                                                       | +0,9                                                       |                                                            |
|                                                            | Partilös                                                   | Abraham Leijonhufvud                                       | 2 878                                                      | 58,7                                                       | -5,8                                                       |                                                            |
|                                                            | Partilös                                                   | Robert Themptander                                         | 2 867                                                      | 58,5                                                       |                                                            |                                                            |
|                                                            | Centern                                                    | Anders Victor Åbergsson                                    | 2 797                                                      | 57,1                                                       |                                                            |                                                            |
|                                                            | Centern                                                    | Oscar Stackelberg                                          | 2 769                                                      | 56,5                                                       |                                                            |                                                            |
|                                                            | Annat                                                      | Gustaf Holdo Stråle af Ekna                                | 2 137                                                      | 43,6                                                       | -21,1                                                      |                                                            |
|                                                            | Annat                                                      | Johan Ohlsson                                              | 2 034                                                      | 41,5                                                       | +2,8                                                       |                                                            |
|                                                            | Annat                                                      | Per Siljeström                                             | 2 015                                                      | 41,1                                                       |                                                            |                                                            |
|                                                            | Annat                                                      | Julius Mankell                                             | 1 849                                                      | 37,7                                                       | +3,8                                                       |                                                            |
|                                                            | Annat                                                      | Theodor Winborg                                            | 1 634                                                      | 33,4                                                       |                                                            |                                                            |
|                                                            | Annat                                                      | Truls Johan Hartelius                                      | 1 570                                                      | 32,0                                                       | -1,1                                                       |                                                            |

Valkretsen hade 165 677 invånare den 31 december 1877, varav 9 972 eller 6,0 % var valberättigade. 4 914 personer deltog i valet, ett valdeltagande på 49,3 %.
Då 15 röster kasserades var 4 899 röster giltiga.
Källor:
- Tidningen Kalmar den 30 september 1878
- SCB Riksdagsmannavalen 1876-1878

### 1879
| Fyllnadsval i Sverige 1879: Stockholms stads valkrets | Fyllnadsval i Sverige 1879: Stockholms stads valkrets | Fyllnadsval i Sverige 1879: Stockholms stads valkrets | Fyllnadsval i Sverige 1879: Stockholms stads valkrets | Fyllnadsval i Sverige 1879: Stockholms stads valkrets | Fyllnadsval i Sverige 1879: Stockholms stads valkrets | Fyllnadsval i Sverige 1879: Stockholms stads valkrets |
| Parti                                                 | Parti                                                 | Kandidat                                              | Röster                                                | Röster                                                | Röster                                                |                                                       |
| Parti                                                 | Parti                                                 | Kandidat                                              | Antal                                                 | %                                                     | +− %                                                  |                                                       |
| ----------------------------------------------------- | ----------------------------------------------------- | ----------------------------------------------------- | ----------------------------------------------------- | ----------------------------------------------------- | ----------------------------------------------------- | ----------------------------------------------------- |
|                                                       | Centern                                               | John Lovén                                            | 2 002                                                 |                                                       |                                                       |                                                       |
|                                                       | Annat                                                 | Johan Ohlsson                                         | 1 408                                                 |                                                       |                                                       |                                                       |

Valet ägde rum den 10 oktober 1879 för att fylla en vakans orsakad av den förutvarande riksdagsmannen Axel Adlersparres avgång.
Av 10 649 valberättigade deltog 3 426 personer i valet, ett valdeltagande på 32,2 %.
Då antalet kasserade röster i SCB:s statistik inte har redovisats, så kan ingen procentuell andel räknas ut.
Källor:
- Tidningen Kalmar den 11 oktober 1879
- SCB Riksdagsmannavalen 1879-1881

### 1880
| Fyllnadsval i Sverige 1880: Stockholms stads valkrets | Fyllnadsval i Sverige 1880: Stockholms stads valkrets | Fyllnadsval i Sverige 1880: Stockholms stads valkrets | Fyllnadsval i Sverige 1880: Stockholms stads valkrets | Fyllnadsval i Sverige 1880: Stockholms stads valkrets | Fyllnadsval i Sverige 1880: Stockholms stads valkrets | Fyllnadsval i Sverige 1880: Stockholms stads valkrets |
| Parti                                                 | Parti                                                 | Kandidat                                              | Röster                                                | Röster                                                | Röster                                                |                                                       |
| Parti                                                 | Parti                                                 | Kandidat                                              | Antal                                                 | %                                                     | +− %                                                  |                                                       |
| ----------------------------------------------------- | ----------------------------------------------------- | ----------------------------------------------------- | ----------------------------------------------------- | ----------------------------------------------------- | ----------------------------------------------------- | ----------------------------------------------------- |
|                                                       | Partilös                                              | Adolf Erik Nordenskiöld                               | 1 552                                                 |                                                       |                                                       |                                                       |
|                                                       | Annat                                                 | Johan Ohlsson                                         | 1 990                                                 |                                                       |                                                       |                                                       |

Valet ägde rum den 13 november 1880 för att fylla en vakans orsakad av den förutvarande riksdagsmannen Ludwig Peyrons avgång.
Av 10 313 valberättigade deltog 2 780 personer i valet, ett valdeltagande på 27,0 %.
Då antalet kasserade röster i SCB:s statistik inte har redovisats, så kan ingen procentuell andel räknas ut.
Källor:
- Tidningen Kalmar den 15 november 1880
- SCB Riksdagsmannavalen 1879-1881

### 1881
Valet ägde rum den 23 september 1881.
| Andrakammarvalet i Sverige 1881: Stockholms stads valkrets | Andrakammarvalet i Sverige 1881: Stockholms stads valkrets | Andrakammarvalet i Sverige 1881: Stockholms stads valkrets | Andrakammarvalet i Sverige 1881: Stockholms stads valkrets | Andrakammarvalet i Sverige 1881: Stockholms stads valkrets | Andrakammarvalet i Sverige 1881: Stockholms stads valkrets | Andrakammarvalet i Sverige 1881: Stockholms stads valkrets |
| Parti                                                      | Parti                                                      | Kandidat                                                   | Röster                                                     | Röster                                                     | Röster                                                     |                                                            |
| Parti                                                      | Parti                                                      | Kandidat                                                   | Antal                                                      | %                                                          | +− %                                                       |                                                            |
| ---------------------------------------------------------- | ---------------------------------------------------------- | ---------------------------------------------------------- | ---------------------------------------------------------- | ---------------------------------------------------------- | ---------------------------------------------------------- | ---------------------------------------------------------- |
|                                                            | Centern                                                    | Adolf Hedin                                                | 6 096                                                      | 99,1                                                       | +3,0                                                       |                                                            |
|                                                            | Partilös                                                   | Adolf Erik Nordenskiöld                                    | 6 091                                                      | 99,1                                                       |                                                            |                                                            |
|                                                            | Partilös                                                   | Axel Key                                                   | 6 079                                                      | 98,9                                                       |                                                            |                                                            |
|                                                            | Partilös                                                   | Alfred Fock                                                | 6 073                                                      | 98,8                                                       | +2,7                                                       |                                                            |
|                                                            | Centern                                                    | Anders Victor Åbergsson                                    | 6 007                                                      | 97,7                                                       | +40,6                                                      |                                                            |
|                                                            | Partilös                                                   | Johan Johansson                                            | 5 953                                                      | 96,8                                                       |                                                            |                                                            |
|                                                            | Centern                                                    | Johan Sjöberg                                              | 3 607                                                      | 58,7                                                       | -37,5                                                      |                                                            |
|                                                            | Centern                                                    | John Berg                                                  | 3 573                                                      | 58,1                                                       | -2,3                                                       |                                                            |
|                                                            | Centern                                                    | Gustaf Lindmark                                            | 3 466                                                      | 56,4                                                       | -3,2                                                       |                                                            |
|                                                            | Centern                                                    | John Lovén                                                 | 3 458                                                      | 56,2                                                       |                                                            |                                                            |
|                                                            | Centern                                                    | Carl Björnstjerna                                          | 3 447                                                      | 56,1                                                       | -4,8                                                       |                                                            |
|                                                            | Centern                                                    | Oscar Stackelberg                                          | 3 442                                                      | 56,0                                                       | -0,5                                                       |                                                            |
|                                                            | Partilös                                                   | Jacob Wedberg                                              | 3 310                                                      | 53,8                                                       |                                                            |                                                            |
|                                                            | Centern                                                    | Moritz Rubenson                                            | 3 193                                                      | 51,9                                                       | -43,4                                                      |                                                            |
|                                                            | Partilös                                                   | Abraham Leijonhufvud                                       | 3 184                                                      | 51,8                                                       | -6,9                                                       |                                                            |
|                                                            | Partilös                                                   | Carl Söderström                                            | 3 182                                                      | 51,7                                                       |                                                            |                                                            |
|                                                            | Annat                                                      | Johan Ohlsson                                              | 2 979                                                      | 48,4                                                       | +6,9                                                       |                                                            |
|                                                            | Annat                                                      | Richard Gustafsson                                         | 2 978                                                      | 48,4                                                       |                                                            |                                                            |
|                                                            | Annat                                                      | Carl Grafström                                             | 2 931                                                      | 47,7                                                       |                                                            |                                                            |
|                                                            | Annat                                                      | Harald Wieselgren                                          | 2 923                                                      | 47,5                                                       |                                                            |                                                            |
|                                                            | Annat                                                      | Per Siljeström                                             | 2 809                                                      | 45,7                                                       | +4,6                                                       |                                                            |
|                                                            | Annat                                                      | Wilhelm Carlson                                            | 2 744                                                      | 44,6                                                       |                                                            |                                                            |
|                                                            | Annat                                                      | Emil Hammarlund                                            | 2 735                                                      | 44,5                                                       |                                                            |                                                            |
|                                                            | Annat                                                      | Gustaf Ericsson                                            | 2 600                                                      | 42,3                                                       | -53,2                                                      |                                                            |
|                                                            | Annat                                                      | Julius Mankell                                             | 2 552                                                      | 41,5                                                       | +3,8                                                       |                                                            |
|                                                            | Annat                                                      | Eduard Ljungberg                                           | 2 511                                                      | 40,8                                                       |                                                            |                                                            |

Valkretsen hade 168 775 invånare den 31 december 1880, varav 10 479 eller 6,2 % var valberättigade. 6 228 personer deltog i valet, ett valdeltagande på 59,4 %.
Då 79 röster kasserades var 6 149 röster giltiga.
Källor:
- Tidningen Kalmar den 26 september 1881
- SCB Riksdagsmannavalen 1879-1881

### 1882
| Fyllnadsval i Sverige 1882: Stockholms stads valkrets | Fyllnadsval i Sverige 1882: Stockholms stads valkrets | Fyllnadsval i Sverige 1882: Stockholms stads valkrets | Fyllnadsval i Sverige 1882: Stockholms stads valkrets | Fyllnadsval i Sverige 1882: Stockholms stads valkrets | Fyllnadsval i Sverige 1882: Stockholms stads valkrets | Fyllnadsval i Sverige 1882: Stockholms stads valkrets |
| Parti                                                 | Parti                                                 | Kandidat                                              | Röster                                                | Röster                                                | Röster                                                |                                                       |
| Parti                                                 | Parti                                                 | Kandidat                                              | Antal                                                 | %                                                     | +− %                                                  |                                                       |
| ----------------------------------------------------- | ----------------------------------------------------- | ----------------------------------------------------- | ----------------------------------------------------- | ----------------------------------------------------- | ----------------------------------------------------- | ----------------------------------------------------- |
|                                                       | Nya centern                                           | Hugo Arwidsson                                        | 2 873                                                 | 57,3                                                  |                                                       |                                                       |
|                                                       | Annat                                                 | Richard Gustafsson                                    | 2 127                                                 | 42,4                                                  |                                                       |                                                       |

Valet ägde rum den 18 november 1882 för att fylla en vakans orsakad av den förutvarande riksdagsmannen John Bergs avgång.
Av 10 936 valberättigade deltog 5 031 personer i valet, ett valdeltagande på 46,0 %.
Då 17 röster kasserades var 5 014 röster giltiga.
Källor:
- Dalpilen den 24 november 1882
- SCB Riksdagsmannavalen 1882-1884

### 1884
Valet ägde rum den 26 september 1884. Det överklagades dock och fick tas om.
| Andrakammarvalet i Sverige 1884: Stockholms stads valkrets | Andrakammarvalet i Sverige 1884: Stockholms stads valkrets | Andrakammarvalet i Sverige 1884: Stockholms stads valkrets | Andrakammarvalet i Sverige 1884: Stockholms stads valkrets | Andrakammarvalet i Sverige 1884: Stockholms stads valkrets | Andrakammarvalet i Sverige 1884: Stockholms stads valkrets | Andrakammarvalet i Sverige 1884: Stockholms stads valkrets |
| Parti                                                      | Parti                                                      | Kandidat                                                   | Röster                                                     | Röster                                                     | Röster                                                     |                                                            |
| Parti                                                      | Parti                                                      | Kandidat                                                   | Antal                                                      | %                                                          | +− %                                                       |                                                            |
| ---------------------------------------------------------- | ---------------------------------------------------------- | ---------------------------------------------------------- | ---------------------------------------------------------- | ---------------------------------------------------------- | ---------------------------------------------------------- | ---------------------------------------------------------- |
|                                                            | Partilös liberal                                           | Johan Sjöberg                                              | 7 428                                                      | 99,4                                                       |                                                            |                                                            |
|                                                            | Partilös liberal                                           | Axel Key                                                   | 7 407                                                      | 99,1                                                       |                                                            |                                                            |
|                                                            | Partilös liberal                                           | Sixten von Friesen                                         | 7 378                                                      | 98,7                                                       |                                                            |                                                            |
|                                                            | Partilös liberal                                           | Oscar Stackelberg                                          | 7 373                                                      | 98,6                                                       |                                                            |                                                            |
|                                                            | Partilös liberal                                           | Johan Ohlsson                                              | 7 332                                                      | 98,1                                                       |                                                            |                                                            |
|                                                            | Partilös liberal                                           | Alfred Fock                                                | 5 076                                                      | 67,9                                                       |                                                            |                                                            |
|                                                            | Partilös liberal                                           | Adolf Erik Nordenskiöld                                    | 4 824                                                      | 64,5                                                       |                                                            |                                                            |
|                                                            | Partilös liberal                                           | Adolf Hedin                                                | 4 760                                                      | 63,7                                                       |                                                            |                                                            |
|                                                            | Partilös liberal                                           | Carl Grafström                                             | 4 645                                                      | 62,1                                                       |                                                            |                                                            |
|                                                            | Partilös liberal                                           | Henrik Fredholm                                            | 4 299                                                      | 57,5                                                       |                                                            |                                                            |
|                                                            | Partilös liberal                                           | Johan Johansson                                            | 4 045                                                      | 54,1                                                       |                                                            |                                                            |
|                                                            | Partilös liberal                                           | Harald Wieselgren                                          | 3 926                                                      | 52,5                                                       |                                                            |                                                            |
|                                                            | Nya centern                                                | Hugo Arwidsson                                             | 3 901                                                      | 52,2                                                       |                                                            |                                                            |
|                                                            | Partilös liberal                                           | Emil Hammarlund                                            | 3 891                                                      | 52,0                                                       |                                                            |                                                            |
|                                                            | Partilös liberal                                           | Richard Gustafsson                                         | 3 727                                                      | 49,9                                                       |                                                            |                                                            |
|                                                            | Partilös liberal                                           | Per Siljeström                                             | 3 717                                                      | 49,7                                                       |                                                            |                                                            |
|                                                            | Partilös liberal                                           | Gustaf Ericsson                                            | 3 710                                                      | 49,6                                                       |                                                            |                                                            |
|                                                            | Partilös liberal                                           | fabrikör Backman                                           | 3 694                                                      | 49,4                                                       |                                                            |                                                            |
|                                                            | Partilös liberal                                           | Otto Höglund                                               | 3 681                                                      | 49,2                                                       |                                                            |                                                            |
|                                                            | Partilös                                                   | Gustaf Gilljam                                             | 3 679                                                      | 49,2                                                       |                                                            |                                                            |
|                                                            | Partilös                                                   | Wilhelm Carlson                                            | 3 677                                                      | 49,2                                                       |                                                            |                                                            |
|                                                            | Partilös                                                   | Erik Nyström                                               | 3 652                                                      | 48,8                                                       |                                                            |                                                            |
|                                                            | Partilös                                                   | Fredrik Fehr                                               | 3 610                                                      | 48,3                                                       |                                                            |                                                            |
|                                                            | Partilös                                                   | Abraham Leijonhufvud                                       | 3 595                                                      | 48,1                                                       |                                                            |                                                            |
|                                                            | Partilös                                                   | Carl-Erik Ekgren                                           | 3 594                                                      | 48,1                                                       |                                                            |                                                            |
|                                                            | Partilös                                                   | Elis Fischer                                               | 3 588                                                      | 48,0                                                       |                                                            |                                                            |
|                                                            | Partilös                                                   | Gustaf Lindmark                                            | 3 576                                                      | 47,8                                                       |                                                            |                                                            |
|                                                            | Partilös                                                   | Jakob Erikson                                              | 3 567                                                      | 47,7                                                       |                                                            |                                                            |
|                                                            | Partilös                                                   | Lars Forssman                                              | 3 449                                                      | 46,1                                                       |                                                            |                                                            |
|                                                            | Partilös                                                   | Moritz Rubenson                                            | 2 865                                                      | 38,3                                                       |                                                            |                                                            |
|                                                            | Partilös                                                   | Carl Björnstjerna                                          | 2 740                                                      | 36,7                                                       |                                                            |                                                            |
|                                                            | Partilös                                                   | J.J. Sandahl                                               | 2 635                                                      | 35,2                                                       |                                                            |                                                            |
|                                                            | Partilös                                                   | A. Schönmeyr                                               | 2 394                                                      | 32,0                                                       |                                                            |                                                            |

Valkretsen hade 194 469 invånare den 31 december 1883, varav 12 530 eller 6,4 % var valberättigade. 7 489 personer deltog i valet, ett valdeltagande på 59,8 %.
Då 13 röster kasserades var 7 476 röster giltiga.
Källor:
- Tidningen Kalmar den 29 september 1884
- SCB Riksdagsmannavalen 1882-1884

### 1885
Valet ägde rum den 9 januari 1885.
| Andrakammarvalet i Sverige 1884: Stockholms stads valkrets | Andrakammarvalet i Sverige 1884: Stockholms stads valkrets | Andrakammarvalet i Sverige 1884: Stockholms stads valkrets | Andrakammarvalet i Sverige 1884: Stockholms stads valkrets | Andrakammarvalet i Sverige 1884: Stockholms stads valkrets | Andrakammarvalet i Sverige 1884: Stockholms stads valkrets | Andrakammarvalet i Sverige 1884: Stockholms stads valkrets |
| Parti                                                      | Parti                                                      | Kandidat                                                   | Röster                                                     | Röster                                                     | Röster                                                     |                                                            |
| Parti                                                      | Parti                                                      | Kandidat                                                   | Antal                                                      | %                                                          | +− %                                                       |                                                            |
| ---------------------------------------------------------- | ---------------------------------------------------------- | ---------------------------------------------------------- | ---------------------------------------------------------- | ---------------------------------------------------------- | ---------------------------------------------------------- | ---------------------------------------------------------- |
|                                                            | Partilös liberal                                           | Axel Key                                                   | 8 202                                                      | 99,7                                                       |                                                            |                                                            |
|                                                            | Partilös liberal                                           | Johan Sjöberg                                              | 8 194                                                      | 99,6                                                       |                                                            |                                                            |
|                                                            | Nya centern                                                | Hugo Arwidsson                                             | 8 185                                                      | 99,5                                                       |                                                            |                                                            |
|                                                            | Partilös liberal                                           | Oscar Stackelberg                                          | 8 180                                                      | 99,4                                                       |                                                            |                                                            |
|                                                            | Partilös liberal                                           | Alfred Fock                                                | 8 169                                                      | 99,3                                                       |                                                            |                                                            |
|                                                            | Partilös liberal                                           | Johan Ohlsson                                              | 8 161                                                      | 99,2                                                       |                                                            |                                                            |
|                                                            | Partilös liberal                                           | Adolf Erik Nordenskiöld                                    | 8 136                                                      | 98,9                                                       |                                                            |                                                            |
|                                                            | Partilös liberal                                           | Carl Grafström                                             | 8 105                                                      | 98,5                                                       |                                                            |                                                            |
|                                                            | Partilös liberal                                           | Henrik Fredholm                                            | 5 059                                                      | 61,5                                                       |                                                            |                                                            |
|                                                            | Partilös liberal                                           | Johan Johansson                                            | 5 055                                                      | 61,4                                                       |                                                            |                                                            |
|                                                            | Partilös liberal                                           | Adolf Hedin                                                | 4 646                                                      | 56,5                                                       |                                                            |                                                            |
|                                                            | Partilös liberal                                           | Sixten von Friesen                                         | 4 592                                                      | 55,8                                                       |                                                            |                                                            |
|                                                            | Partilös liberal                                           | Emil Hammarlund                                            | 4 441                                                      | 54,0                                                       |                                                            |                                                            |
|                                                            | Partilös liberal                                           | Wilhelm Carlson                                            | 4 400                                                      | 53,5                                                       |                                                            |                                                            |
|                                                            | Partilös liberal                                           | Erik Nyström                                               | 4 387                                                      | 53,3                                                       |                                                            |                                                            |
|                                                            | Partilös liberal                                           | Jakob Erikson                                              | 4 319                                                      | 52,5                                                       |                                                            |                                                            |
|                                                            | Partilös liberal                                           | Per Siljeström                                             | 4 223                                                      | 51,3                                                       |                                                            |                                                            |
|                                                            | Partilös liberal                                           | Richard Gustafsson                                         | 4 147                                                      | 50,4                                                       |                                                            |                                                            |
|                                                            | Partilös liberal                                           | Gustaf Ericsson                                            | 4 126                                                      | 50,1                                                       |                                                            |                                                            |
|                                                            | Partilös                                                   | Lars Forssman                                              | 3 982                                                      | 48,4                                                       |                                                            |                                                            |
|                                                            | Partilös                                                   | Otto Höglund                                               | 3 821                                                      | 46,4                                                       |                                                            |                                                            |
|                                                            | Partilös                                                   | Gustaf Gilljam                                             | 3 796                                                      | 46,1                                                       |                                                            |                                                            |
|                                                            | Partilös                                                   | Fredrik Fehr                                               | 3 793                                                      | 46,1                                                       |                                                            |                                                            |
|                                                            | Partilös                                                   | Carl-Erik Ekgren                                           | 3 791                                                      | 46,1                                                       |                                                            |                                                            |
|                                                            | Partilös                                                   | Elis Fischer                                               | 3 789                                                      | 46,0                                                       |                                                            |                                                            |
|                                                            | Partilös                                                   | Gustaf Lindmark                                            | 3 776                                                      | 45,9                                                       |                                                            |                                                            |
|                                                            | Partilös                                                   | fabrikör Backman                                           | 3 715                                                      | 45,1                                                       |                                                            |                                                            |
|                                                            | Partilös                                                   | Jesper Crusebjörn                                          | 3 395                                                      | 41,3                                                       |                                                            |                                                            |
|                                                            | Partilös                                                   | Moritz Rubenson                                            | 3 302                                                      | 40,1                                                       |                                                            |                                                            |
|                                                            | Partilös                                                   | Carl Björnstjerna                                          | 3 173                                                      | 38,6                                                       |                                                            |                                                            |
|                                                            | Partilös                                                   | Oscar Berg                                                 | 704                                                        | 8,6                                                        |                                                            |                                                            |

Valkretsen hade 194 469 invånare den 31 december 1883, varav 11 416 eller 5,9 % var valberättigade. 8 261 personer deltog i valet, ett valdeltagande på 72,4 %.
Då 32 röster kasserades var 8 229 röster giltiga.
Källor:
- Dalpilen den 16 januari 1885
- SCB Riksdagsmannavalen 1882-1884

### 1886
| Fyllnadsval i Sverige 1886: Stockholms stads valkrets | Fyllnadsval i Sverige 1886: Stockholms stads valkrets | Fyllnadsval i Sverige 1886: Stockholms stads valkrets | Fyllnadsval i Sverige 1886: Stockholms stads valkrets | Fyllnadsval i Sverige 1886: Stockholms stads valkrets | Fyllnadsval i Sverige 1886: Stockholms stads valkrets | Fyllnadsval i Sverige 1886: Stockholms stads valkrets |
| Parti                                                 | Parti                                                 | Kandidat                                              | Röster                                                | Röster                                                | Röster                                                |                                                       |
| Parti                                                 | Parti                                                 | Kandidat                                              | Antal                                                 | %                                                     | +− %                                                  |                                                       |
| ----------------------------------------------------- | ----------------------------------------------------- | ----------------------------------------------------- | ----------------------------------------------------- | ----------------------------------------------------- | ----------------------------------------------------- | ----------------------------------------------------- |
|                                                       | Partilös                                              | Ernst Beckman                                         | 2 363                                                 | 47,3                                                  |                                                       |                                                       |
|                                                       | Annat                                                 | Carl-Erik Ekgren                                      | 2 213                                                 | 44,3                                                  |                                                       |                                                       |

Valet ägde rum den 19 mars 1886 för att fylla en vakans orsakad av den förutvarande riksdagsmannen Hugo Arwidssons dödsfall.
Av 12 918 valberättigade deltog 5 005 personer i valet, ett valdeltagande på 38,7 %.
Då 12 röster kasserades var 4 993 röster giltiga.
Källor:
- Östergötlands veckoblad den 26 mars 1886
- SCB Riksdagsmannavalen 1885-1887

### 1887 (vår)
Valet ägde rum den 15 april 1887.
| Andrakammarvalet i Sverige 1887 (vår): Stockholms stads valkrets | Andrakammarvalet i Sverige 1887 (vår): Stockholms stads valkrets | Andrakammarvalet i Sverige 1887 (vår): Stockholms stads valkrets | Andrakammarvalet i Sverige 1887 (vår): Stockholms stads valkrets | Andrakammarvalet i Sverige 1887 (vår): Stockholms stads valkrets | Andrakammarvalet i Sverige 1887 (vår): Stockholms stads valkrets | Andrakammarvalet i Sverige 1887 (vår): Stockholms stads valkrets |
| Parti                                                            | Parti                                                            | Kandidat                                                         | Röster                                                           | Röster                                                           | Röster                                                           |                                                                  |
| Parti                                                            | Parti                                                            | Kandidat                                                         | Antal                                                            | %                                                                | +− %                                                             |                                                                  |
| ---------------------------------------------------------------- | ---------------------------------------------------------------- | ---------------------------------------------------------------- | ---------------------------------------------------------------- | ---------------------------------------------------------------- | ---------------------------------------------------------------- | ---------------------------------------------------------------- |
|                                                                  | Partilös frihandelsvän                                           | Alfred Fock                                                      | 8 792                                                            | 86,9                                                             | -12,4                                                            |                                                                  |
|                                                                  | Partilös frihandelsvän                                           | Johan Sjöberg                                                    | 8 792                                                            | 86,9                                                             | -12,7                                                            |                                                                  |
|                                                                  | Partilös frihandelsvän                                           | Oscar Stackelberg                                                | 8 792                                                            | 86,9                                                             | -12,5                                                            |                                                                  |
|                                                                  | Partilös frihandelsvän                                           | Axel Key                                                         | 8 789                                                            | 86,8                                                             | -12,9                                                            |                                                                  |
|                                                                  | Partilös frihandelsvän                                           | Adolf Erik Nordenskiöld                                          | 8 787                                                            | 86,8                                                             | -12,1                                                            |                                                                  |
|                                                                  | Partilös frihandelsvän                                           | Carl Grafström                                                   | 8 784                                                            | 86,8                                                             | -11,7                                                            |                                                                  |
|                                                                  | Partilös frihandelsvän                                           | Sixten von Friesen                                               | 8 784                                                            | 86,8                                                             | +31,0                                                            |                                                                  |
|                                                                  | Partilös frihandelsvän                                           | Otto Höglund                                                     | 8 784                                                            | 86,8                                                             | +40,4                                                            |                                                                  |
|                                                                  | Partilös frihandelsvän                                           | Ernst Beckman                                                    | 8 779                                                            | 86,7                                                             |                                                                  |                                                                  |
|                                                                  | Partilös frihandelsvän                                           | Per Siljeström                                                   | 8 775                                                            | 86,7                                                             | +35,4                                                            |                                                                  |
|                                                                  | Partilös frihandelsvän                                           | Wilhelm Walldén                                                  | 7 078                                                            | 69,9                                                             |                                                                  |                                                                  |
|                                                                  | Partilös frihandelsvän                                           | Sigurd Lovén                                                     | 7 075                                                            | 69,9                                                             |                                                                  |                                                                  |
|                                                                  | Partilös frihandelsvän                                           | Theodor Winborg                                                  | 7 075                                                            | 69,9                                                             |                                                                  |                                                                  |
|                                                                  | Partilös frihandelsvän                                           | Johan Johansson                                                  | 7 074                                                            | 69,9                                                             | +8,5                                                             |                                                                  |
|                                                                  | Partilös frihandelsvän                                           | Johan Ohlsson                                                    | 7 074                                                            | 69,9                                                             | -29,3                                                            |                                                                  |
|                                                                  | Partilös frihandelsvän                                           | Erik Elliot                                                      | 7 073                                                            | 69,9                                                             |                                                                  |                                                                  |
|                                                                  | Partilös frihandelsvän                                           | Henrik Fredholm                                                  | 7 073                                                            | 69,9                                                             | +8,4                                                             |                                                                  |
|                                                                  | Partilös frihandelsvän                                           | Erik Nyström                                                     | 7 058                                                            | 69,7                                                             | +16,4                                                            |                                                                  |
|                                                                  | Partilös frihandelsvän                                           | Gustaf Ericsson                                                  | 7 028                                                            | 69,4                                                             | +19,3                                                            |                                                                  |
|                                                                  | Partilös frihandelsvän                                           | Emil Hammarlund                                                  | 7 020                                                            | 69,3                                                             | +15,3                                                            |                                                                  |
|                                                                  | Partilös frihandelsvän                                           | Richard Gustafsson                                               | 7 003                                                            | 69,2                                                             | +18,8                                                            |                                                                  |
|                                                                  | Partilös protektionist                                           | August Östergren                                                 | 3 090                                                            | 30,5                                                             |                                                                  |                                                                  |
|                                                                  | Partilös protektionist                                           | Robert Almström                                                  | 3 087                                                            | 30,5                                                             |                                                                  |                                                                  |
|                                                                  | Partilös protektionist                                           | Richard Åkerman                                                  | 3 084                                                            | 30,5                                                             |                                                                  |                                                                  |
|                                                                  | Partilös protektionist                                           | Erik Edlund                                                      | 3 081                                                            | 30,4                                                             |                                                                  |                                                                  |
|                                                                  | Partilös protektionist                                           | Gustaf de Laval                                                  | 3 072                                                            | 30,3                                                             |                                                                  |                                                                  |
|                                                                  | Partilös protektionist                                           | Ulric Widström                                                   | 3 070                                                            | 30,3                                                             |                                                                  |                                                                  |
|                                                                  | Partilös protektionist                                           | E.W. Carlson                                                     | 3 066                                                            | 30,3                                                             |                                                                  |                                                                  |
|                                                                  | Partilös protektionist                                           | Conrad Svanberg                                                  | 3 065                                                            | 30,3                                                             |                                                                  |                                                                  |
|                                                                  | Partilös protektionist                                           | Carl Nyström                                                     | 3 056                                                            | 30,2                                                             |                                                                  |                                                                  |
|                                                                  | Partilös protektionist                                           | Gustaf Blomdahl                                                  | 3 054                                                            | 30,2                                                             |                                                                  |                                                                  |
|                                                                  | Partilös frihandelsvän                                           | Jesper Crusebjörn                                                | 1 781                                                            | 17,6                                                             | -23,7                                                            |                                                                  |
|                                                                  | Partilös protektionist                                           | Gustaf Lindmark                                                  | 1 362                                                            | 13,5                                                             | -32,4                                                            |                                                                  |
|                                                                  | Partilös protektionist                                           | August Hård af Segerstad                                         | 1 361                                                            | 13,4                                                             |                                                                  |                                                                  |
|                                                                  | Partilös protektionist                                           | Robert Schubert                                                  | 1 353                                                            | 13,4                                                             |                                                                  |                                                                  |
|                                                                  | Partilös protektionist                                           | Carl Knut Edberg                                                 | 1 352                                                            | 13,4                                                             |                                                                  |                                                                  |
|                                                                  | Partilös protektionist                                           | Otto Fahnehielm                                                  | 1 352                                                            | 13,4                                                             |                                                                  |                                                                  |
|                                                                  | Partilös protektionist                                           | Viktor Ramstedt                                                  | 1 349                                                            | 13,3                                                             |                                                                  |                                                                  |
|                                                                  | Partilös protektionist                                           | Gustaf Berndes                                                   | 1 348                                                            | 13,3                                                             |                                                                  |                                                                  |
|                                                                  | Partilös protektionist                                           | Anton Bexelius                                                   | 1 347                                                            | 13,3                                                             |                                                                  |                                                                  |
|                                                                  | Partilös protektionist                                           | Magnus Lund                                                      | 1 345                                                            | 13,3                                                             |                                                                  |                                                                  |
|                                                                  | Partilös protektionist                                           | Feodor Werner                                                    | 1 345                                                            | 13,3                                                             |                                                                  |                                                                  |
|                                                                  | Partilös protektionist                                           | Paul Isberg                                                      | 1 341                                                            | 13,2                                                             |                                                                  |                                                                  |

Valkretsen hade 215 688 invånare den 31 december 1885, varav 13 054 (osäker siffra) eller 6,1 % var valberättigade. 10 139 personer deltog i valet, ett valdeltagande på 77,7 %.
Då 16 röster kasserades var 10 123 röster giltiga.
Källor:
- Nya Dagligt Allehanda den 16 april 1887
- Post- Och Inrikes Tidningar den 18 april 1887
- SCB Riksdagsmannavalen 1885-1887

### 1887 (sept.)
Valet ägde rum den 23 september 1887.
| Andrakammarvalet i Sverige 1887 (september): Stockholms stads valkrets | Andrakammarvalet i Sverige 1887 (september): Stockholms stads valkrets | Andrakammarvalet i Sverige 1887 (september): Stockholms stads valkrets | Andrakammarvalet i Sverige 1887 (september): Stockholms stads valkrets | Andrakammarvalet i Sverige 1887 (september): Stockholms stads valkrets | Andrakammarvalet i Sverige 1887 (september): Stockholms stads valkrets | Andrakammarvalet i Sverige 1887 (september): Stockholms stads valkrets |
| Parti                                                                  | Parti                                                                  | Kandidat                                                               | Röster                                                                 | Röster                                                                 | Röster                                                                 |                                                                        |
| Parti                                                                  | Parti                                                                  | Kandidat                                                               | Antal                                                                  | %                                                                      | +− %                                                                   |                                                                        |
| ---------------------------------------------------------------------- | ---------------------------------------------------------------------- | ---------------------------------------------------------------------- | ---------------------------------------------------------------------- | ---------------------------------------------------------------------- | ---------------------------------------------------------------------- | ---------------------------------------------------------------------- |
|                                                                        | Nya Lantmannapartiet                                                   | Gustaf de Laval                                                        | 2 988                                                                  | 91,5                                                                   | +61,2                                                                  |                                                                        |
|                                                                        | Nya Lantmannapartiet                                                   | Ulric Widström                                                         | 2 980                                                                  | 91,3                                                                   | +61,0                                                                  |                                                                        |
|                                                                        | Nya Lantmannapartiet                                                   | Walfrid Billing                                                        | 2 923                                                                  | 89,5                                                                   |                                                                        |                                                                        |
|                                                                        | Nya Lantmannapartiet                                                   | Hjalmar Palmstierna                                                    | 2 922                                                                  | 89,5                                                                   |                                                                        |                                                                        |
|                                                                        | Nya Lantmannapartiet                                                   | Feodor Werner                                                          | 2 902                                                                  | 88,9                                                                   | +75,6                                                                  |                                                                        |
|                                                                        | Nya Lantmannapartiet                                                   | Knut Styffe                                                            | 2 808                                                                  | 86,0                                                                   |                                                                        |                                                                        |
|                                                                        | Nya Lantmannapartiet                                                   | Wilhelm Carlson                                                        | 2 795                                                                  | 85,6                                                                   |                                                                        |                                                                        |
|                                                                        | Nya Lantmannapartiet                                                   | Gustaf Lindmark                                                        | 2 768                                                                  | 84,8                                                                   | +71,3                                                                  |                                                                        |
|                                                                        | Nya Lantmannapartiet                                                   | Conrad Svanberg                                                        | 2 739                                                                  | 83,9                                                                   | +53,6                                                                  |                                                                        |
|                                                                        | Nya Lantmannapartiet                                                   | Carl Nyström                                                           | 2 727                                                                  | 83,5                                                                   | +53,3                                                                  |                                                                        |
|                                                                        | Nya Lantmannapartiet                                                   | Anton Bexelius                                                         | 2 727                                                                  | 83,5                                                                   | +70,2                                                                  |                                                                        |
|                                                                        | Nya Lantmannapartiet                                                   | Carl Gustaf Bergman                                                    | 2 727                                                                  | 83,5                                                                   |                                                                        |                                                                        |
|                                                                        | Nya Lantmannapartiet                                                   | Staffan Cederschiöld                                                   | 2 726                                                                  | 83,5                                                                   |                                                                        |                                                                        |
|                                                                        | Nya Lantmannapartiet                                                   | Gustaf Berndes                                                         | 2 726                                                                  | 83,5                                                                   | +70,2                                                                  |                                                                        |
|                                                                        | Nya Lantmannapartiet                                                   | Gustaf Emanuel Beskow                                                  | 2 716                                                                  | 83,2                                                                   |                                                                        |                                                                        |
|                                                                        | Nya Lantmannapartiet                                                   | Magnus Lund                                                            | 2 696                                                                  | 82,6                                                                   |                                                                        |                                                                        |
|                                                                        | Nya Lantmannapartiet                                                   | Fabian Höglund                                                         | 2 691                                                                  | 82,4                                                                   |                                                                        |                                                                        |
|                                                                        | Nya Lantmannapartiet                                                   | Frans Björck                                                           | 2 690                                                                  | 82,4                                                                   |                                                                        |                                                                        |
|                                                                        | Nya Lantmannapartiet                                                   | Victor Carlson                                                         | 2 688                                                                  | 82,3                                                                   |                                                                        |                                                                        |
|                                                                        | Nya Lantmannapartiet                                                   | Carl Oscar Berg                                                        | 2 673                                                                  | 81,9                                                                   |                                                                        |                                                                        |
|                                                                        | Nya Lantmannapartiet                                                   | Veit Wittrock                                                          | 2 630                                                                  | 80,6                                                                   |                                                                        |                                                                        |
|                                                                        | Nya Lantmannapartiet                                                   | Wilhelm Lyth                                                           | 2 585                                                                  | 79,2                                                                   |                                                                        |                                                                        |
|                                                                        | Partilös frihandelsvän                                                 | Alfred Fock                                                            | 547                                                                    | 16,8                                                                   | -70,1                                                                  |                                                                        |
|                                                                        | Partilös frihandelsvän                                                 | Axel Key                                                               | 547                                                                    | 16,8                                                                   | -70,0                                                                  |                                                                        |
|                                                                        | Partilös frihandelsvän                                                 | Adolf Erik Nordenskiöld                                                | 543                                                                    | 16,6                                                                   | -70,2                                                                  |                                                                        |
|                                                                        | Partilös frihandelsvän                                                 | Carl Taube                                                             | 540                                                                    | 16,5                                                                   |                                                                        |                                                                        |
|                                                                        | Partilös frihandelsvän                                                 | Christian Lovén                                                        | 539                                                                    | 16,5                                                                   | -53,4                                                                  |                                                                        |
|                                                                        | Partilös frihandelsvän                                                 | Wilhelm Walldén                                                        | 535                                                                    | 16,4                                                                   | -53,5                                                                  |                                                                        |
|                                                                        | Partilös frihandelsvän                                                 | Sixten von Friesen                                                     | 534                                                                    | 16,4                                                                   | -70,4                                                                  |                                                                        |
|                                                                        | Partilös frihandelsvän                                                 | Andreas Viktor Åbergsson                                               | 528                                                                    | 16,2                                                                   |                                                                        |                                                                        |
|                                                                        | Partilös frihandelsvän                                                 | Oscar Stackelberg                                                      | 526                                                                    | 16,1                                                                   | -70,8                                                                  |                                                                        |
|                                                                        | Partilös frihandelsvän                                                 | Carl Grafström                                                         | 526                                                                    | 16,1                                                                   | -70,8                                                                  |                                                                        |
|                                                                        | Partilös frihandelsvän                                                 | Ernst Beckman                                                          | 516                                                                    | 15,8                                                                   | -70,9                                                                  |                                                                        |
|                                                                        | Partilös frihandelsvän                                                 | Per Siljeström                                                         | 513                                                                    | 15,7                                                                   | -71,0                                                                  |                                                                        |
|                                                                        | Partilös frihandelsvän                                                 | Adolf Hedin                                                            | 497                                                                    | 15,2                                                                   |                                                                        |                                                                        |
|                                                                        | Moderat frihandelsvän                                                  | Richard Telander                                                       | 450                                                                    | 13,8                                                                   |                                                                        |                                                                        |
|                                                                        | Partilös frihandelsvän                                                 | Anders Larsson                                                         | 411                                                                    | 12,6                                                                   |                                                                        |                                                                        |
|                                                                        | Partilös frihandelsvän                                                 | Johan Johansson                                                        | 355                                                                    | 10,9                                                                   | -59,0                                                                  |                                                                        |
|                                                                        | Partilös frihandelsvän                                                 | Henrik Fredholm                                                        | 346                                                                    | 10,6                                                                   | -59,3                                                                  |                                                                        |
|                                                                        | Moderat frihandelsvän                                                  | Jesper Crusebjörn                                                      | 310                                                                    | 9,5                                                                    | -8,1                                                                   |                                                                        |
|                                                                        | Partilös frihandelsvän                                                 | Otto Höglund                                                           | 305                                                                    | 9,3                                                                    | -77,5                                                                  |                                                                        |
|                                                                        | Moderat frihandelsvän                                                  | Frans Eugene Morssing                                                  | 290                                                                    | 8,9                                                                    |                                                                        |                                                                        |
|                                                                        | Partilös frihandelsvän                                                 | Jakob Erikson                                                          | 261                                                                    | 8,0                                                                    |                                                                        |                                                                        |
|                                                                        | Partilös frihandelsvän                                                 | Emil Hammarlund                                                        | 237                                                                    | 7,3                                                                    | -62,0                                                                  |                                                                        |
|                                                                        | Partilös frihandelsvän                                                 | Richard Gustafsson                                                     | 235                                                                    | 7,2                                                                    | -62,0                                                                  |                                                                        |
|                                                                        | Partilös frihandelsvän                                                 | Fridtjuv Berg                                                          | 232                                                                    | 7,1                                                                    |                                                                        |                                                                        |
|                                                                        | Partilös socialist                                                     | Anton Nyström                                                          | 227                                                                    | 7,0                                                                    |                                                                        |                                                                        |
|                                                                        | Partilös socialist                                                     | Nils Olof Holst                                                        | 217                                                                    | 6,6                                                                    |                                                                        |                                                                        |

Valkretsen hade 223 063 invånare den 31 december 1886, varav 13 054 eller 5,9 % var valberättigade. 9 534 personer deltog i valet, ett valdeltagande på 73,0 %.
Det visade sig sedan att en av de invalda riksdagsledamöterna på den frihandelsvänliga listan - Olof Larsson - hade en obetald skatteskuld på 11 kronor och 58 öre. Enligt riksdagsordningen var han därför inte valbar, varpå alla valsedlar med hans namn var ogiltiga. De 22 invalda frihandelsvännerna ersattes därför med protektionister (i tabellen betecknade som nya lantmannapartister).
Antalet kasserade röster uppgick till 6 269 och antalet giltiga röster blev således 3 265.
Källor:
- Sydsvenska Dagbladet den 10 december 1887
- Oscar II och hans tid, sida 214
- SCB Riksdagsmannavalen 1885-1887

### 1889
| Fyllnadsval i Sverige 1889: Stockholms stads valkrets | Fyllnadsval i Sverige 1889: Stockholms stads valkrets | Fyllnadsval i Sverige 1889: Stockholms stads valkrets | Fyllnadsval i Sverige 1889: Stockholms stads valkrets | Fyllnadsval i Sverige 1889: Stockholms stads valkrets | Fyllnadsval i Sverige 1889: Stockholms stads valkrets | Fyllnadsval i Sverige 1889: Stockholms stads valkrets |
| Parti                                                 | Parti                                                 | Kandidat                                              | Röster                                                | Röster                                                | Röster                                                |                                                       |
| Parti                                                 | Parti                                                 | Kandidat                                              | Antal                                                 | %                                                     | +− %                                                  |                                                       |
| ----------------------------------------------------- | ----------------------------------------------------- | ----------------------------------------------------- | ----------------------------------------------------- | ----------------------------------------------------- | ----------------------------------------------------- | ----------------------------------------------------- |
|                                                       | Partilös                                              | Adolf Hedin                                           | 3 472                                                 | 63,2                                                  |                                                       |                                                       |
|                                                       | Annat                                                 | John Berg                                             | 2 002                                                 | 36,5                                                  |                                                       |                                                       |

Valet ägde rum den 26 april 1889 för att fylla en vakans orsakad av den valda riksdagsmannen Conrad Svanbergs dödsfall.
Av 14 482 valberättigade deltog 5 498 personer i valet, ett valdeltagande på 38,0 %.
Då 7 röster kasserades var 5 491 röster giltiga.
Källor:
- Dalpilen den 3 maj 1889
- SCB Riksdagsmannavalen 1888-1890

Inför andrakammarvalet 1890 delades Stockholms stads valkrets upp i fem mindre valkretsar med 5 mandat var, förutom den femte valkretsen som hade 4 mandat

### 1890
Samtliga ordinarie val ägde rum den 26 september 1890.

#### 1890: Första valkretsen
| Andrakammarvalet i Sverige 1890: Stockholms stads första valkrets | Andrakammarvalet i Sverige 1890: Stockholms stads första valkrets | Andrakammarvalet i Sverige 1890: Stockholms stads första valkrets | Andrakammarvalet i Sverige 1890: Stockholms stads första valkrets | Andrakammarvalet i Sverige 1890: Stockholms stads första valkrets | Andrakammarvalet i Sverige 1890: Stockholms stads första valkrets | Andrakammarvalet i Sverige 1890: Stockholms stads första valkrets |
| Parti                                                             | Parti                                                             | Kandidat                                                          | Röster                                                            | Röster                                                            | Röster                                                            |                                                                   |
| Parti                                                             | Parti                                                             | Kandidat                                                          | Antal                                                             | %                                                                 | +− %                                                              |                                                                   |
| ----------------------------------------------------------------- | ----------------------------------------------------------------- | ----------------------------------------------------------------- | ----------------------------------------------------------------- | ----------------------------------------------------------------- | ----------------------------------------------------------------- | ----------------------------------------------------------------- |
|                                                                   | Partilös frihandlare                                              | Curt Wallis                                                       | 1 545                                                             | 82,1                                                              |                                                                   |                                                                   |
|                                                                   | Partilös frihandlare                                              | Johan Johansson                                                   | 1 450                                                             | 77,1                                                              |                                                                   |                                                                   |
|                                                                   | Andra kammarens center                                            | Julius Mankell                                                    | 1 332                                                             | 70,8                                                              |                                                                   |                                                                   |
|                                                                   | Gamla Lantmannapartiet                                            | Fridtjuv Berg                                                     | 1 325                                                             | 70,4                                                              |                                                                   |                                                                   |
|                                                                   | Gamla Lantmannapartiet                                            | Johan Fjällbäck                                                   | 1 148                                                             | 61,0                                                              |                                                                   |                                                                   |
|                                                                   | Partilös protektionist                                            | Anton Theodor Granlund                                            | 322                                                               | 17,1                                                              |                                                                   |                                                                   |
|                                                                   | Partilös protektionist                                            | Bror August Danelius                                              | 318                                                               | 16,9                                                              |                                                                   |                                                                   |
|                                                                   | Nya lantmannapartiet                                              | Magnus Lund                                                       | 318                                                               | 16,9                                                              |                                                                   |                                                                   |
|                                                                   | Partilös protektionist                                            | Oskar Fredrik Hedborg                                             | 313                                                               | 16,6                                                              |                                                                   |                                                                   |
|                                                                   | Högerfrihandlare                                                  | Otto Höglund                                                      | 236                                                               | 12,5                                                              |                                                                   |                                                                   |
|                                                                   | Högerfrihandlare                                                  | Gustaf Tamm                                                       | 233                                                               | 12,4                                                              |                                                                   |                                                                   |
|                                                                   | Högerfrihandlare                                                  | Alfred Schönmeyr                                                  | 225                                                               | 12,0                                                              |                                                                   |                                                                   |
|                                                                   | Partilös protektionist                                            | Anders Gustaf Förselius                                           | 215                                                               | 11,4                                                              |                                                                   |                                                                   |
|                                                                   | Socialdemokraterna                                                | Anton Nyström                                                     | 175                                                               | 9,3                                                               |                                                                   |                                                                   |
|                                                                   | Socialdemokraterna                                                | Carl Gustaf Wickman                                               | 97                                                                | 5,2                                                               |                                                                   |                                                                   |

Valkretsen hade 47 841 invånare den 31 december 1889, varav 2 701 eller 5,6 % var valberättigade. 1 889 personer deltog i valet, ett valdeltagande på 69,9 %.
Då 8 röster kasserades var 1 881 röster giltiga.

#### 1890: Andra valkretsen
| Andrakammarvalet i Sverige 1890: Stockholms stads andra valkrets | Andrakammarvalet i Sverige 1890: Stockholms stads andra valkrets | Andrakammarvalet i Sverige 1890: Stockholms stads andra valkrets | Andrakammarvalet i Sverige 1890: Stockholms stads andra valkrets | Andrakammarvalet i Sverige 1890: Stockholms stads andra valkrets | Andrakammarvalet i Sverige 1890: Stockholms stads andra valkrets | Andrakammarvalet i Sverige 1890: Stockholms stads andra valkrets |
| Parti                                                            | Parti                                                            | Kandidat                                                         | Röster                                                           | Röster                                                           | Röster                                                           |                                                                  |
| Parti                                                            | Parti                                                            | Kandidat                                                         | Antal                                                            | %                                                                | +− %                                                             |                                                                  |
| ---------------------------------------------------------------- | ---------------------------------------------------------------- | ---------------------------------------------------------------- | ---------------------------------------------------------------- | ---------------------------------------------------------------- | ---------------------------------------------------------------- | ---------------------------------------------------------------- |
|                                                                  | Stockholmsbänken                                                 | Sixten von Friesen                                               | 1 881                                                            | 70,9                                                             |                                                                  |                                                                  |
|                                                                  | Andra kammarens center                                           | Christian Lovén                                                  | 1 877                                                            | 70,7                                                             |                                                                  |                                                                  |
|                                                                  | Andra kammarens center                                           | Wilhelm Walldén                                                  | 1 868                                                            | 70,4                                                             |                                                                  |                                                                  |
|                                                                  | Partilös frihandlare                                             | Adolf Erik Nordenskiöld                                          | 1 866                                                            | 70,3                                                             |                                                                  |                                                                  |
|                                                                  | Andra kammarens center                                           | Arvid Gumælius                                                   | 1 590                                                            | 59,9                                                             |                                                                  |                                                                  |
|                                                                  | Nya Lantmannapartiet                                             | Carl Gustaf Lindmark                                             | 765                                                              | 28,8                                                             |                                                                  |                                                                  |
|                                                                  | Nya Lantmannapartiet                                             | Wilhelm Lyth                                                     | 752                                                              | 28,3                                                             |                                                                  |                                                                  |
|                                                                  | Nya Lantmannapartiet                                             | Gustaf Emanuel Beskow                                            | 747                                                              | 28,1                                                             |                                                                  |                                                                  |
|                                                                  | Nya Lantmannapartiet                                             | Staffan Cederschiöld                                             | 712                                                              | 26,8                                                             |                                                                  |                                                                  |
|                                                                  | Partilös protektionist                                           | Axel von Rosen                                                   | 705                                                              | 26,6                                                             |                                                                  |                                                                  |
|                                                                  | Partilös moderat                                                 | Sven Lagerberg                                                   | 358                                                              | 13,5                                                             |                                                                  |                                                                  |
|                                                                  | Socialdemokraterna                                               | J. Johansson                                                     | 63                                                               | 2,4                                                              |                                                                  |                                                                  |

Valkretsen hade 47 727 invånare den 31 december 1889, varav 4 134 eller 8,7 % var valberättigade. 2 658 personer deltog i valet, ett valdeltagande på 64,3 %.
Då 4 röster kasserades var 2 654 röster giltiga.

#### 1890: Tredje valkretsen
| Andrakammarvalet i Sverige 1890: Stockholms stads tredje valkrets | Andrakammarvalet i Sverige 1890: Stockholms stads tredje valkrets | Andrakammarvalet i Sverige 1890: Stockholms stads tredje valkrets | Andrakammarvalet i Sverige 1890: Stockholms stads tredje valkrets | Andrakammarvalet i Sverige 1890: Stockholms stads tredje valkrets | Andrakammarvalet i Sverige 1890: Stockholms stads tredje valkrets | Andrakammarvalet i Sverige 1890: Stockholms stads tredje valkrets |
| Parti                                                             | Parti                                                             | Kandidat                                                          | Röster                                                            | Röster                                                            | Röster                                                            |                                                                   |
| Parti                                                             | Parti                                                             | Kandidat                                                          | Antal                                                             | %                                                                 | +− %                                                              |                                                                   |
| ----------------------------------------------------------------- | ----------------------------------------------------------------- | ----------------------------------------------------------------- | ----------------------------------------------------------------- | ----------------------------------------------------------------- | ----------------------------------------------------------------- | ----------------------------------------------------------------- |
|                                                                   | Stockholmsbänken                                                  | Henrik Fredholm                                                   | 1 352                                                             | 74,1                                                              |                                                                   |                                                                   |
|                                                                   | Partilös frihandlare                                              | Emil Hammarlund                                                   | 1 323                                                             | 72,5                                                              |                                                                   |                                                                   |
|                                                                   | Partilös frihandlare                                              | Edvard Wavrinsky                                                  | 1 252                                                             | 68,6                                                              |                                                                   |                                                                   |
|                                                                   | Partilös frihandlare                                              | Olof Olsson                                                       | 1 080                                                             | 59,2                                                              |                                                                   |                                                                   |
|                                                                   | Partilös frihandlare                                              | Jakob Ekman                                                       | 1 072                                                             | 58,7                                                              |                                                                   |                                                                   |
|                                                                   | Partilös protektionist                                            | Edvard Westermark                                                 | 532                                                               | 29,2                                                              |                                                                   |                                                                   |
|                                                                   | Partilös protektionist                                            | Adolf Billmanson                                                  | 466                                                               | 25,5                                                              |                                                                   |                                                                   |
|                                                                   | Nya Lantmannapartiet                                              | Knut Styffe                                                       | 462                                                               | 25,3                                                              |                                                                   |                                                                   |
|                                                                   | Partilös protektionist                                            | Frans Gustaf Klint                                                | 459                                                               | 25,2                                                              |                                                                   |                                                                   |
|                                                                   | Partilös protektionist                                            | Per Herman Östrand                                                | 456                                                               | 25,0                                                              |                                                                   |                                                                   |
|                                                                   | Socialdemokraterna                                                | Axel Raphael                                                      | 173                                                               | 9,5                                                               |                                                                   |                                                                   |
|                                                                   | Socialdemokraterna                                                | Walfrid Wilhelmsson                                               | 163                                                               | 8,9                                                               |                                                                   |                                                                   |
|                                                                   | Partilös moderat                                                  | Harald Wieselgren                                                 | 112                                                               | 6,1                                                               |                                                                   |                                                                   |
|                                                                   | Partilös moderat                                                  | Carl Taube                                                        | 111                                                               | 6,1                                                               |                                                                   |                                                                   |

Valkretsen hade 52 033 invånare den 31 december 1889, varav 3 035 eller 5,8 % var valberättigade. 1 832 personer deltog i valet, ett valdeltagande på 60,4 %.
Då 7 röster kasserades var 1 825 röster giltiga.

#### 1890: Fjärde valkretsen
| Andrakammarvalet i Sverige 1890: Stockholms stads fjärde valkrets | Andrakammarvalet i Sverige 1890: Stockholms stads fjärde valkrets | Andrakammarvalet i Sverige 1890: Stockholms stads fjärde valkrets | Andrakammarvalet i Sverige 1890: Stockholms stads fjärde valkrets | Andrakammarvalet i Sverige 1890: Stockholms stads fjärde valkrets | Andrakammarvalet i Sverige 1890: Stockholms stads fjärde valkrets | Andrakammarvalet i Sverige 1890: Stockholms stads fjärde valkrets |
| Parti                                                             | Parti                                                             | Kandidat                                                          | Röster                                                            | Röster                                                            | Röster                                                            |                                                                   |
| Parti                                                             | Parti                                                             | Kandidat                                                          | Antal                                                             | %                                                                 | +− %                                                              |                                                                   |
| ----------------------------------------------------------------- | ----------------------------------------------------------------- | ----------------------------------------------------------------- | ----------------------------------------------------------------- | ----------------------------------------------------------------- | ----------------------------------------------------------------- | ----------------------------------------------------------------- |
|                                                                   | Partilös frihandlare                                              | Alfred Fock                                                       | 1 822                                                             | 71,6                                                              |                                                                   |                                                                   |
|                                                                   | Stockholmsbänken                                                  | Adolf Hedin                                                       | 1 798                                                             | 70,6                                                              |                                                                   |                                                                   |
|                                                                   | Stockholmsbänken                                                  | Ernst Beckman                                                     | 1 704                                                             | 67,0                                                              |                                                                   |                                                                   |
|                                                                   | Liberal frihandlare                                               | Nils Linder                                                       | 1 343                                                             | 52,8                                                              |                                                                   |                                                                   |
|                                                                   | Liberal frihandlare                                               | Hugo Hamilton                                                     | 1 322                                                             | 51,9                                                              |                                                                   |                                                                   |
|                                                                   | Partilös protektionist                                            | Gustaf Björlin                                                    | 1 226                                                             | 48,2                                                              |                                                                   |                                                                   |
|                                                                   | Nya lantmannapartiet                                              | Ulric Widström                                                    | 809                                                               | 31,8                                                              |                                                                   |                                                                   |
|                                                                   | Partilös protektionist                                            | Gustaf Lönegren                                                   | 753                                                               | 29,6                                                              |                                                                   |                                                                   |
|                                                                   | Nya lantmannapartiet                                              | Wilhelm Carlson                                                   | 696                                                               | 27,3                                                              |                                                                   |                                                                   |
|                                                                   | Partilös protektionist                                            | Bror Axel Georgii                                                 | 678                                                               | 26,6                                                              |                                                                   |                                                                   |
|                                                                   | Partilös moderat                                                  | Gustaf Tamm                                                       | 527                                                               | 20,7                                                              |                                                                   |                                                                   |

Valkretsen hade 45 913 invånare den 31 december 1889, varav 3 703 eller 8,1 % var valberättigade. 2 547 personer deltog i valet, ett valdeltagande på 68,8 %.
Då 2 röster kasserades var 2 545 röster giltiga.

#### 1890: Femte valkretsen
| Andrakammarvalet i Sverige 1890: Stockholms stads femte valkrets | Andrakammarvalet i Sverige 1890: Stockholms stads femte valkrets | Andrakammarvalet i Sverige 1890: Stockholms stads femte valkrets | Andrakammarvalet i Sverige 1890: Stockholms stads femte valkrets | Andrakammarvalet i Sverige 1890: Stockholms stads femte valkrets | Andrakammarvalet i Sverige 1890: Stockholms stads femte valkrets | Andrakammarvalet i Sverige 1890: Stockholms stads femte valkrets |
| Parti                                                            | Parti                                                            | Kandidat                                                         | Röster                                                           | Röster                                                           | Röster                                                           |                                                                  |
| Parti                                                            | Parti                                                            | Kandidat                                                         | Antal                                                            | %                                                                | +− %                                                             |                                                                  |
| ---------------------------------------------------------------- | ---------------------------------------------------------------- | ---------------------------------------------------------------- | ---------------------------------------------------------------- | ---------------------------------------------------------------- | ---------------------------------------------------------------- | ---------------------------------------------------------------- |
|                                                                  | Andra kammarens center                                           | Jakob Erikson                                                    | 1 187                                                            | 81,2                                                             |                                                                  |                                                                  |
|                                                                  | Partilös frihandlare                                             | Richard Gustafsson                                               | 1 074                                                            | 73,5                                                             |                                                                  |                                                                  |
|                                                                  | Andra kammarens center                                           | Magnus Höjer                                                     | 1 036                                                            | 70,9                                                             |                                                                  |                                                                  |
|                                                                  | Partilös frihandlare                                             | Gustaf Ericsson                                                  | 1 017                                                            | 69,6                                                             |                                                                  |                                                                  |
|                                                                  | Partilös protektionist                                           | Carl Lindwall                                                    | 247                                                              | 16,9                                                             |                                                                  |                                                                  |
|                                                                  | Partilös protektionist                                           | Knut Lindmark                                                    | 245                                                              | 16,8                                                             |                                                                  |                                                                  |
|                                                                  | Partilös protektionist                                           | Gustaf Wennerström                                               | 229                                                              | 15,7                                                             |                                                                  |                                                                  |
|                                                                  | Partilös protektionist                                           | Bror Hård af Segerstad                                           | 222                                                              | 15,2                                                             |                                                                  |                                                                  |
|                                                                  | Partilös moderat                                                 | Gustaf Tamm                                                      | 202                                                              | 13,8                                                             |                                                                  |                                                                  |
|                                                                  | Socialdemokraterna                                               | Hjalmar Branting                                                 | 186                                                              | 12,7                                                             |                                                                  |                                                                  |
|                                                                  | Socialdemokraterna                                               | Nils Olof Holst                                                  | 184                                                              | 12,6                                                             |                                                                  |                                                                  |

Valkretsen hade 42 836 invånare den 31 december 1889, varav 2 240 eller 5,2 % var valberättigade. 1 465 personer deltog i valet, ett valdeltagande på 65,4 %.
Då 3 röster kasserades var 1 462 röster giltiga.
Eftersom samtliga dessa valkretsar var nya, har inga förändringar redovisats i tabellerna.
Källor:
- Dagens Nyheter den 27 september 1890
- Tidningen Kalmar den 29 september 1890
- SCB Riksdagsmannavalen 1888-1890

### 1892
| Fyllnadsval i Sverige 1892: Stockholms stads femte valkrets | Fyllnadsval i Sverige 1892: Stockholms stads femte valkrets | Fyllnadsval i Sverige 1892: Stockholms stads femte valkrets | Fyllnadsval i Sverige 1892: Stockholms stads femte valkrets | Fyllnadsval i Sverige 1892: Stockholms stads femte valkrets | Fyllnadsval i Sverige 1892: Stockholms stads femte valkrets | Fyllnadsval i Sverige 1892: Stockholms stads femte valkrets |
| Parti                                                       | Parti                                                       | Kandidat                                                    | Röster                                                      | Röster                                                      | Röster                                                      |                                                             |
| Parti                                                       | Parti                                                       | Kandidat                                                    | Antal                                                       | %                                                           | +− %                                                        |                                                             |
| ----------------------------------------------------------- | ----------------------------------------------------------- | ----------------------------------------------------------- | ----------------------------------------------------------- | ----------------------------------------------------------- | ----------------------------------------------------------- | ----------------------------------------------------------- |
|                                                             | Partilös                                                    | John Olsson                                                 | 382                                                         | 37,9                                                        |                                                             |                                                             |
|                                                             | Socialdemokraterna                                          | Hjalmar Branting                                            | 323                                                         | 32,0                                                        |                                                             |                                                             |
|                                                             | Partilös moderat                                            | Carl Taube                                                  | 304                                                         | 30,1                                                        |                                                             |                                                             |

Valet ägde rum den 9 september 1892 för att fylla en vakans orsakad av den förutvarande riksdagsmannen Richard Gustafssons avgång.
Av 2 003 valberättigade deltog 1 010 personer i valet, ett valdeltagande på 50,4 %.
Då 1 röst kasserades var 1 009 röster giltiga.
Källor:
- Tidningen Kalmar den 10 september 1892
- SCB Riksdagsmannavalen 1891-1893

### 1893
Samtliga ordinarie val ägde rum den 22 september 1893.

#### 1893: Första valkretsen
| Andrakammarvalet i Sverige 1893: Stockholms stads första valkrets | Andrakammarvalet i Sverige 1893: Stockholms stads första valkrets | Andrakammarvalet i Sverige 1893: Stockholms stads första valkrets | Andrakammarvalet i Sverige 1893: Stockholms stads första valkrets | Andrakammarvalet i Sverige 1893: Stockholms stads första valkrets | Andrakammarvalet i Sverige 1893: Stockholms stads första valkrets | Andrakammarvalet i Sverige 1893: Stockholms stads första valkrets |
| Parti                                                             | Parti                                                             | Kandidat                                                          | Röster                                                            | Röster                                                            | Röster                                                            |                                                                   |
| Parti                                                             | Parti                                                             | Kandidat                                                          | Antal                                                             | %                                                                 | +− %                                                              |                                                                   |
| ----------------------------------------------------------------- | ----------------------------------------------------------------- | ----------------------------------------------------------------- | ----------------------------------------------------------------- | ----------------------------------------------------------------- | ----------------------------------------------------------------- | ----------------------------------------------------------------- |
|                                                                   | Andra kammarens center                                            | Julius Mankell                                                    | 1 259                                                             | 70,0                                                              | -0,8                                                              |                                                                   |
|                                                                   | Partilös                                                          | Johan Johansson                                                   | 1 256                                                             | 69,9                                                              | -7,2                                                              |                                                                   |
|                                                                   | Partilös                                                          | Curt Wallis                                                       | 1 254                                                             | 69,7                                                              | -12,4                                                             |                                                                   |
|                                                                   | Gamla Lantmannapartiet                                            | Fridtjuv Berg                                                     | 1 247                                                             | 69,4                                                              | -1,0                                                              |                                                                   |
|                                                                   | Andra kammarens center                                            | Johan Fjällbäck                                                   | 1 125                                                             | 62,6                                                              | +1,6                                                              |                                                                   |
|                                                                   | Partilös moderat                                                  | Fredrik Fehr                                                      | 589                                                               | 32,8                                                              |                                                                   |                                                                   |
|                                                                   | Partilös moderat                                                  | A. Fredholm                                                       | 535                                                               | 29,8                                                              |                                                                   |                                                                   |
|                                                                   | Partilös moderat                                                  | D. Silfversparre                                                  | 529                                                               | 29,4                                                              |                                                                   |                                                                   |
|                                                                   | Partilös moderat                                                  | bokhandlare Dahlborg                                              | 526                                                               | 29,3                                                              |                                                                   |                                                                   |
|                                                                   | Partilös moderat                                                  | A. Amundson                                                       | 523                                                               | 29,1                                                              |                                                                   |                                                                   |
|                                                                   | Socialdemokraterna                                                | J.D. Grönkvist                                                    | 77                                                                | 4,3                                                               |                                                                   |                                                                   |

Valkretsen hade 49 707 invånare den 31 december 1892, varav 2 695 eller 5,4 % var valberättigade. 1 805 personer deltog i valet, ett valdeltagande på 67,0 %.
Då 7 röster kasserades var 1 798 röster giltiga.

#### 1893: Andra valkretsen
| Andrakammarvalet i Sverige 1893: Stockholms stads andra valkrets | Andrakammarvalet i Sverige 1893: Stockholms stads andra valkrets | Andrakammarvalet i Sverige 1893: Stockholms stads andra valkrets | Andrakammarvalet i Sverige 1893: Stockholms stads andra valkrets | Andrakammarvalet i Sverige 1893: Stockholms stads andra valkrets | Andrakammarvalet i Sverige 1893: Stockholms stads andra valkrets | Andrakammarvalet i Sverige 1893: Stockholms stads andra valkrets |
| Parti                                                            | Parti                                                            | Kandidat                                                         | Röster                                                           | Röster                                                           | Röster                                                           |                                                                  |
| Parti                                                            | Parti                                                            | Kandidat                                                         | Antal                                                            | %                                                                | +− %                                                             |                                                                  |
| ---------------------------------------------------------------- | ---------------------------------------------------------------- | ---------------------------------------------------------------- | ---------------------------------------------------------------- | ---------------------------------------------------------------- | ---------------------------------------------------------------- | ---------------------------------------------------------------- |
|                                                                  | Partilös                                                         | Robert Themptander                                               | 1 995                                                            | 76,0                                                             |                                                                  |                                                                  |
|                                                                  | Andra kammarens center                                           | Sixten von Friesen                                               | 1 470                                                            | 56,0                                                             | -14,9                                                            |                                                                  |
|                                                                  | Partilös                                                         | Henrik Fredholm                                                  | 1 458                                                            | 55,6                                                             |                                                                  |                                                                  |
|                                                                  | Partilös                                                         | Sven Palme                                                       | 1 316                                                            | 50,2                                                             |                                                                  |                                                                  |
|                                                                  | Partilös                                                         | Oskar Eklund                                                     | 1 313                                                            | 50,0                                                             |                                                                  |                                                                  |
|                                                                  | Partilös moderat                                                 | Christian Lovén                                                  | 1 301                                                            | 49,6                                                             | -21,1                                                            |                                                                  |
|                                                                  | Partilös moderat                                                 | Adolf Erik Nordenskiöld                                          | 1 293                                                            | 49,3                                                             | -21,0                                                            |                                                                  |
|                                                                  | Partilös moderat                                                 | J.F. Badman                                                      | 1 152                                                            | 43,9                                                             |                                                                  |                                                                  |
|                                                                  | Partilös moderat                                                 | specerihandlare Petterson                                        | 1 152                                                            | 43,9                                                             |                                                                  |                                                                  |
|                                                                  | Protektionist                                                    | A.E. Johansson                                                   | 560                                                              | 21,3                                                             |                                                                  |                                                                  |
|                                                                  | Socialdemokraterna                                               | Carl Gustaf Wickman                                              | 64                                                               | 2,4                                                              |                                                                  |                                                                  |

Valkretsen hade 48 910 invånare den 31 december 1892, varav 4 036 eller 8,3 % var valberättigade. 2 627 personer deltog i valet, ett valdeltagande på 65,1 %.
Då 3 röster kasserades var 2 624 röster giltiga.

#### 1893: Tredje valkretsen
| Andrakammarvalet i Sverige 1893: Stockholms stads tredje valkrets | Andrakammarvalet i Sverige 1893: Stockholms stads tredje valkrets | Andrakammarvalet i Sverige 1893: Stockholms stads tredje valkrets | Andrakammarvalet i Sverige 1893: Stockholms stads tredje valkrets | Andrakammarvalet i Sverige 1893: Stockholms stads tredje valkrets | Andrakammarvalet i Sverige 1893: Stockholms stads tredje valkrets | Andrakammarvalet i Sverige 1893: Stockholms stads tredje valkrets |
| Parti                                                             | Parti                                                             | Kandidat                                                          | Röster                                                            | Röster                                                            | Röster                                                            |                                                                   |
| Parti                                                             | Parti                                                             | Kandidat                                                          | Antal                                                             | %                                                                 | +− %                                                              |                                                                   |
| ----------------------------------------------------------------- | ----------------------------------------------------------------- | ----------------------------------------------------------------- | ----------------------------------------------------------------- | ----------------------------------------------------------------- | ----------------------------------------------------------------- | ----------------------------------------------------------------- |
|                                                                   | Partilös                                                          | Emil Hammarlund                                                   | 1 306                                                             | 62,1                                                              | -10,4                                                             |                                                                   |
|                                                                   | Partilös                                                          | Edvard Wavrinsky                                                  | 1 302                                                             | 61,9                                                              | -6,7                                                              |                                                                   |
|                                                                   | Partilös                                                          | Olof Olsson                                                       | 1 285                                                             | 61,1                                                              | +1,9                                                              |                                                                   |
|                                                                   | Partilös                                                          | Johannes Svensson                                                 | 1 160                                                             | 55,2                                                              |                                                                   |                                                                   |
|                                                                   | Gamla Lantmannapartiet                                            | Jakob Ekman                                                       | 1 084                                                             | 51,6                                                              | -7,1                                                              |                                                                   |
|                                                                   | Partilös moderat                                                  | Carl Taube                                                        | 811                                                               | 38,6                                                              |                                                                   |                                                                   |
|                                                                   | Partilös moderat                                                  | A.P. Lindberg                                                     | 787                                                               | 37,4                                                              |                                                                   |                                                                   |
|                                                                   | Partilös moderat                                                  | Johan Olof Rosenberg                                              | 787                                                               | 37,4                                                              |                                                                   |                                                                   |
|                                                                   | Partilös moderat                                                  | Adolf Emil Melander                                               | 777                                                               | 37,0                                                              |                                                                   |                                                                   |
|                                                                   | Partilös moderat                                                  | G.E. Westermarck                                                  | 775                                                               | 36,9                                                              | +7,7                                                              |                                                                   |
|                                                                   | Socialdemokraterna                                                | R.O. Holst                                                        | 205                                                               | 9,8                                                               |                                                                   |                                                                   |
|                                                                   | Socialdemokraterna                                                | Axel Rylander                                                     | 137                                                               | 6,5                                                               |                                                                   |                                                                   |

Valkretsen hade 54 339 invånare den 31 december 1892, varav 3 180 eller 5,9 % var valberättigade. 2 112 personer deltog i valet, ett valdeltagande på 66,4 %.
Då 10 röster kasserades var 2 102 röster giltiga.

#### 1893: Fjärde valkretsen
| Andrakammarvalet i Sverige 1893: Stockholms stads fjärde valkrets | Andrakammarvalet i Sverige 1893: Stockholms stads fjärde valkrets | Andrakammarvalet i Sverige 1893: Stockholms stads fjärde valkrets | Andrakammarvalet i Sverige 1893: Stockholms stads fjärde valkrets | Andrakammarvalet i Sverige 1893: Stockholms stads fjärde valkrets | Andrakammarvalet i Sverige 1893: Stockholms stads fjärde valkrets | Andrakammarvalet i Sverige 1893: Stockholms stads fjärde valkrets |
| Parti                                                             | Parti                                                             | Kandidat                                                          | Röster                                                            | Röster                                                            | Röster                                                            |                                                                   |
| Parti                                                             | Parti                                                             | Kandidat                                                          | Antal                                                             | %                                                                 | +− %                                                              |                                                                   |
| ----------------------------------------------------------------- | ----------------------------------------------------------------- | ----------------------------------------------------------------- | ----------------------------------------------------------------- | ----------------------------------------------------------------- | ----------------------------------------------------------------- | ----------------------------------------------------------------- |
|                                                                   | Borgmästarepartiet                                                | Edvard von Krusenstjerna                                          | 1 559                                                             | 52,6                                                              |                                                                   |                                                                   |
|                                                                   | Borgmästarepartiet                                                | Gustaf Lagerbring                                                 | 1 552                                                             | 52,3                                                              |                                                                   |                                                                   |
|                                                                   | Borgmästarepartiet                                                | Otto Höglund                                                      | 1 551                                                             | 52,3                                                              |                                                                   |                                                                   |
|                                                                   | Borgmästarepartiet                                                | Clas Odhner                                                       | 1 548                                                             | 52,2                                                              |                                                                   |                                                                   |
|                                                                   | Borgmästarepartiet                                                | Viktor Ramstedt                                                   | 1 524                                                             | 51,4                                                              |                                                                   |                                                                   |
|                                                                   | Partilös liberal                                                  | Hugo Hamilton                                                     | 1 429                                                             | 48,2                                                              | -3,7                                                              |                                                                   |
|                                                                   | Partilös liberal                                                  | Ernst Beckman                                                     | 1 415                                                             | 47,7                                                              | -19,3                                                             |                                                                   |
|                                                                   | Partilös liberal                                                  | Nils Linder                                                       | 1 400                                                             | 47,2                                                              | -5,6                                                              |                                                                   |
|                                                                   | Partilös liberal                                                  | Arvid Gumælius                                                    | 1 399                                                             | 47,2                                                              |                                                                   |                                                                   |
|                                                                   | Partilös liberal                                                  | Adolf Hedin                                                       | 1 393                                                             | 47,0                                                              | -23,6                                                             |                                                                   |

Valkretsen hade 50 480 invånare den 31 december 1892, varav 4 420 eller 8,8 % var valberättigade. 2 967 personer deltog i valet, ett valdeltagande på 67,1 %.
Då 2 röster kasserades var 2 965 röster giltiga.

#### 1893: Femte valkretsen
| Andrakammarvalet i Sverige 1893: Stockholms stads femte valkrets | Andrakammarvalet i Sverige 1893: Stockholms stads femte valkrets | Andrakammarvalet i Sverige 1893: Stockholms stads femte valkrets | Andrakammarvalet i Sverige 1893: Stockholms stads femte valkrets | Andrakammarvalet i Sverige 1893: Stockholms stads femte valkrets | Andrakammarvalet i Sverige 1893: Stockholms stads femte valkrets | Andrakammarvalet i Sverige 1893: Stockholms stads femte valkrets |
| Parti                                                            | Parti                                                            | Kandidat                                                         | Röster                                                           | Röster                                                           | Röster                                                           |                                                                  |
| Parti                                                            | Parti                                                            | Kandidat                                                         | Antal                                                            | %                                                                | +− %                                                             |                                                                  |
| ---------------------------------------------------------------- | ---------------------------------------------------------------- | ---------------------------------------------------------------- | ---------------------------------------------------------------- | ---------------------------------------------------------------- | ---------------------------------------------------------------- | ---------------------------------------------------------------- |
|                                                                  | Andra kammarens center                                           | Magnus Höjer                                                     | 1 454                                                            | 95,7                                                             | +24,8                                                            |                                                                  |
|                                                                  | Partilös                                                         | Gustaf Ericsson                                                  | 1 421                                                            | 93,5                                                             | +23,9                                                            |                                                                  |
|                                                                  | Andra kammarens center                                           | Jakob Erikson                                                    | 1 055                                                            | 69,4                                                             | -11,8                                                            |                                                                  |
|                                                                  | Partilös                                                         | David Bergström                                                  | 1 053                                                            | 69,3                                                             |                                                                  |                                                                  |
|                                                                  | Partilös moderat                                                 | John Olsson                                                      | 715                                                              | 47,0                                                             |                                                                  |                                                                  |
|                                                                  | Partilös moderat                                                 | Johan Östberg                                                    | 469                                                              | 30,9                                                             |                                                                  |                                                                  |
|                                                                  | Partilös moderat                                                 | Carl Palm                                                        | 463                                                              | 30,5                                                             |                                                                  |                                                                  |
|                                                                  | Socialdemokraterna                                               | Hjalmar Branting                                                 | 432                                                              | 28,4                                                             | +15,7                                                            |                                                                  |
|                                                                  | Partilös moderat                                                 | typograf W. Hellgren                                             | 391                                                              | 25,7                                                             |                                                                  |                                                                  |

Valkretsen hade 45 810 invånare den 31 december 1892, varav 2 172 eller 4,7 % var valberättigade. 1 524 personer deltog i valet, ett valdeltagande på 70,2 %.
Då 4 röster kasserades var 1 520 röster giltiga.

#### Fyllnadsvalet 1893
| Fyllnadsval i Sverige 1893: Stockholms stads tredje valkrets | Fyllnadsval i Sverige 1893: Stockholms stads tredje valkrets | Fyllnadsval i Sverige 1893: Stockholms stads tredje valkrets | Fyllnadsval i Sverige 1893: Stockholms stads tredje valkrets | Fyllnadsval i Sverige 1893: Stockholms stads tredje valkrets | Fyllnadsval i Sverige 1893: Stockholms stads tredje valkrets | Fyllnadsval i Sverige 1893: Stockholms stads tredje valkrets |
| Parti                                                        | Parti                                                        | Kandidat                                                     | Röster                                                       | Röster                                                       | Röster                                                       |                                                              |
| Parti                                                        | Parti                                                        | Kandidat                                                     | Antal                                                        | %                                                            | +− %                                                         |                                                              |
| ------------------------------------------------------------ | ------------------------------------------------------------ | ------------------------------------------------------------ | ------------------------------------------------------------ | ------------------------------------------------------------ | ------------------------------------------------------------ | ------------------------------------------------------------ |
|                                                              | Partilös                                                     | Adolf Hedin                                                  | 1 489                                                        | 59,6                                                         |                                                              |                                                              |
|                                                              | Annat                                                        | Närmaste kandidat                                            | 1 006                                                        | 40,3                                                         |                                                              |                                                              |

Valet ägde rum den 15 december 1893 för att fylla en vakans orsakad av den valda riksdagsmannen Olof Olssons avgång.
Av 3 497 valberättigade deltog 2 507 personer i valet, ett valdeltagande på 71,7 %.
Då 8 röster kasserades var 2 499 röster giltiga.
Källor:
- Tidningen Kalmar 25 september 1893
- SCB Riksdagsmannavalen 1891-1893

### 1896
Samtliga val ägde rum den 25 september 1896.

#### 1896: Första valkretsen
| Andrakammarvalet i Sverige 1896: Stockholms stads första valkrets | Andrakammarvalet i Sverige 1896: Stockholms stads första valkrets | Andrakammarvalet i Sverige 1896: Stockholms stads första valkrets | Andrakammarvalet i Sverige 1896: Stockholms stads första valkrets | Andrakammarvalet i Sverige 1896: Stockholms stads första valkrets | Andrakammarvalet i Sverige 1896: Stockholms stads första valkrets | Andrakammarvalet i Sverige 1896: Stockholms stads första valkrets |
| Parti                                                             | Parti                                                             | Kandidat                                                          | Röster                                                            | Röster                                                            | Röster                                                            |                                                                   |
| Parti                                                             | Parti                                                             | Kandidat                                                          | Antal                                                             | %                                                                 | +− %                                                              |                                                                   |
| ----------------------------------------------------------------- | ----------------------------------------------------------------- | ----------------------------------------------------------------- | ----------------------------------------------------------------- | ----------------------------------------------------------------- | ----------------------------------------------------------------- | ----------------------------------------------------------------- |
|                                                                   | Folkpartiet                                                       | Curt Wallis                                                       | 1 580                                                             | 89,1                                                              | +19,4                                                             |                                                                   |
|                                                                   | Folkpartiet                                                       | Fridtjuv Berg                                                     | 1 553                                                             | 87,5                                                              | +18,1                                                             |                                                                   |
|                                                                   | Folkpartiet                                                       | Olof Olsson                                                       | 930                                                               | 52,4                                                              |                                                                   |                                                                   |
|                                                                   | Folkpartiet                                                       | Johan Fjällbäck                                                   | 893                                                               | 50,3                                                              | -12,3                                                             |                                                                   |
|                                                                   | Högerfrihandlare                                                  | Harald Funch                                                      | 865                                                               | 48,8                                                              |                                                                   |                                                                   |
|                                                                   | Högerfrihandlare                                                  | Anders Gustaf Nilsson                                             | 835                                                               | 47,1                                                              |                                                                   |                                                                   |
|                                                                   | Fosterländska förbundet                                           | Gustav Förselius                                                  | 186                                                               | 10,5                                                              |                                                                   |                                                                   |
|                                                                   | Fosterländska förbundet                                           | August Amundson                                                   | 180                                                               | 10,1                                                              | -19,0                                                             |                                                                   |

Valkretsen hade 53 539 invånare den 31 december 1895, varav 2 471 eller 5,1 % var valberättigade. 1 774 personer deltog i valet, ett valdeltagande på 64,7 %.
Inga röster kasserades.

#### 1896: Andra valkretsen
| Andrakammarvalet i Sverige 1896: Stockholms stads andra valkrets | Andrakammarvalet i Sverige 1896: Stockholms stads andra valkrets | Andrakammarvalet i Sverige 1896: Stockholms stads andra valkrets | Andrakammarvalet i Sverige 1896: Stockholms stads andra valkrets | Andrakammarvalet i Sverige 1896: Stockholms stads andra valkrets | Andrakammarvalet i Sverige 1896: Stockholms stads andra valkrets | Andrakammarvalet i Sverige 1896: Stockholms stads andra valkrets |
| Parti                                                            | Parti                                                            | Kandidat                                                         | Röster                                                           | Röster                                                           | Röster                                                           |                                                                  |
| Parti                                                            | Parti                                                            | Kandidat                                                         | Antal                                                            | %                                                                | +− %                                                             |                                                                  |
| ---------------------------------------------------------------- | ---------------------------------------------------------------- | ---------------------------------------------------------------- | ---------------------------------------------------------------- | ---------------------------------------------------------------- | ---------------------------------------------------------------- | ---------------------------------------------------------------- |
|                                                                  | Friesenska klubben                                               | Sixten von Friesen                                               | 2 517                                                            | 95,2                                                             | +39,2                                                            |                                                                  |
|                                                                  | Friesenska klubben                                               | Henrik Fredholm                                                  | 2 121                                                            | 80,2                                                             | +24,6                                                            |                                                                  |
|                                                                  | Frihandelsvänliga centern                                        | Robert Themptander                                               | 2 062                                                            | 78,0                                                             | +2,0                                                             |                                                                  |
|                                                                  | Folkpartiet                                                      | Oskar Eklund                                                     | 1 357                                                            | 51,3                                                             | +1,3                                                             |                                                                  |
|                                                                  | Partilös protektionist                                           | Anders Lindstedt                                                 | 796                                                              | 30,1                                                             |                                                                  |                                                                  |
|                                                                  | Högerfrihandlare                                                 | Gustaf von Rosen                                                 | 671                                                              | 25,4                                                             |                                                                  |                                                                  |
|                                                                  | Partilös protektionist                                           | Johan Ludvig Frykholm                                            | 554                                                              | 20,9                                                             |                                                                  |                                                                  |
|                                                                  | Partilös protektionist                                           | Per Lindberg                                                     | 472                                                              | 17,8                                                             |                                                                  |                                                                  |

Valkretsen hade 50 649 invånare den 31 december 1895, varav 3 989 eller 7,9 % var valberättigade. 2 651 personer deltog i valet, ett valdeltagande på 66,5 %.
Då 6 röster kasserades var 2 645 röster giltiga.

#### 1896: Tredje valkretsen
| Andrakammarvalet i Sverige 1896: Stockholms stads tredje valkrets | Andrakammarvalet i Sverige 1896: Stockholms stads tredje valkrets | Andrakammarvalet i Sverige 1896: Stockholms stads tredje valkrets | Andrakammarvalet i Sverige 1896: Stockholms stads tredje valkrets | Andrakammarvalet i Sverige 1896: Stockholms stads tredje valkrets | Andrakammarvalet i Sverige 1896: Stockholms stads tredje valkrets | Andrakammarvalet i Sverige 1896: Stockholms stads tredje valkrets |
| Parti                                                             | Parti                                                             | Kandidat                                                          | Röster                                                            | Röster                                                            | Röster                                                            |                                                                   |
| Parti                                                             | Parti                                                             | Kandidat                                                          | Antal                                                             | %                                                                 | +− %                                                              |                                                                   |
| ----------------------------------------------------------------- | ----------------------------------------------------------------- | ----------------------------------------------------------------- | ----------------------------------------------------------------- | ----------------------------------------------------------------- | ----------------------------------------------------------------- | ----------------------------------------------------------------- |
|                                                                   | Friesenska klubben                                                | Emil Hammarlund                                                   | 2 416                                                             | 99,4                                                              | +37,3                                                             |                                                                   |
|                                                                   | Partilös frihandlare                                              | Adolf Hedin                                                       | 1 737                                                             | 71,5                                                              |                                                                   |                                                                   |
|                                                                   | Folkpartiet                                                       | Karl Staaff                                                       | 1 632                                                             | 67,1                                                              |                                                                   |                                                                   |
|                                                                   | Folkpartiet                                                       | Jakob Byström                                                     | 1 475                                                             | 60,7                                                              |                                                                   |                                                                   |
|                                                                   | Folkpartiet                                                       | Edvard Wavrinsky                                                  | 1 310                                                             | 53,9                                                              | -8,0                                                              |                                                                   |
|                                                                   | Partilös protektionist                                            | Frans Gustaf Klint                                                | 939                                                               | 38,6                                                              |                                                                   |                                                                   |
|                                                                   | Högerfrihandlare                                                  | Carl Lundberg                                                     | 890                                                               | 36,6                                                              |                                                                   |                                                                   |
|                                                                   | Högerfrihandlare                                                  | Wilhelm Wretlind                                                  | 868                                                               | 35,7                                                              |                                                                   |                                                                   |
|                                                                   | Partilös protektionist                                            | Karl Fredrik Sjöström                                             | 861                                                               | 35,4                                                              |                                                                   |                                                                   |

Valkretsen hade 57 331 invånare den 31 december 1895, varav 3 543 eller 6,2 % var valberättigade. 2 446 personer deltog i valet, ett valdeltagande på 69,0 %.
Då 15 röster kasserades var 2 431 röster giltiga.

#### 1896: Fjärde valkretsen
| Andrakammarvalet i Sverige 1896: Stockholms stads fjärde valkrets | Andrakammarvalet i Sverige 1896: Stockholms stads fjärde valkrets | Andrakammarvalet i Sverige 1896: Stockholms stads fjärde valkrets | Andrakammarvalet i Sverige 1896: Stockholms stads fjärde valkrets | Andrakammarvalet i Sverige 1896: Stockholms stads fjärde valkrets | Andrakammarvalet i Sverige 1896: Stockholms stads fjärde valkrets | Andrakammarvalet i Sverige 1896: Stockholms stads fjärde valkrets |
| Parti                                                             | Parti                                                             | Kandidat                                                          | Röster                                                            | Röster                                                            | Röster                                                            |                                                                   |
| Parti                                                             | Parti                                                             | Kandidat                                                          | Antal                                                             | %                                                                 | +− %                                                              |                                                                   |
| ----------------------------------------------------------------- | ----------------------------------------------------------------- | ----------------------------------------------------------------- | ----------------------------------------------------------------- | ----------------------------------------------------------------- | ----------------------------------------------------------------- | ----------------------------------------------------------------- |
|                                                                   | Partilös frihandlare                                              | Edvard von Krusenstjerna                                          | 2 853                                                             | 97,9                                                              | +45,3                                                             |                                                                   |
|                                                                   | Friesenska klubben                                                | Hugo Hamilton                                                     | 1 650                                                             | 56,6                                                              | +8,4                                                              |                                                                   |
|                                                                   | Frihandelsvänliga centern                                         | Christian Lovén                                                   | 1 556                                                             | 53,4                                                              |                                                                   |                                                                   |
|                                                                   | Högerfrihandlare                                                  | Clas Odhner                                                       | 1 471                                                             | 50,5                                                              | -1,7                                                              |                                                                   |
|                                                                   | Högerfrihandlare                                                  | Otto Höglund                                                      | 1 466                                                             | 50,3                                                              | -2,0                                                              |                                                                   |
|                                                                   | Partilös liberal                                                  | Carl Lindhagen                                                    | 1 420                                                             | 48,7                                                              |                                                                   |                                                                   |
|                                                                   | Partilös liberal                                                  | Carl Falkman                                                      | 1 407                                                             | 48,3                                                              |                                                                   |                                                                   |
|                                                                   | Partilös protektionist                                            | Viktor Ramstedt                                                   | 1 314                                                             | 45,1                                                              |                                                                   |                                                                   |
|                                                                   | Fosterländska förbundet                                           | Richard Ossbahr                                                   | 736                                                               | 25,3                                                              |                                                                   |                                                                   |
|                                                                   | Högerfrihandlare                                                  | Gustaf Lagerbring                                                 | 605                                                               | 20,8                                                              |                                                                   |                                                                   |

Valkretsen hade 55 367 invånare den 31 december 1895, varav 4 514 eller 8,2 % var valberättigade. 2 929 personer deltog i valet, ett valdeltagande på 64,9 %.
Då 15 röster kasserades var 2 914 röster giltiga.

#### 1896: Femte valkretsen
| Andrakammarvalet i Sverige 1896: Stockholms stads femte valkrets | Andrakammarvalet i Sverige 1896: Stockholms stads femte valkrets | Andrakammarvalet i Sverige 1896: Stockholms stads femte valkrets | Andrakammarvalet i Sverige 1896: Stockholms stads femte valkrets | Andrakammarvalet i Sverige 1896: Stockholms stads femte valkrets | Andrakammarvalet i Sverige 1896: Stockholms stads femte valkrets | Andrakammarvalet i Sverige 1896: Stockholms stads femte valkrets |
| Parti                                                            | Parti                                                            | Kandidat                                                         | Röster                                                           | Röster                                                           | Röster                                                           |                                                                  |
| Parti                                                            | Parti                                                            | Kandidat                                                         | Antal                                                            | %                                                                | +− %                                                             |                                                                  |
| ---------------------------------------------------------------- | ---------------------------------------------------------------- | ---------------------------------------------------------------- | ---------------------------------------------------------------- | ---------------------------------------------------------------- | ---------------------------------------------------------------- | ---------------------------------------------------------------- |
|                                                                  | Folkpartiet                                                      | Magnus Höjer                                                     | 1 473                                                            | 90,8                                                             | -4,9                                                             |                                                                  |
|                                                                  | Folkpartiet                                                      | David Bergström                                                  | 1 248                                                            | 76,9                                                             | +7,5                                                             |                                                                  |
|                                                                  | Folkpartiet                                                      | John Olsson                                                      | 832                                                              | 51,3                                                             | +4,3                                                             |                                                                  |
|                                                                  | Socialdemokraterna                                               | Hjalmar Branting                                                 | 822                                                              | 50,6                                                             | +22,2                                                            |                                                                  |
|                                                                  | Folkpartiet                                                      | Gustaf Ericsson                                                  | 641                                                              | 39,5                                                             | -54,0                                                            |                                                                  |
|                                                                  | Högerfrihandlare                                                 | Johan Östberg                                                    | 484                                                              | 29,8                                                             | -1,1                                                             |                                                                  |
|                                                                  | Högerfrihandlare                                                 | Carl Palm                                                        | 292                                                              | 18,0                                                             |                                                                  |                                                                  |
|                                                                  | Partilös liberal                                                 | Richard Gustafsson                                               | 195                                                              | 12,0                                                             |                                                                  |                                                                  |
|                                                                  | Partilös protektionist                                           | Bror August Danelius                                             | 138                                                              | 8,5                                                              |                                                                  |                                                                  |
|                                                                  | Fosterländska förbundet                                          | Gustaf Ernst Eklund                                              | 114                                                              | 7,0                                                              |                                                                  |                                                                  |
|                                                                  | Fosterländska förbundet                                          | Adolf Billmanson                                                 | 77                                                               | 4,7                                                              |                                                                  |                                                                  |
|                                                                  | Partilös moderat                                                 | Carl Robert Lamm                                                 | 67                                                               | 4,1                                                              |                                                                  |                                                                  |
|                                                                  | Fosterländska förbundet                                          | Lars Conrad Lindblom                                             | 60                                                               | 3,7                                                              |                                                                  |                                                                  |

Valkretsen hade 50 214 invånare den 31 december 1895, varav 2 310 eller 4,6 % var valberättigade. 1 631 personer deltog i valet, ett valdeltagande på 70,6 %.
Då 8 röster kasserades var 1 623 röster giltiga.
Källor:
- Svenska Dagbladet den 26 september 1896
- Eskilstuna-Kuriren den 28 september 1896
- Kristinehamnstidningen den 1 oktober 1896
- Riksdagsledamöter i andra kammaren 1897
- SCB Riksdagsmannavalen 1894-1896

### 1897
| Fyllnadsval i Sverige 1897: Stockholms stads andra valkrets | Fyllnadsval i Sverige 1897: Stockholms stads andra valkrets | Fyllnadsval i Sverige 1897: Stockholms stads andra valkrets | Fyllnadsval i Sverige 1897: Stockholms stads andra valkrets | Fyllnadsval i Sverige 1897: Stockholms stads andra valkrets | Fyllnadsval i Sverige 1897: Stockholms stads andra valkrets | Fyllnadsval i Sverige 1897: Stockholms stads andra valkrets |
| Parti                                                       | Parti                                                       | Kandidat                                                    | Röster                                                      | Röster                                                      | Röster                                                      |                                                             |
| Parti                                                       | Parti                                                       | Kandidat                                                    | Antal                                                       | %                                                           | +− %                                                        |                                                             |
| ----------------------------------------------------------- | ----------------------------------------------------------- | ----------------------------------------------------------- | ----------------------------------------------------------- | ----------------------------------------------------------- | ----------------------------------------------------------- | ----------------------------------------------------------- |
|                                                             | Folkpartiet                                                 | Carl Lindhagen                                              | 1 178                                                       | 56,6                                                        |                                                             |                                                             |
|                                                             | Partilös högersinnad                                        | Theodor Nordström                                           | 891                                                         | 42,8                                                        |                                                             |                                                             |

Valet ägde rum den 12 mars 1897 för att fylla en vakans orsakad av den förutvarande riksdagsmannen Robert Themptanders dödsfall.
Av 5 304 valberättigade deltog 2 086 personer i valet, ett valdeltagande på 39,3 %.
Då 3 röster kasserades var 2 083 röster giltiga.
| Fyllnadsval i Sverige 1897: Stockholms stads första valkrets | Fyllnadsval i Sverige 1897: Stockholms stads första valkrets | Fyllnadsval i Sverige 1897: Stockholms stads första valkrets | Fyllnadsval i Sverige 1897: Stockholms stads första valkrets | Fyllnadsval i Sverige 1897: Stockholms stads första valkrets | Fyllnadsval i Sverige 1897: Stockholms stads första valkrets | Fyllnadsval i Sverige 1897: Stockholms stads första valkrets |
| Parti                                                        | Parti                                                        | Kandidat                                                     | Röster                                                       | Röster                                                       | Röster                                                       |                                                              |
| Parti                                                        | Parti                                                        | Kandidat                                                     | Antal                                                        | %                                                            | +− %                                                         |                                                              |
| ------------------------------------------------------------ | ------------------------------------------------------------ | ------------------------------------------------------------ | ------------------------------------------------------------ | ------------------------------------------------------------ | ------------------------------------------------------------ | ------------------------------------------------------------ |
|                                                              | Folkpartiet                                                  | Martin Nyström                                               | 577                                                          | 58,9                                                         |                                                              |                                                              |
|                                                              | Partilös konservativ                                         | Rudolf Emil Eckerström                                       | 284                                                          | 29,0                                                         |                                                              |                                                              |
|                                                              | Socialdemokraterna                                           | Carl Gustaf Wickman                                          | 116                                                          | 11,8                                                         |                                                              |                                                              |

Valet ägde rum den 10 september 1897 för att fylla en vakans orsakad av den förutvarande riksdagsmannen Clas Odhners avgång.
Av 2 703 valberättigade deltog 988 personer i valet, ett valdeltagande på 36,6 %.
Då 8 röster kasserades var 980 röster giltiga.
| Fyllnadsval i Sverige 1897: Stockholms stads fjärde valkrets | Fyllnadsval i Sverige 1897: Stockholms stads fjärde valkrets | Fyllnadsval i Sverige 1897: Stockholms stads fjärde valkrets | Fyllnadsval i Sverige 1897: Stockholms stads fjärde valkrets | Fyllnadsval i Sverige 1897: Stockholms stads fjärde valkrets | Fyllnadsval i Sverige 1897: Stockholms stads fjärde valkrets | Fyllnadsval i Sverige 1897: Stockholms stads fjärde valkrets |
| Parti                                                        | Parti                                                        | Kandidat                                                     | Röster                                                       | Röster                                                       | Röster                                                       |                                                              |
| Parti                                                        | Parti                                                        | Kandidat                                                     | Antal                                                        | %                                                            | +− %                                                         |                                                              |
| ------------------------------------------------------------ | ------------------------------------------------------------ | ------------------------------------------------------------ | ------------------------------------------------------------ | ------------------------------------------------------------ | ------------------------------------------------------------ | ------------------------------------------------------------ |
|                                                              | Partilös högersinnad                                         | Theodor Nordström                                            | 1 449                                                        | 57,8                                                         |                                                              |                                                              |
|                                                              | Partilös liberal                                             | John Landin                                                  | 1 056                                                        | 42,2                                                         |                                                              |                                                              |

Valet ägde rum den 22 oktober 1897 för att fylla en vakans orsakad av den förutvarande riksdagsmannen Olof Olssons dödsfall.
Av 4 721 valberättigade deltog 2 507 personer i valet, ett valdeltagande på 53,1 %.
Då 2 röster kasserades var 2 505 röster giltiga.
Källor:
- Stockholmstidningen den 13 mars 1897
- Östgötaposten den 17 september 1897
- Aftonbladet den 23 oktober 1897
- SCB Riksdagsmannavalen 1897-1899

### 1899
Samtliga val ägde rum den 22 september 1899.
Anmärkas bör att Liberala samlingspartiet bildades under riksdagen 1900, och alltså inte fanns vid tidpunkten för dessa val.

#### 1899: Första valkretsen
| Andrakammarvalet i Sverige 1899: Stockholms stads första valkrets | Andrakammarvalet i Sverige 1899: Stockholms stads första valkrets | Andrakammarvalet i Sverige 1899: Stockholms stads första valkrets | Andrakammarvalet i Sverige 1899: Stockholms stads första valkrets | Andrakammarvalet i Sverige 1899: Stockholms stads första valkrets | Andrakammarvalet i Sverige 1899: Stockholms stads första valkrets | Andrakammarvalet i Sverige 1899: Stockholms stads första valkrets |
| Parti                                                             | Parti                                                             | Kandidat                                                          | Röster                                                            | Röster                                                            | Röster                                                            |                                                                   |
| Parti                                                             | Parti                                                             | Kandidat                                                          | Antal                                                             | %                                                                 | +− %                                                              |                                                                   |
| ----------------------------------------------------------------- | ----------------------------------------------------------------- | ----------------------------------------------------------------- | ----------------------------------------------------------------- | ----------------------------------------------------------------- | ----------------------------------------------------------------- | ----------------------------------------------------------------- |
|                                                                   | Liberala samlingspartiet                                          | Fridtjuv Berg                                                     | 1 695                                                             | 99,3                                                              | +11,8                                                             |                                                                   |
|                                                                   | Liberala samlingspartiet                                          | Curt Wallis                                                       | 1 663                                                             | 97,4                                                              | +8,3                                                              |                                                                   |
|                                                                   | Liberala samlingspartiet                                          | Martin Nyström                                                    | 1 654                                                             | 96,9                                                              |                                                                   |                                                                   |
|                                                                   | Partilös moderat (liberal)                                        | Gustaf Oscar Wallenberg                                           | 780                                                               | 45,7                                                              |                                                                   |                                                                   |
|                                                                   | Partilös liberal                                                  | Alexander Jonsson                                                 | 653                                                               | 38,3                                                              |                                                                   |                                                                   |
|                                                                   | Socialdemokraterna                                                | Ernst Blomberg                                                    | 295                                                               | 17,3                                                              |                                                                   |                                                                   |
|                                                                   | Annat                                                             | Karl Viktor Hjertman                                              | 61                                                                | 3,6                                                               |                                                                   |                                                                   |

Valkretsen hade 57 549 invånare den 31 december 1898, varav 2 903 eller 5,0 % var valberättigade. 1 714 personer deltog i valet, ett valdeltagande på 59,0 %.
Då 7 röster kasserades var 1 707 röster giltiga.

#### 1899: Andra valkretsen
| Andrakammarvalet i Sverige 1899: Stockholms stads andra valkrets | Andrakammarvalet i Sverige 1899: Stockholms stads andra valkrets | Andrakammarvalet i Sverige 1899: Stockholms stads andra valkrets | Andrakammarvalet i Sverige 1899: Stockholms stads andra valkrets | Andrakammarvalet i Sverige 1899: Stockholms stads andra valkrets | Andrakammarvalet i Sverige 1899: Stockholms stads andra valkrets | Andrakammarvalet i Sverige 1899: Stockholms stads andra valkrets |
| Parti                                                            | Parti                                                            | Kandidat                                                         | Röster                                                           | Röster                                                           | Röster                                                           |                                                                  |
| Parti                                                            | Parti                                                            | Kandidat                                                         | Antal                                                            | %                                                                | +− %                                                             |                                                                  |
| ---------------------------------------------------------------- | ---------------------------------------------------------------- | ---------------------------------------------------------------- | ---------------------------------------------------------------- | ---------------------------------------------------------------- | ---------------------------------------------------------------- | ---------------------------------------------------------------- |
|                                                                  | Liberala samlingspartiet                                         | Henrik Fredholm                                                  | 2 170                                                            | 99,6                                                             | +19,4                                                            |                                                                  |
|                                                                  | Liberala samlingspartiet                                         | Sixten von Friesen                                               | 2 167                                                            | 99,4                                                             | +4,2                                                             |                                                                  |
|                                                                  | Liberala samlingspartiet                                         | Carl Lindhagen                                                   | 1 297                                                            | 59,5                                                             |                                                                  |                                                                  |
|                                                                  | Liberala samlingspartiet                                         | Oskar Eklund                                                     | 1 238                                                            | 56,8                                                             | +5,5                                                             |                                                                  |
|                                                                  | Partilös högersinnad                                             | Herman Lamm                                                      | 915                                                              | 42,0                                                             |                                                                  |                                                                  |
|                                                                  | Partilös högersinnad                                             | Per From                                                         | 892                                                              | 40,9                                                             |                                                                  |                                                                  |

Valkretsen hade 50 142 invånare den 31 december 1898, varav 4 103 eller 8,2 % var valberättigade. 2 183 personer deltog i valet, ett valdeltagande på 53,2 %.
Då 4 röster kasserades var 2 179 röster giltiga.

#### 1899: Tredje valkretsen
| Andrakammarvalet i Sverige 1899: Stockholms stads tredje valkrets | Andrakammarvalet i Sverige 1899: Stockholms stads tredje valkrets | Andrakammarvalet i Sverige 1899: Stockholms stads tredje valkrets | Andrakammarvalet i Sverige 1899: Stockholms stads tredje valkrets | Andrakammarvalet i Sverige 1899: Stockholms stads tredje valkrets | Andrakammarvalet i Sverige 1899: Stockholms stads tredje valkrets | Andrakammarvalet i Sverige 1899: Stockholms stads tredje valkrets |
| Parti                                                             | Parti                                                             | Kandidat                                                          | Röster                                                            | Röster                                                            | Röster                                                            |                                                                   |
| Parti                                                             | Parti                                                             | Kandidat                                                          | Antal                                                             | %                                                                 | +− %                                                              |                                                                   |
| ----------------------------------------------------------------- | ----------------------------------------------------------------- | ----------------------------------------------------------------- | ----------------------------------------------------------------- | ----------------------------------------------------------------- | ----------------------------------------------------------------- | ----------------------------------------------------------------- |
|                                                                   | Liberala samlingspartiet                                          | Emil Hammarlund                                                   | 2 298                                                             | 98,9                                                              | -0,5                                                              |                                                                   |
|                                                                   | Partilös liberal                                                  | Adolf Hedin                                                       | 1 629                                                             | 70,1                                                              | -1,4                                                              |                                                                   |
|                                                                   | Liberala samlingspartiet                                          | Karl Staaff                                                       | 1 608                                                             | 69,2                                                              | +2,1                                                              |                                                                   |
|                                                                   | Liberala samlingspartiet                                          | Jakob Byström                                                     | 1 573                                                             | 67,7                                                              | +7,0                                                              |                                                                   |
|                                                                   | Liberala samlingspartiet                                          | Edvard Wavrinsky                                                  | 1 535                                                             | 66,1                                                              | +12,2                                                             |                                                                   |
|                                                                   | Partilös högersinnad                                              | Frans Gustaf Klint                                                | 777                                                               | 33,4                                                              | -5,2                                                              |                                                                   |
|                                                                   | Partilös högersinnad                                              | Oskar Fredrik Hedborg                                             | 730                                                               | 31,4                                                              |                                                                   |                                                                   |
|                                                                   | Partilös högersinnad                                              | Carl Lundberg                                                     | 727                                                               | 31,3                                                              | -5,3                                                              |                                                                   |
|                                                                   | Partilös högersinnad                                              | Karl Fredrik Sjöström                                             | 705                                                               | 30,3                                                              | -5,1                                                              |                                                                   |

Valkretsen hade 60 926 invånare den 31 december 1898, varav 4 247 eller 7,0 % var valberättigade. 2 336 personer deltog i valet, ett valdeltagande på 55,0 %.
Då 13 röster kasserades var 2 323 röster giltiga.

#### 1899: Fjärde valkretsen
| Andrakammarvalet i Sverige 1899: Stockholms stads fjärde valkrets | Andrakammarvalet i Sverige 1899: Stockholms stads fjärde valkrets | Andrakammarvalet i Sverige 1899: Stockholms stads fjärde valkrets | Andrakammarvalet i Sverige 1899: Stockholms stads fjärde valkrets | Andrakammarvalet i Sverige 1899: Stockholms stads fjärde valkrets | Andrakammarvalet i Sverige 1899: Stockholms stads fjärde valkrets | Andrakammarvalet i Sverige 1899: Stockholms stads fjärde valkrets |
| Parti                                                             | Parti                                                             | Kandidat                                                          | Röster                                                            | Röster                                                            | Röster                                                            |                                                                   |
| Parti                                                             | Parti                                                             | Kandidat                                                          | Antal                                                             | %                                                                 | +− %                                                              |                                                                   |
| ----------------------------------------------------------------- | ----------------------------------------------------------------- | ----------------------------------------------------------------- | ----------------------------------------------------------------- | ----------------------------------------------------------------- | ----------------------------------------------------------------- | ----------------------------------------------------------------- |
|                                                                   | Vänstervilde                                                      | Theodor Nordström                                                 | 2 889                                                             | 99,8                                                              |                                                                   |                                                                   |
|                                                                   | Liberala samlingspartiet                                          | Hugo Hamilton                                                     | 2 885                                                             | 99,7                                                              | +43,1                                                             |                                                                   |
|                                                                   | Partilös moderat (liberal)                                        | Edvard von Krusenstjerna                                          | 2 690                                                             | 92,9                                                              | -5,0                                                              |                                                                   |
|                                                                   | Liberala samlingspartiet                                          | Gerard De Geer                                                    | 1 503                                                             | 51,9                                                              |                                                                   |                                                                   |
|                                                                   | Liberala samlingspartiet                                          | Emil Smith                                                        | 1 472                                                             | 50,8                                                              |                                                                   |                                                                   |
|                                                                   | Partilös högersinnad                                              | Herman Wrangel                                                    | 1 406                                                             | 48,6                                                              |                                                                   |                                                                   |
|                                                                   | Partilös högersinnad                                              | Otto Höglund                                                      | 1 400                                                             | 48,4                                                              | -1,9                                                              |                                                                   |
|                                                                   | Socialdemokraterna                                                | Karl Johan Gabrielsson                                            | 191                                                               | 6,6                                                               |                                                                   |                                                                   |

Valkretsen hade 64 471 invånare den 31 december 1898, varav 5 518 eller 8,6 % var valberättigade. 2 904 personer deltog i valet, ett valdeltagande på 52,6 %.
Då 9 röster kasserades var 2 895 röster giltiga.

#### 1899: Femte valkretsen
| Andrakammarvalet i Sverige 1899: Stockholms stads femte valkrets | Andrakammarvalet i Sverige 1899: Stockholms stads femte valkrets | Andrakammarvalet i Sverige 1899: Stockholms stads femte valkrets | Andrakammarvalet i Sverige 1899: Stockholms stads femte valkrets | Andrakammarvalet i Sverige 1899: Stockholms stads femte valkrets | Andrakammarvalet i Sverige 1899: Stockholms stads femte valkrets | Andrakammarvalet i Sverige 1899: Stockholms stads femte valkrets |
| Parti                                                            | Parti                                                            | Kandidat                                                         | Röster                                                           | Röster                                                           | Röster                                                           |                                                                  |
| Parti                                                            | Parti                                                            | Kandidat                                                         | Antal                                                            | %                                                                | +− %                                                             |                                                                  |
| ---------------------------------------------------------------- | ---------------------------------------------------------------- | ---------------------------------------------------------------- | ---------------------------------------------------------------- | ---------------------------------------------------------------- | ---------------------------------------------------------------- | ---------------------------------------------------------------- |
|                                                                  | Liberala samlingspartiet                                         | Magnus Höjer                                                     | 1 588                                                            | 99,2                                                             | +8,4                                                             |                                                                  |
|                                                                  | Socialdemokraterna                                               | Hjalmar Branting                                                 | 1 250                                                            | 78,1                                                             | +27,5                                                            |                                                                  |
|                                                                  | Liberala samlingspartiet                                         | David Bergström                                                  | 1 015                                                            | 63,4                                                             | -13,5                                                            |                                                                  |
|                                                                  | Liberala samlingspartiet                                         | John Olsson                                                      | 977                                                              | 61,0                                                             | +9,7                                                             |                                                                  |
|                                                                  | Partilös högersinnad                                             | Carl Palm                                                        | 575                                                              | 35,9                                                             | +17,9                                                            |                                                                  |
|                                                                  | Partilös högersinnad                                             | Johan Östberg                                                    | 462                                                              | 28,9                                                             | -0,9                                                             |                                                                  |
|                                                                  | Liberala valmansföreningen                                       | Gustaf Folkeson                                                  | 378                                                              | 23,6                                                             |                                                                  |                                                                  |
|                                                                  | Annat                                                            | Oskar Emil Pettersson                                            | 43                                                               | 2,7                                                              |                                                                  |                                                                  |

Valkretsen hade 58 501 invånare den 31 december 1898, varav 2 789 eller 4,8 % var valberättigade. 1 605 personer deltog i valet, ett valdeltagande på 57,5 %.
Då 4 röster kasserades var 1 601 röster giltiga.
Källor:
- Stockholmstidningen den 23 september 1899
- Falukuriren den 26 september 1899
- SCB Riksdagsmannavalen 1897-1899

### 1901
| Fyllnadsval i Sverige 1901: Stockholms stads fjärde valkrets | Fyllnadsval i Sverige 1901: Stockholms stads fjärde valkrets | Fyllnadsval i Sverige 1901: Stockholms stads fjärde valkrets | Fyllnadsval i Sverige 1901: Stockholms stads fjärde valkrets | Fyllnadsval i Sverige 1901: Stockholms stads fjärde valkrets | Fyllnadsval i Sverige 1901: Stockholms stads fjärde valkrets | Fyllnadsval i Sverige 1901: Stockholms stads fjärde valkrets |
| Parti                                                        | Parti                                                        | Kandidat                                                     | Röster                                                       | Röster                                                       | Röster                                                       |                                                              |
| Parti                                                        | Parti                                                        | Kandidat                                                     | Antal                                                        | %                                                            | +− %                                                         |                                                              |
| ------------------------------------------------------------ | ------------------------------------------------------------ | ------------------------------------------------------------ | ------------------------------------------------------------ | ------------------------------------------------------------ | ------------------------------------------------------------ | ------------------------------------------------------------ |
|                                                              | Liberala samlingspartiet                                     | Victor Moll                                                  | 833                                                          | 59,0                                                         |                                                              |                                                              |
|                                                              | Partilös högersinnad                                         | Knut Bohman                                                  | 500                                                          | 35,4                                                         |                                                              |                                                              |
|                                                              | Annat                                                        | Johan Bäckman                                                | 77                                                           | 5,4                                                          |                                                              |                                                              |

Valet ägde rum den 14 september 1901 för att fylla en vakans orsakad av den förutvarande riksdagsmannen Hugo Hamiltons avgång.
Av 5 830 valberättigade deltog 1 414 personer i valet, ett valdeltagande på 24,3 %.
Då 1 röst kasserades var 1 413 röster giltiga.
Källor:
- Aftonbladet den 14 september 1901
- SCB Riksdagsmannavalen 1900-1902

### 1902
Samtliga val ägde rum den 26 september 1902.

#### 1902: Första valkretsen
| Andrakammarvalet i Sverige 1902: Stockholms stads första valkrets | Andrakammarvalet i Sverige 1902: Stockholms stads första valkrets | Andrakammarvalet i Sverige 1902: Stockholms stads första valkrets | Andrakammarvalet i Sverige 1902: Stockholms stads första valkrets | Andrakammarvalet i Sverige 1902: Stockholms stads första valkrets | Andrakammarvalet i Sverige 1902: Stockholms stads första valkrets | Andrakammarvalet i Sverige 1902: Stockholms stads första valkrets |
| Parti                                                             | Parti                                                             | Kandidat                                                          | Röster                                                            | Röster                                                            | Röster                                                            |                                                                   |
| Parti                                                             | Parti                                                             | Kandidat                                                          | Antal                                                             | %                                                                 | +− %                                                              |                                                                   |
| ----------------------------------------------------------------- | ----------------------------------------------------------------- | ----------------------------------------------------------------- | ----------------------------------------------------------------- | ----------------------------------------------------------------- | ----------------------------------------------------------------- | ----------------------------------------------------------------- |
|                                                                   | Liberala samlingspartiet                                          | Curt Wallis                                                       | 2 324                                                             | 99,7                                                              | +2,3                                                              |                                                                   |
|                                                                   | Liberala samlingspartiet                                          | Fridtjuv Berg                                                     | 2 323                                                             | 99,6                                                              | +0,3                                                              |                                                                   |
|                                                                   | Liberala samlingspartiet                                          | Martin Nyström                                                    | 2 311                                                             | 99,1                                                              | +2,2                                                              |                                                                   |
|                                                                   | Liberala samlingspartiet                                          | Gustaf Oscar Wallenberg                                           | 1 205                                                             | 51,7                                                              | +6,0                                                              |                                                                   |
|                                                                   | Socialdemokraterna                                                | Ernst Blomberg                                                    | 1 126                                                             | 48,3                                                              | +31,0                                                             |                                                                   |

Valkretsen hade 57 871 invånare den 31 december 1901, varav 3 401 eller 5,9 % var valberättigade. 2 333 personer deltog i valet, ett valdeltagande på 68,6 %.
Då 1 röst kasserades var 2 332 röster giltiga.

#### 1902: Andra valkretsen
| Andrakammarvalet i Sverige 1902: Stockholms stads andra valkrets | Andrakammarvalet i Sverige 1902: Stockholms stads andra valkrets | Andrakammarvalet i Sverige 1902: Stockholms stads andra valkrets | Andrakammarvalet i Sverige 1902: Stockholms stads andra valkrets | Andrakammarvalet i Sverige 1902: Stockholms stads andra valkrets | Andrakammarvalet i Sverige 1902: Stockholms stads andra valkrets | Andrakammarvalet i Sverige 1902: Stockholms stads andra valkrets |
| Parti                                                            | Parti                                                            | Kandidat                                                         | Röster                                                           | Röster                                                           | Röster                                                           |                                                                  |
| Parti                                                            | Parti                                                            | Kandidat                                                         | Antal                                                            | %                                                                | +− %                                                             |                                                                  |
| ---------------------------------------------------------------- | ---------------------------------------------------------------- | ---------------------------------------------------------------- | ---------------------------------------------------------------- | ---------------------------------------------------------------- | ---------------------------------------------------------------- | ---------------------------------------------------------------- |
|                                                                  | Liberala samlingspartiet                                         | Henrik Fredholm                                                  | 2 569                                                            | 99,3                                                             | -0,3                                                             |                                                                  |
|                                                                  | Liberala samlingspartiet                                         | Sixten von Friesen                                               | 2 564                                                            | 99,1                                                             | -0,3                                                             |                                                                  |
|                                                                  | Liberala samlingspartiet                                         | Carl Lindhagen                                                   | 2 557                                                            | 98,9                                                             | +39,4                                                            |                                                                  |
|                                                                  | Liberala samlingspartiet                                         | Oskar Eklund                                                     | 1 584                                                            | 61,3                                                             | +4,5                                                             |                                                                  |
|                                                                  | Partilös högersinnad                                             | Henrik Axelson                                                   | 1 003                                                            | 38,8                                                             |                                                                  |                                                                  |

Valkretsen hade 49 850 invånare den 31 december 1901, varav 4 907 eller 9,8 % var valberättigade. 2 589 personer deltog i valet, ett valdeltagande på 52,8 %.
Då 3 röster kasserades var 2 586 röster giltiga.

#### 1902: Tredje valkretsen
| Andrakammarvalet i Sverige 1902: Stockholms stads tredje valkrets | Andrakammarvalet i Sverige 1902: Stockholms stads tredje valkrets | Andrakammarvalet i Sverige 1902: Stockholms stads tredje valkrets | Andrakammarvalet i Sverige 1902: Stockholms stads tredje valkrets | Andrakammarvalet i Sverige 1902: Stockholms stads tredje valkrets | Andrakammarvalet i Sverige 1902: Stockholms stads tredje valkrets | Andrakammarvalet i Sverige 1902: Stockholms stads tredje valkrets |
| Parti                                                             | Parti                                                             | Kandidat                                                          | Röster                                                            | Röster                                                            | Röster                                                            |                                                                   |
| Parti                                                             | Parti                                                             | Kandidat                                                          | Antal                                                             | %                                                                 | +− %                                                              |                                                                   |
| ----------------------------------------------------------------- | ----------------------------------------------------------------- | ----------------------------------------------------------------- | ----------------------------------------------------------------- | ----------------------------------------------------------------- | ----------------------------------------------------------------- | ----------------------------------------------------------------- |
|                                                                   | Liberala samlingspartiet                                          | Adolf Hedin                                                       | 3 271                                                             | 99,2                                                              | +29,1                                                             |                                                                   |
|                                                                   | Liberala samlingspartiet                                          | Emil Hammarlund                                                   | 2 359                                                             | 71,5                                                              | -27,4                                                             |                                                                   |
|                                                                   | Liberala samlingspartiet                                          | Jakob Byström                                                     | 2 332                                                             | 70,7                                                              | +3,0                                                              |                                                                   |
|                                                                   | Liberala samlingspartiet                                          | Karl Staaff                                                       | 2 331                                                             | 70,7                                                              | +1,5                                                              |                                                                   |
|                                                                   | Liberala samlingspartiet                                          | Edvard Wavrinsky                                                  | 2 320                                                             | 70,3                                                              | +4,2                                                              |                                                                   |
|                                                                   | Partilös högersinnad                                              | Oskar Fredrik Hedborg                                             | 971                                                               | 29,4                                                              | -2,0                                                              |                                                                   |
|                                                                   | Partilös högersinnad                                              | Karl Fredrik Sjöström                                             | 963                                                               | 29,2                                                              | -1,1                                                              |                                                                   |
|                                                                   | Partilös högersinnad                                              | Carl Boberg                                                       | 962                                                               | 29,2                                                              |                                                                   |                                                                   |
|                                                                   | Partilös högersinnad                                              | Målarmästare L. Lind                                              | 952                                                               | 28,9                                                              |                                                                   |                                                                   |

Valkretsen hade 66 619 invånare den 31 december 1901, varav 5 166 eller 7,8 % var valberättigade. 3 301 personer deltog i valet, ett valdeltagande på 63,9 %.
Då 3 röster kasserades var 3 298 röster giltiga.

#### 1902: Fjärde valkretsen
| Andrakammarvalet i Sverige 1902: Stockholms stads fjärde valkrets | Andrakammarvalet i Sverige 1902: Stockholms stads fjärde valkrets | Andrakammarvalet i Sverige 1902: Stockholms stads fjärde valkrets | Andrakammarvalet i Sverige 1902: Stockholms stads fjärde valkrets | Andrakammarvalet i Sverige 1902: Stockholms stads fjärde valkrets | Andrakammarvalet i Sverige 1902: Stockholms stads fjärde valkrets | Andrakammarvalet i Sverige 1902: Stockholms stads fjärde valkrets |
| Parti                                                             | Parti                                                             | Kandidat                                                          | Röster                                                            | Röster                                                            | Röster                                                            |                                                                   |
| Parti                                                             | Parti                                                             | Kandidat                                                          | Antal                                                             | %                                                                 | +− %                                                              |                                                                   |
| ----------------------------------------------------------------- | ----------------------------------------------------------------- | ----------------------------------------------------------------- | ----------------------------------------------------------------- | ----------------------------------------------------------------- | ----------------------------------------------------------------- | ----------------------------------------------------------------- |
|                                                                   | Vänstervilde                                                      | Theodor Nordström                                                 | 3 623                                                             | 98,5                                                              | -1,3                                                              |                                                                   |
|                                                                   | Partilös liberal                                                  | Edvard von Krusenstjerna                                          | 3 610                                                             | 98,2                                                              | +5,3                                                              |                                                                   |
|                                                                   | Liberala samlingspartiet                                          | Gerard De Geer                                                    | 2 139                                                             | 58,2                                                              | +6,3                                                              |                                                                   |
|                                                                   | Liberala samlingspartiet                                          | Victor Moll                                                       | 2 138                                                             | 58,1                                                              |                                                                   |                                                                   |
|                                                                   | Liberala samlingspartiet                                          | Svante Natt och Dag                                               | 2 098                                                             | 57,0                                                              |                                                                   |                                                                   |
|                                                                   | Partilös högersinnad                                              | Pehr Rabe                                                         | 1 560                                                             | 42,4                                                              |                                                                   |                                                                   |
|                                                                   | Partilös högersinnad                                              | Johan Teodor Pihlgren                                             | 1 552                                                             | 42,2                                                              |                                                                   |                                                                   |
|                                                                   | Partilös högersinnad                                              | Viktor Pettersson                                                 | 1 535                                                             | 41,7                                                              |                                                                   |                                                                   |

Valkretsen hade 66 227 invånare den 31 december 1901, varav 7 002 eller 10,6 % var valberättigade. 3 681 personer deltog i valet, ett valdeltagande på 52,6 %.
Då 3 röster kasserades var 3 678 röster giltiga.

#### 1902: Femte valkretsen
| Andrakammarvalet i Sverige 1902: Stockholms stads femte valkrets | Andrakammarvalet i Sverige 1902: Stockholms stads femte valkrets | Andrakammarvalet i Sverige 1902: Stockholms stads femte valkrets | Andrakammarvalet i Sverige 1902: Stockholms stads femte valkrets | Andrakammarvalet i Sverige 1902: Stockholms stads femte valkrets | Andrakammarvalet i Sverige 1902: Stockholms stads femte valkrets | Andrakammarvalet i Sverige 1902: Stockholms stads femte valkrets |
| Parti                                                            | Parti                                                            | Kandidat                                                         | Röster                                                           | Röster                                                           | Röster                                                           |                                                                  |
| Parti                                                            | Parti                                                            | Kandidat                                                         | Antal                                                            | %                                                                | +− %                                                             |                                                                  |
| ---------------------------------------------------------------- | ---------------------------------------------------------------- | ---------------------------------------------------------------- | ---------------------------------------------------------------- | ---------------------------------------------------------------- | ---------------------------------------------------------------- | ---------------------------------------------------------------- |
|                                                                  | Liberala samlingspartiet                                         | Magnus Höjer                                                     | 2 511                                                            | 99,7                                                             | +0,5                                                             |                                                                  |
|                                                                  | Liberala samlingspartiet                                         | David Bergström                                                  | 2 510                                                            | 99,7                                                             | +36,3                                                            |                                                                  |
|                                                                  | Liberala samlingspartiet                                         | John Olsson                                                      | 1 729                                                            | 68,7                                                             | +7,7                                                             |                                                                  |
|                                                                  | Socialdemokraterna                                               | Hjalmar Branting                                                 | 1 560                                                            | 62,0                                                             | -16,1                                                            |                                                                  |
|                                                                  | Partilös högersinnad                                             | Lars August Mårtensson                                           | 954                                                              | 37,9                                                             |                                                                  |                                                                  |
|                                                                  | Partilös högersinnad                                             | Johan Östberg                                                    | 632                                                              | 25,1                                                             | -3,8                                                             |                                                                  |

Valkretsen hade 61 128 invånare den 31 december 1901, varav 3 861 eller 6,3 % var valberättigade. 2 523 personer deltog i valet, ett valdeltagande på 65,3 %.
Då 5 röster kasserades var 2 518 röster giltiga.
Källor:
- Norrlandsposten den 27 september 1902
- SCB Riksdagsmannavalen 1900-1902

### 1904
| Fyllnadsval i Sverige 1904: Stockholms stads andra valkrets | Fyllnadsval i Sverige 1904: Stockholms stads andra valkrets | Fyllnadsval i Sverige 1904: Stockholms stads andra valkrets | Fyllnadsval i Sverige 1904: Stockholms stads andra valkrets | Fyllnadsval i Sverige 1904: Stockholms stads andra valkrets | Fyllnadsval i Sverige 1904: Stockholms stads andra valkrets | Fyllnadsval i Sverige 1904: Stockholms stads andra valkrets |
| Parti                                                       | Parti                                                       | Kandidat                                                    | Röster                                                      | Röster                                                      | Röster                                                      |                                                             |
| Parti                                                       | Parti                                                       | Kandidat                                                    | Antal                                                       | %                                                           | +− %                                                        |                                                             |
| ----------------------------------------------------------- | ----------------------------------------------------------- | ----------------------------------------------------------- | ----------------------------------------------------------- | ----------------------------------------------------------- | ----------------------------------------------------------- | ----------------------------------------------------------- |
|                                                             | Liberala samlingspartiet                                    | Sven Palme                                                  | 1 109                                                       | 62,4                                                        |                                                             |                                                             |
|                                                             | Partilös konservativ                                        | Ossian Berger                                               | 667                                                         | 37,5                                                        |                                                             |                                                             |

Valet ägde rum den 23 september 1904 för att fylla en vakans orsakad av den förutvarande riksdagsmannen Henrik Fredholms dödsfall.
Av 5 089 valberättigade deltog 1 779 personer i valet, ett valdeltagande på 35,0 %.
Då 2 röster kasserades var 1 777 röster giltiga.
Källor:
- Östgötaposten den 30 september 1904
- SCB Riksdagsmannavalen 1903-1905

### 1905
Samtliga ordinarie val ägde rum den 30 september 1905.

#### 1905: Första valkretsen
| Andrakammarvalet i Sverige 1905: Stockholms stads första valkrets | Andrakammarvalet i Sverige 1905: Stockholms stads första valkrets | Andrakammarvalet i Sverige 1905: Stockholms stads första valkrets | Andrakammarvalet i Sverige 1905: Stockholms stads första valkrets | Andrakammarvalet i Sverige 1905: Stockholms stads första valkrets | Andrakammarvalet i Sverige 1905: Stockholms stads första valkrets | Andrakammarvalet i Sverige 1905: Stockholms stads första valkrets |
| Parti                                                             | Parti                                                             | Kandidat                                                          | Röster                                                            | Röster                                                            | Röster                                                            |                                                                   |
| Parti                                                             | Parti                                                             | Kandidat                                                          | Antal                                                             | %                                                                 | +− %                                                              |                                                                   |
| ----------------------------------------------------------------- | ----------------------------------------------------------------- | ----------------------------------------------------------------- | ----------------------------------------------------------------- | ----------------------------------------------------------------- | ----------------------------------------------------------------- | ----------------------------------------------------------------- |
|                                                                   | Liberala samlingspartiet                                          | Curt Wallis                                                       | 2 902                                                             | 99,6                                                              | -0,1                                                              |                                                                   |
|                                                                   | Liberala samlingspartiet                                          | Martin Nyström                                                    | 2 358                                                             | 80,9                                                              | -18,2                                                             |                                                                   |
|                                                                   | Liberala samlingspartiet                                          | Fridtjuv Berg                                                     | 1 867                                                             | 64,1                                                              | -35,5                                                             |                                                                   |
|                                                                   | Liberala samlingspartiet                                          | Gustaf Oscar Wallenberg                                           | 1 605                                                             | 55,1                                                              | +3,4                                                              |                                                                   |
|                                                                   | Socialdemokraterna                                                | Charles Lindley                                                   | 1 305                                                             | 44,8                                                              |                                                                   |                                                                   |
|                                                                   | Partilös högersinnad                                              | Arvid De Wahl                                                     | 1 046                                                             | 35,9                                                              |                                                                   |                                                                   |
|                                                                   | Partilös högersinnad                                              | Axel Abrahamsson                                                  | 493                                                               | 16,9                                                              |                                                                   |                                                                   |

Valkretsen hade 59 925 invånare den 31 december 1904, varav 5 640 eller 9,4 % var valberättigade. 2 915 personer deltog i valet, ett valdeltagande på 51,7 %.
Då 1 röst kasserades var 2 914 röster giltiga.

#### 1905: Andra valkretsen
| Andrakammarvalet i Sverige 1905: Stockholms stads andra valkrets | Andrakammarvalet i Sverige 1905: Stockholms stads andra valkrets | Andrakammarvalet i Sverige 1905: Stockholms stads andra valkrets | Andrakammarvalet i Sverige 1905: Stockholms stads andra valkrets | Andrakammarvalet i Sverige 1905: Stockholms stads andra valkrets | Andrakammarvalet i Sverige 1905: Stockholms stads andra valkrets | Andrakammarvalet i Sverige 1905: Stockholms stads andra valkrets |
| Parti                                                            | Parti                                                            | Kandidat                                                         | Röster                                                           | Röster                                                           | Röster                                                           |                                                                  |
| Parti                                                            | Parti                                                            | Kandidat                                                         | Antal                                                            | %                                                                | +− %                                                             |                                                                  |
| ---------------------------------------------------------------- | ---------------------------------------------------------------- | ---------------------------------------------------------------- | ---------------------------------------------------------------- | ---------------------------------------------------------------- | ---------------------------------------------------------------- | ---------------------------------------------------------------- |
|                                                                  | Liberala samlingspartiet                                         | Karl Warburg                                                     | 3 308                                                            | 92,0                                                             |                                                                  |                                                                  |
|                                                                  | Liberala samlingspartiet                                         | Carl Lindhagen                                                   | 2 519                                                            | 70,1                                                             | -28,8                                                            |                                                                  |
|                                                                  | Liberala samlingspartiet                                         | Knut Kjellberg                                                   | 2 003                                                            | 55,7                                                             |                                                                  |                                                                  |
|                                                                  | Liberala samlingspartiet                                         | Sven Palme                                                       | 1 638                                                            | 45,6                                                             |                                                                  |                                                                  |
|                                                                  | Partilös högersinnad                                             | Anders Emil Magnusson                                            | 1 591                                                            | 44,2                                                             |                                                                  |                                                                  |
|                                                                  | Socialdemokraterna                                               | Carl Gustaf Wickman                                              | 1 076                                                            | 29,9                                                             |                                                                  |                                                                  |
|                                                                  | Partilös högersinnad                                             | Vilhelm Laurentz                                                 | 1 016                                                            | 28,3                                                             |                                                                  |                                                                  |
|                                                                  | Partilös högersinnad                                             | Gustaf von Rosen                                                 | 955                                                              | 26,6                                                             |                                                                  |                                                                  |

Valkretsen hade 52 491 invånare den 31 december 1904, varav 6 166 eller 11,7 % var valberättigade. 3 607 personer deltog i valet, ett valdeltagande på 58,5 %.
Då 11 röster kasserades var 3 596 röster giltiga.

#### 1905: Tredje valkretsen
| Andrakammarvalet i Sverige 1905: Stockholms stads tredje valkrets | Andrakammarvalet i Sverige 1905: Stockholms stads tredje valkrets | Andrakammarvalet i Sverige 1905: Stockholms stads tredje valkrets | Andrakammarvalet i Sverige 1905: Stockholms stads tredje valkrets | Andrakammarvalet i Sverige 1905: Stockholms stads tredje valkrets | Andrakammarvalet i Sverige 1905: Stockholms stads tredje valkrets | Andrakammarvalet i Sverige 1905: Stockholms stads tredje valkrets |
| Parti                                                             | Parti                                                             | Kandidat                                                          | Röster                                                            | Röster                                                            | Röster                                                            |                                                                   |
| Parti                                                             | Parti                                                             | Kandidat                                                          | Antal                                                             | %                                                                 | +− %                                                              |                                                                   |
| ----------------------------------------------------------------- | ----------------------------------------------------------------- | ----------------------------------------------------------------- | ----------------------------------------------------------------- | ----------------------------------------------------------------- | ----------------------------------------------------------------- | ----------------------------------------------------------------- |
|                                                                   | Liberala samlingspartiet                                          | Karl Staaff                                                       | 5 014                                                             | 99,5                                                              | +28,8                                                             |                                                                   |
|                                                                   | Liberala samlingspartiet                                          | Emil Hammarlund                                                   | 5 005                                                             | 99,3                                                              | +27,8                                                             |                                                                   |
|                                                                   | Liberala samlingspartiet                                          | Jakob Byström                                                     | 3 984                                                             | 79,0                                                              | +8,3                                                              |                                                                   |
|                                                                   | Liberala samlingspartiet                                          | Edvard Wavrinsky                                                  | 2 861                                                             | 56,8                                                              | -13,5                                                             |                                                                   |
|                                                                   | Socialdemokraterna                                                | Ernst Blomberg                                                    | 2 560                                                             | 50,8                                                              |                                                                   |                                                                   |
|                                                                   | Högersinnad liberal                                               | Josef Nilsson                                                     | 2 471                                                             | 49,0                                                              |                                                                   |                                                                   |
|                                                                   | Högersinnad liberal                                               | Edvard Sterner                                                    | 1 110                                                             | 22,0                                                              |                                                                   |                                                                   |
|                                                                   | Allmänna valmansförbundet                                         | Carl Boberg                                                       | 1 099                                                             | 21,8                                                              | -7,4                                                              |                                                                   |
|                                                                   | Allmänna valmansförbundet                                         | Gustaf Lorenz Lagergren                                           | 1 057                                                             | 21,0                                                              |                                                                   |                                                                   |

Valkretsen hade 72 782 invånare den 31 december 1904, varav 7 968 eller 10,9 % var valberättigade. 5 052 personer deltog i valet, ett valdeltagande på 63,4 %.
Då 11 röster kasserades var 5 041 röster giltiga.

#### 1905: Fjärde valkretsen
| Andrakammarvalet i Sverige 1905: Stockholms stads fjärde valkrets | Andrakammarvalet i Sverige 1905: Stockholms stads fjärde valkrets | Andrakammarvalet i Sverige 1905: Stockholms stads fjärde valkrets | Andrakammarvalet i Sverige 1905: Stockholms stads fjärde valkrets | Andrakammarvalet i Sverige 1905: Stockholms stads fjärde valkrets | Andrakammarvalet i Sverige 1905: Stockholms stads fjärde valkrets | Andrakammarvalet i Sverige 1905: Stockholms stads fjärde valkrets |
| Parti                                                             | Parti                                                             | Kandidat                                                          | Röster                                                            | Röster                                                            | Röster                                                            |                                                                   |
| Parti                                                             | Parti                                                             | Kandidat                                                          | Antal                                                             | %                                                                 | +− %                                                              |                                                                   |
| ----------------------------------------------------------------- | ----------------------------------------------------------------- | ----------------------------------------------------------------- | ----------------------------------------------------------------- | ----------------------------------------------------------------- | ----------------------------------------------------------------- | ----------------------------------------------------------------- |
|                                                                   | Liberala samlingspartiet                                          | Victor Moll                                                       | 3 133                                                             | 66,2                                                              | +8,1                                                              |                                                                   |
|                                                                   | Liberala samlingspartiet                                          | Svante Natt och Dag                                               | 3 123                                                             | 65,9                                                              | +8,9                                                              |                                                                   |
|                                                                   | Liberala samlingspartiet                                          | Erik Martin                                                       | 3 090                                                             | 65,2                                                              |                                                                   |                                                                   |
|                                                                   | Liberala samlingspartiet                                          | Erik Lovén                                                        | 3 071                                                             | 64,8                                                              |                                                                   |                                                                   |
|                                                                   | Partilös liberal                                                  | Edvard von Krusenstjerna                                          | 1 935                                                             | 40,9                                                              | -57,3                                                             |                                                                   |
|                                                                   | Allmänna valmansförbundet                                         | Olof A Söderberg                                                  | 1 619                                                             | 34,2                                                              |                                                                   |                                                                   |
|                                                                   | Allmänna valmansförbundet                                         | Herman Wrangel                                                    | 1 617                                                             | 34,1                                                              |                                                                   |                                                                   |
|                                                                   | Allmänna valmansförbundet                                         | Gustaf Welin                                                      | 1 611                                                             | 34,0                                                              |                                                                   |                                                                   |
|                                                                   | Allmänna valmansförbundet                                         | Frans Andersson                                                   | 1 606                                                             | 33,9                                                              |                                                                   |                                                                   |
|                                                                   | Allmänna valmansförbundet                                         | Robert Francke                                                    | 1 485                                                             | 31,4                                                              |                                                                   |                                                                   |
|                                                                   | Socialdemokraterna                                                | Pehr Olof Bäckström                                               | 1 046                                                             | 22,1                                                              |                                                                   |                                                                   |

Valkretsen hade 67 247 invånare den 31 december 1904, varav 8 669 eller 12,9 % var valberättigade. 4 748 personer deltog i valet, ett valdeltagande på 54,8 %.
Då 12 röster kasserades var 4 736 röster giltiga.

#### 1905: Femte valkretsen
| Andrakammarvalet i Sverige 1905: Stockholms stads femte valkrets | Andrakammarvalet i Sverige 1905: Stockholms stads femte valkrets | Andrakammarvalet i Sverige 1905: Stockholms stads femte valkrets | Andrakammarvalet i Sverige 1905: Stockholms stads femte valkrets | Andrakammarvalet i Sverige 1905: Stockholms stads femte valkrets | Andrakammarvalet i Sverige 1905: Stockholms stads femte valkrets | Andrakammarvalet i Sverige 1905: Stockholms stads femte valkrets |
| Parti                                                            | Parti                                                            | Kandidat                                                         | Röster                                                           | Röster                                                           | Röster                                                           |                                                                  |
| Parti                                                            | Parti                                                            | Kandidat                                                         | Antal                                                            | %                                                                | +− %                                                             |                                                                  |
| ---------------------------------------------------------------- | ---------------------------------------------------------------- | ---------------------------------------------------------------- | ---------------------------------------------------------------- | ---------------------------------------------------------------- | ---------------------------------------------------------------- | ---------------------------------------------------------------- |
|                                                                  | Liberala samlingspartiet                                         | Magnus Höjer                                                     | 3 690                                                            | 98,0                                                             | -1,7                                                             |                                                                  |
|                                                                  | Liberala samlingspartiet                                         | David Bergström                                                  | 2 923                                                            | 77,6                                                             | -22,1                                                            |                                                                  |
|                                                                  | Socialdemokraterna                                               | Hjalmar Branting                                                 | 2 354                                                            | 62,5                                                             | +0,5                                                             |                                                                  |
|                                                                  | Socialdemokraterna                                               | Herman Lindqvist                                                 | 2 200                                                            | 58,4                                                             |                                                                  |                                                                  |
|                                                                  | Allmänna valmansförbundet                                        | Richard Gustafsson                                               | 1 532                                                            | 40,7                                                             |                                                                  |                                                                  |
|                                                                  | Allmänna valmansförbundet                                        | Oskar Fredrik Hedborg                                            | 850                                                              | 22,6                                                             |                                                                  |                                                                  |
|                                                                  | Allmänna valmansförbundet                                        | Johan Östberg                                                    | 837                                                              | 22,2                                                             | -2,9                                                             |                                                                  |
|                                                                  | Högersinnad liberal                                              | Lars August Mårtensson                                           | 627                                                              | 16,7                                                             | -21,2                                                            |                                                                  |

Valkretsen hade 65 501 invånare den 31 december 1904, varav 5 801 eller 8,9 % var valberättigade. 3 774 personer deltog i valet, ett valdeltagande på 65,1 %.
Då 9 röster kasserades var 3 765 röster giltiga.

#### Fyllnadsvalen 1905
| Fyllnadsval i Sverige 1905: Stockholms stads andra valkrets | Fyllnadsval i Sverige 1905: Stockholms stads andra valkrets | Fyllnadsval i Sverige 1905: Stockholms stads andra valkrets | Fyllnadsval i Sverige 1905: Stockholms stads andra valkrets | Fyllnadsval i Sverige 1905: Stockholms stads andra valkrets | Fyllnadsval i Sverige 1905: Stockholms stads andra valkrets | Fyllnadsval i Sverige 1905: Stockholms stads andra valkrets |
| Parti                                                       | Parti                                                       | Kandidat                                                    | Röster                                                      | Röster                                                      | Röster                                                      |                                                             |
| Parti                                                       | Parti                                                       | Kandidat                                                    | Antal                                                       | %                                                           | +− %                                                        |                                                             |
| ----------------------------------------------------------- | ----------------------------------------------------------- | ----------------------------------------------------------- | ----------------------------------------------------------- | ----------------------------------------------------------- | ----------------------------------------------------------- | ----------------------------------------------------------- |
|                                                             | Liberala samlingspartiet                                    | Karl Warburg                                                | 1 189                                                       | 53,2                                                        |                                                             |                                                             |
|                                                             | Liberala samlingspartiet                                    | Knut Kjellberg                                              | 1 045                                                       | 46,7                                                        |                                                             |                                                             |

Valet ägde rum den 22 juli 1905 för att fylla en vakans orsakad av den förutvarande riksdagsmannen Sixten von Friesens inval i första kammaren 1905.
Av 8 497 valberättigade deltog 2 242 personer i valet, ett valdeltagande på 26,4 %.
Då 6 röster kasserades var 2 236 röster giltiga.
| Fyllnadsval i Sverige 1905: Stockholms stads tredje valkrets | Fyllnadsval i Sverige 1905: Stockholms stads tredje valkrets | Fyllnadsval i Sverige 1905: Stockholms stads tredje valkrets | Fyllnadsval i Sverige 1905: Stockholms stads tredje valkrets | Fyllnadsval i Sverige 1905: Stockholms stads tredje valkrets | Fyllnadsval i Sverige 1905: Stockholms stads tredje valkrets | Fyllnadsval i Sverige 1905: Stockholms stads tredje valkrets |
| Parti                                                        | Parti                                                        | Kandidat                                                     | Röster                                                       | Röster                                                       | Röster                                                       |                                                              |
| Parti                                                        | Parti                                                        | Kandidat                                                     | Antal                                                        | %                                                            | +− %                                                         |                                                              |
| ------------------------------------------------------------ | ------------------------------------------------------------ | ------------------------------------------------------------ | ------------------------------------------------------------ | ------------------------------------------------------------ | ------------------------------------------------------------ | ------------------------------------------------------------ |
|                                                              | Socialdemokraterna                                           | Ernst Blomberg                                               | 1 054                                                        | 96,6                                                         |                                                              |                                                              |
|                                                              | Annat                                                        | Närmaste kandidat                                            | 24                                                           | 2,2                                                          |                                                              |                                                              |

Valet ägde rum den 14 oktober 1905 för att fylla en vakans orsakad av den förutvarande riksdagsmannen Adolf Hedins dödsfall.
Detta fyllnadsval var alltså inte av någon stor vikt, eftersom det ordinarie andrakammarvalet 1905 bestämde sammansättningen i riksdagen 1906, Blomberg valdes emellertid in vid det valet också.
Av 7 975 valberättigade deltog 1 091 personer i valet, ett valdeltagande på 13,7 %.
Inga röster kasserades.
Källor:
- Östgötaposten den 28 juli 1905
- Falukuriren den 2 oktober 1905
- Östgötaposten den 6 oktober 1905
- SCB Riksdagsmannavalen 1903-1905

### 1906
| Fyllnadsval i Sverige 1906: Stockholms stads första valkrets | Fyllnadsval i Sverige 1906: Stockholms stads första valkrets | Fyllnadsval i Sverige 1906: Stockholms stads första valkrets | Fyllnadsval i Sverige 1906: Stockholms stads första valkrets | Fyllnadsval i Sverige 1906: Stockholms stads första valkrets | Fyllnadsval i Sverige 1906: Stockholms stads första valkrets | Fyllnadsval i Sverige 1906: Stockholms stads första valkrets |
| Parti                                                        | Parti                                                        | Kandidat                                                     | Röster                                                       | Röster                                                       | Röster                                                       |                                                              |
| Parti                                                        | Parti                                                        | Kandidat                                                     | Antal                                                        | %                                                            | +− %                                                         |                                                              |
| ------------------------------------------------------------ | ------------------------------------------------------------ | ------------------------------------------------------------ | ------------------------------------------------------------ | ------------------------------------------------------------ | ------------------------------------------------------------ | ------------------------------------------------------------ |
|                                                              | Socialdemokraterna                                           | Charles Lindley                                              | 1 971                                                        | 62,2                                                         |                                                              |                                                              |
|                                                              | Partilös liberal                                             | Hugo Elmquist                                                | 1 198                                                        | 37,8                                                         |                                                              |                                                              |

Valet ägde rum den 16 november 1906 för att fylla en vakans orsakad av den förutvarande riksdagsmannen Svante Natt och Dags dödsfall.
Av 7 712 valberättigade deltog 3 176 personer i valet, ett valdeltagande på 41,2 %.
Då 7 röster kasserades var 3 169 röster giltiga.
| Fyllnadsval i Sverige 1906: Stockholms stads fjärde valkrets | Fyllnadsval i Sverige 1906: Stockholms stads fjärde valkrets | Fyllnadsval i Sverige 1906: Stockholms stads fjärde valkrets | Fyllnadsval i Sverige 1906: Stockholms stads fjärde valkrets | Fyllnadsval i Sverige 1906: Stockholms stads fjärde valkrets | Fyllnadsval i Sverige 1906: Stockholms stads fjärde valkrets | Fyllnadsval i Sverige 1906: Stockholms stads fjärde valkrets |
| Parti                                                        | Parti                                                        | Kandidat                                                     | Röster                                                       | Röster                                                       | Röster                                                       |                                                              |
| Parti                                                        | Parti                                                        | Kandidat                                                     | Antal                                                        | %                                                            | +− %                                                         |                                                              |
| ------------------------------------------------------------ | ------------------------------------------------------------ | ------------------------------------------------------------ | ------------------------------------------------------------ | ------------------------------------------------------------ | ------------------------------------------------------------ | ------------------------------------------------------------ |
|                                                              | Nationella framstegspartiet                                  | Karl Hildebrand                                              | 1 892                                                        | 42,3                                                         |                                                              |                                                              |
|                                                              | Partilös liberal                                             | Thorvald Fürst                                               | 1 582                                                        | 35,4                                                         |                                                              |                                                              |
|                                                              | Socialdemokraterna                                           | Pehr Olof Bäckström                                          | 996                                                          | 22,3                                                         |                                                              |                                                              |

Valet ägde rum den 16 november 1906 för att fylla en vakans orsakad av den förutvarande riksdagsmannen Gustaf Oscar Wallenbergs avgång.
Av 10 034 valberättigade deltog 4 487 personer i valet, ett valdeltagande på 44,7 %.
Då 16 röster kasserades var 4 471 röster giltiga.
Källor:
- Kungliga biblioteket: Svenska dagstidningar
- SCB Riksdagsmannavalen 1906-1908

### 1907
| Fyllnadsval i Sverige 1907: Stockholms stads fjärde valkrets | Fyllnadsval i Sverige 1907: Stockholms stads fjärde valkrets | Fyllnadsval i Sverige 1907: Stockholms stads fjärde valkrets | Fyllnadsval i Sverige 1907: Stockholms stads fjärde valkrets | Fyllnadsval i Sverige 1907: Stockholms stads fjärde valkrets | Fyllnadsval i Sverige 1907: Stockholms stads fjärde valkrets | Fyllnadsval i Sverige 1907: Stockholms stads fjärde valkrets |
| Parti                                                        | Parti                                                        | Kandidat                                                     | Röster                                                       | Röster                                                       | Röster                                                       |                                                              |
| Parti                                                        | Parti                                                        | Kandidat                                                     | Antal                                                        | %                                                            | +− %                                                         |                                                              |
| ------------------------------------------------------------ | ------------------------------------------------------------ | ------------------------------------------------------------ | ------------------------------------------------------------ | ------------------------------------------------------------ | ------------------------------------------------------------ | ------------------------------------------------------------ |
|                                                              | Liberala samlingspartiet                                     | Thorvald Fürst                                               | 3 403                                                        | 54,4                                                         |                                                              |                                                              |
|                                                              | Partilös konservativ                                         | Albert Isaksson                                              | 2 848                                                        | 45,6                                                         |                                                              |                                                              |

Valet ägde rum den 8 mars 1907 för att fylla en vakans orsakad av den förutvarande riksdagsmannen Edvard von Krusenstjernas dödsfall.
Av 12 318 valberättigade deltog 6 259 personer i valet, ett valdeltagande på 50,8 %.
Då 8 röster kasserades var 6 251 röster giltiga.
| Fyllnadsval i Sverige 1907: Stockholms stads femte valkrets | Fyllnadsval i Sverige 1907: Stockholms stads femte valkrets | Fyllnadsval i Sverige 1907: Stockholms stads femte valkrets | Fyllnadsval i Sverige 1907: Stockholms stads femte valkrets | Fyllnadsval i Sverige 1907: Stockholms stads femte valkrets | Fyllnadsval i Sverige 1907: Stockholms stads femte valkrets | Fyllnadsval i Sverige 1907: Stockholms stads femte valkrets |
| Parti                                                       | Parti                                                       | Kandidat                                                    | Röster                                                      | Röster                                                      | Röster                                                      |                                                             |
| Parti                                                       | Parti                                                       | Kandidat                                                    | Antal                                                       | %                                                           | +− %                                                        |                                                             |
| ----------------------------------------------------------- | ----------------------------------------------------------- | ----------------------------------------------------------- | ----------------------------------------------------------- | ----------------------------------------------------------- | ----------------------------------------------------------- | ----------------------------------------------------------- |
|                                                             | Socialdemokraterna                                          | Knut Tengdahl                                               | 3 040                                                       | 74,1                                                        |                                                             |                                                             |
|                                                             | Partilös liberal                                            | Axel Ceder                                                  | 1 062                                                       | 25,9                                                        |                                                             |                                                             |

Valet ägde rum den 13 december 1907 för att fylla en vakans orsakad av den förutvarande riksdagsmannen David Bergströms avgång.
Av 9 621 valberättigade deltog 4 115 personer i valet, ett valdeltagande på 42,8 %.
Då 13 röster kasserades var 4 102 röster giltiga.
Källor:
- Kungliga biblioteket: Svenska dagstidningar
- SCB Riksdagsmannavalen 1906-1908

### 1908
Samtliga val ägde rum den 25 september 1908.

#### 1908: Första valkretsen
| Andrakammarvalet i Sverige 1908: Stockholms stads första valkrets | Andrakammarvalet i Sverige 1908: Stockholms stads första valkrets | Andrakammarvalet i Sverige 1908: Stockholms stads första valkrets | Andrakammarvalet i Sverige 1908: Stockholms stads första valkrets | Andrakammarvalet i Sverige 1908: Stockholms stads första valkrets | Andrakammarvalet i Sverige 1908: Stockholms stads första valkrets | Andrakammarvalet i Sverige 1908: Stockholms stads första valkrets |
| Parti                                                             | Parti                                                             | Kandidat                                                          | Röster                                                            | Röster                                                            | Röster                                                            |                                                                   |
| Parti                                                             | Parti                                                             | Kandidat                                                          | Antal                                                             | %                                                                 | +− %                                                              |                                                                   |
| ----------------------------------------------------------------- | ----------------------------------------------------------------- | ----------------------------------------------------------------- | ----------------------------------------------------------------- | ----------------------------------------------------------------- | ----------------------------------------------------------------- | ----------------------------------------------------------------- |
|                                                                   | Socialdemokraterna                                                | Ernst Söderberg                                                   | 3 657                                                             | 67,8                                                              |                                                                   |                                                                   |
|                                                                   | Socialdemokraterna                                                | Sven Persson                                                      | 3 657                                                             | 67,8                                                              |                                                                   |                                                                   |
|                                                                   | Socialdemokraterna                                                | Hjalmar Rissén                                                    | 3 422                                                             | 63,4                                                              |                                                                   |                                                                   |
|                                                                   | Socialdemokraterna                                                | Charles Lindley                                                   | 3 421                                                             | 63,3                                                              | +18,5                                                             |                                                                   |
|                                                                   | Socialdemokraterna                                                | Johannes Hasselquist                                              | 3 417                                                             | 63,3                                                              |                                                                   |                                                                   |
|                                                                   | Partilös liberal                                                  | Wilhelm Lagerholm                                                 | 1 990                                                             | 36,9                                                              |                                                                   |                                                                   |
|                                                                   | Partilös liberal                                                  | Erik Valdemar Forssberg                                           | 1 985                                                             | 36,8                                                              |                                                                   |                                                                   |
|                                                                   | Partilös liberal                                                  | A.G. Nilsson                                                      | 1 982                                                             | 36,7                                                              |                                                                   |                                                                   |
|                                                                   | Partilös konservativ                                              | Åke Munthe                                                        | 1 771                                                             | 32,8                                                              |                                                                   |                                                                   |

Valkretsen hade 70 288 invånare den 31 december 1907, varav 7 626 eller 10,8 % var valberättigade. 5 408 personer deltog i valet, ett valdeltagande på 70,9 %. 
Då 12 röster kasserades var 5 396 röster giltiga.

#### 1908: Andra valkretsen
| Andrakammarvalet i Sverige 1908: Stockholms stads andra valkrets | Andrakammarvalet i Sverige 1908: Stockholms stads andra valkrets | Andrakammarvalet i Sverige 1908: Stockholms stads andra valkrets | Andrakammarvalet i Sverige 1908: Stockholms stads andra valkrets | Andrakammarvalet i Sverige 1908: Stockholms stads andra valkrets | Andrakammarvalet i Sverige 1908: Stockholms stads andra valkrets | Andrakammarvalet i Sverige 1908: Stockholms stads andra valkrets |
| Parti                                                            | Parti                                                            | Kandidat                                                         | Röster                                                           | Röster                                                           | Röster                                                           |                                                                  |
| Parti                                                            | Parti                                                            | Kandidat                                                         | Antal                                                            | %                                                                | +− %                                                             |                                                                  |
| ---------------------------------------------------------------- | ---------------------------------------------------------------- | ---------------------------------------------------------------- | ---------------------------------------------------------------- | ---------------------------------------------------------------- | ---------------------------------------------------------------- | ---------------------------------------------------------------- |
|                                                                  | Liberala samlingspartiet                                         | Karl Staaff                                                      | 3 977                                                            | 71,6                                                             |                                                                  |                                                                  |
|                                                                  | Liberala samlingspartiet                                         | Sven Palme                                                       | 3 948                                                            | 71,1                                                             | +25,5                                                            |                                                                  |
|                                                                  | Liberala samlingspartiet                                         | Knut Kjellberg                                                   | 3 910                                                            | 70,4                                                             | +14,7                                                            |                                                                  |
|                                                                  | Socialdemokraterna                                               | Carl Lindhagen                                                   | 3 905                                                            | 70,3                                                             | +0,2                                                             |                                                                  |
|                                                                  | Partilös högersinnad                                             | Anders Emil Magnusson                                            | 1 628                                                            | 29,3                                                             | -14,9                                                            |                                                                  |
|                                                                  | Partilös högersinnad                                             | Carl Boberg                                                      | 1 624                                                            | 29,2                                                             |                                                                  |                                                                  |
|                                                                  | Partilös högersinnad                                             | Vilhelm Broman                                                   | 1 596                                                            | 28,7                                                             |                                                                  |                                                                  |
|                                                                  | Partilös högersinnad                                             | Gustaf Welin                                                     | 1 596                                                            | 28,7                                                             |                                                                  |                                                                  |

Valkretsen hade 61 842 invånare den 31 december 1907, varav 7 954 eller 12,9 % var valberättigade. 5 557 personer deltog i valet, ett valdeltagande på 69,9 %. 
Då 2 röster kasserades var 5 555 röster giltiga.

#### 1908: Tredje valkretsen
| Andrakammarvalet i Sverige 1908: Stockholms stads tredje valkrets | Andrakammarvalet i Sverige 1908: Stockholms stads tredje valkrets | Andrakammarvalet i Sverige 1908: Stockholms stads tredje valkrets | Andrakammarvalet i Sverige 1908: Stockholms stads tredje valkrets | Andrakammarvalet i Sverige 1908: Stockholms stads tredje valkrets | Andrakammarvalet i Sverige 1908: Stockholms stads tredje valkrets | Andrakammarvalet i Sverige 1908: Stockholms stads tredje valkrets |
| Parti                                                             | Parti                                                             | Kandidat                                                          | Röster                                                            | Röster                                                            | Röster                                                            |                                                                   |
| Parti                                                             | Parti                                                             | Kandidat                                                          | Antal                                                             | %                                                                 | +− %                                                              |                                                                   |
| ----------------------------------------------------------------- | ----------------------------------------------------------------- | ----------------------------------------------------------------- | ----------------------------------------------------------------- | ----------------------------------------------------------------- | ----------------------------------------------------------------- | ----------------------------------------------------------------- |
|                                                                   | Liberala samlingspartiet                                          | Jakob Byström                                                     | 4 583                                                             | 75,1                                                              | -3,9                                                              |                                                                   |
|                                                                   | Vänstervilde                                                      | Edvard Wavrinsky                                                  | 4 563                                                             | 74,8                                                              | +18,0                                                             |                                                                   |
|                                                                   | Socialdemokraterna                                                | Ernst Blomberg                                                    | 4 434                                                             | 72,7                                                              | +21,9                                                             |                                                                   |
|                                                                   | Vänstervilde                                                      | Curt Wallis                                                       | 3 233                                                             | 54,5                                                              |                                                                   |                                                                   |
|                                                                   | Liberala samlingspartiet                                          | Emil Hammarlund                                                   | 2 869                                                             | 47,0                                                              | -52,3                                                             |                                                                   |
|                                                                   | Partilös högersinnad                                              | Gabriel Stockman                                                  | 1 609                                                             | 26,4                                                              |                                                                   |                                                                   |
|                                                                   | Partilös högersinnad                                              | Emil Hallberg                                                     | 1 548                                                             | 25,4                                                              |                                                                   |                                                                   |
|                                                                   | Partilös högersinnad                                              | Henrik Enell                                                      | 1 509                                                             | 24,7                                                              |                                                                   |                                                                   |

Valkretsen hade 70 031 invånare den 31 december 1907, varav 8 334 eller 11,9 % var valberättigade. 6 104 personer deltog i valet, ett valdeltagande på 73,2 %. 
Då 2 röster kasserades var 6 102 röster giltiga.

#### 1908: Fjärde valkretsen
| Andrakammarvalet i Sverige 1908: Stockholms stads fjärde valkrets | Andrakammarvalet i Sverige 1908: Stockholms stads fjärde valkrets | Andrakammarvalet i Sverige 1908: Stockholms stads fjärde valkrets | Andrakammarvalet i Sverige 1908: Stockholms stads fjärde valkrets | Andrakammarvalet i Sverige 1908: Stockholms stads fjärde valkrets | Andrakammarvalet i Sverige 1908: Stockholms stads fjärde valkrets | Andrakammarvalet i Sverige 1908: Stockholms stads fjärde valkrets |
| Parti                                                             | Parti                                                             | Kandidat                                                          | Röster                                                            | Röster                                                            | Röster                                                            |                                                                   |
| Parti                                                             | Parti                                                             | Kandidat                                                          | Antal                                                             | %                                                                 | +− %                                                              |                                                                   |
| ----------------------------------------------------------------- | ----------------------------------------------------------------- | ----------------------------------------------------------------- | ----------------------------------------------------------------- | ----------------------------------------------------------------- | ----------------------------------------------------------------- | ----------------------------------------------------------------- |
|                                                                   | Liberala samlingspartiet                                          | Fridtjuv Berg                                                     | 3 549                                                             | 56,2                                                              |                                                                   |                                                                   |
|                                                                   | Liberala samlingspartiet                                          | Thorvald Fürst                                                    | 3 544                                                             | 56,1                                                              |                                                                   |                                                                   |
|                                                                   | Liberala samlingspartiet                                          | Erik Palmstierna                                                  | 3 516                                                             | 55,7                                                              |                                                                   |                                                                   |
|                                                                   | Liberala samlingspartiet                                          | Gustaf Kobb                                                       | 3 463                                                             | 54,8                                                              |                                                                   |                                                                   |
|                                                                   | Nationella framstegspartiet                                       | Karl Hildebrand                                                   | 2 809                                                             | 44,5                                                              |                                                                   |                                                                   |
|                                                                   | Partilös högersinnad                                              | John Swartling                                                    | 2 801                                                             | 44,3                                                              |                                                                   |                                                                   |
|                                                                   | Partilös högersinnad                                              | Gustaf Kjerrulf                                                   | 2 789                                                             | 44,2                                                              |                                                                   |                                                                   |
|                                                                   | Partilös högersinnad                                              | Rickard Bengtsson                                                 | 2 779                                                             | 44,0                                                              |                                                                   |                                                                   |

Valkretsen hade 66 523 invånare den 31 december 1907, varav 8 991 eller 13,5 % var valberättigade. 6 316 personer deltog i valet, ett valdeltagande på 70,3 %. 
Inga röster kasserades.

#### 1908: Femte valkretsen
| Andrakammarvalet i Sverige 1908: Stockholms stads femte valkrets | Andrakammarvalet i Sverige 1908: Stockholms stads femte valkrets | Andrakammarvalet i Sverige 1908: Stockholms stads femte valkrets | Andrakammarvalet i Sverige 1908: Stockholms stads femte valkrets | Andrakammarvalet i Sverige 1908: Stockholms stads femte valkrets | Andrakammarvalet i Sverige 1908: Stockholms stads femte valkrets | Andrakammarvalet i Sverige 1908: Stockholms stads femte valkrets |
| Parti                                                            | Parti                                                            | Kandidat                                                         | Röster                                                           | Röster                                                           | Röster                                                           |                                                                  |
| Parti                                                            | Parti                                                            | Kandidat                                                         | Antal                                                            | %                                                                | +− %                                                             |                                                                  |
| ---------------------------------------------------------------- | ---------------------------------------------------------------- | ---------------------------------------------------------------- | ---------------------------------------------------------------- | ---------------------------------------------------------------- | ---------------------------------------------------------------- | ---------------------------------------------------------------- |
|                                                                  | Socialdemokraterna                                               | Hjalmar Branting                                                 | 4 143                                                            | 72,8                                                             | +10,3                                                            |                                                                  |
|                                                                  | Socialdemokraterna                                               | Herman Lindqvist                                                 | 4 140                                                            | 72,7                                                             | +14,3                                                            |                                                                  |
|                                                                  | Socialdemokraterna                                               | Knut Tengdahl                                                    | 4 140                                                            | 72,7                                                             |                                                                  |                                                                  |
|                                                                  | Socialdemokraterna                                               | John Johansson                                                   | 4 130                                                            | 72,5                                                             |                                                                  |                                                                  |
|                                                                  | Partilös högersinnad                                             | Fritiof Schreuder                                                | 1 566                                                            | 27,5                                                             |                                                                  |                                                                  |
|                                                                  | Partilös högersinnad                                             | Hjalmar Olsson                                                   | 1 562                                                            | 27,4                                                             |                                                                  |                                                                  |
|                                                                  | Partilös högersinnad                                             | Adrian Molin                                                     | 1 559                                                            | 27,4                                                             |                                                                  |                                                                  |

Valkretsen hade 68 776 invånare den 31 december 1907, varav 7 887 eller 11,5 % var valberättigade. 5 702 personer deltog i valet, ett valdeltagande på 72,3 %. 
Då 9 röster kasserades var 5 693 röster giltiga.
Källor:
- Kungliga biblioteket: Svenska dagstidningar
- SCB Riksdagsmannavalen 1906-1908

### 1910
| Fyllnadsval i Sverige 1910: Stockholms stads tredje valkrets | Fyllnadsval i Sverige 1910: Stockholms stads tredje valkrets | Fyllnadsval i Sverige 1910: Stockholms stads tredje valkrets | Fyllnadsval i Sverige 1910: Stockholms stads tredje valkrets | Fyllnadsval i Sverige 1910: Stockholms stads tredje valkrets | Fyllnadsval i Sverige 1910: Stockholms stads tredje valkrets | Fyllnadsval i Sverige 1910: Stockholms stads tredje valkrets |
| Parti                                                        | Parti                                                        | Kandidat                                                     | Röster                                                       | Röster                                                       | Röster                                                       |                                                              |
| Parti                                                        | Parti                                                        | Kandidat                                                     | Antal                                                        | %                                                            | +− %                                                         |                                                              |
| ------------------------------------------------------------ | ------------------------------------------------------------ | ------------------------------------------------------------ | ------------------------------------------------------------ | ------------------------------------------------------------ | ------------------------------------------------------------ | ------------------------------------------------------------ |
|                                                              | Socialdemokraterna                                           | Carl Winberg                                                 | 2 489                                                        | 56,0                                                         |                                                              |                                                              |
|                                                              | Partilös konservativ                                         | Josef Nilsson                                                | 998                                                          | 22,4                                                         |                                                              |                                                              |
|                                                              | Partilös liberal                                             | Axel Ceder                                                   | 959                                                          | 21,6                                                         |                                                              |                                                              |

Valet ägde rum den 16 december 1910 för att fylla en vakans orsakad av den förutvarande riksdagsmannen Ernst Blombergs inval i första kammaren 1910.
I valet deltog 4 455 personer, varav 4 446 med giltiga röster.
Källor:
- Dagens Nyheter den 17 december 1910
- Statistisk årsbok för Stockholms stad 1910-1912

1909 genomfördes en rösträttsreform som innebar att inkomstgränserna för rösträtt togs bort. Även om kvinnor fortfarande saknade rösträtt fördubblades väljarkåren. Samtidigt bestämdes det att valen skulle ske proportionellt istället för med majoritetsval. I tabellerna redovisas därför partier, snarare än kandidater. Valkretsarna blev numera två istället för fem och antalet mandat för hela staden reducerades från 21 till 14, med 7 i varje valkrets.

### 1911

#### 1911: Första valkretsen
| Andrakammarvalet i Sverige 1911: Stockholms stads första valkrets | Andrakammarvalet i Sverige 1911: Stockholms stads första valkrets | Andrakammarvalet i Sverige 1911: Stockholms stads första valkrets | Andrakammarvalet i Sverige 1911: Stockholms stads första valkrets | Andrakammarvalet i Sverige 1911: Stockholms stads första valkrets | Andrakammarvalet i Sverige 1911: Stockholms stads första valkrets | Andrakammarvalet i Sverige 1911: Stockholms stads första valkrets |
| Parti                                                             | Parti                                                             | Röster                                                            | Röster                                                            | Röster                                                            | Mandatfördelning                                                  | Mandatfördelning                                                  |
| Parti                                                             | Parti                                                             | Antal                                                             | %                                                                 | +− %                                                              | Antal                                                             | +−                                                                |
| ----------------------------------------------------------------- | ----------------------------------------------------------------- | ----------------------------------------------------------------- | ----------------------------------------------------------------- | ----------------------------------------------------------------- | ----------------------------------------------------------------- | ----------------------------------------------------------------- |
|                                                                   | Socialdemokraterna                                                | 8 697                                                             | 55,9                                                              | —                                                                 | 4                                                                 | —                                                                 |
|                                                                   | Liberala samlingspartiet                                          | 3 688                                                             | 23,7                                                              | —                                                                 | 2                                                                 | —                                                                 |
|                                                                   | Allmänna valmansförbundet                                         | 3 175                                                             | 20,4                                                              | —                                                                 | 1                                                                 | —                                                                 |
|                                                                   | Övriga                                                            | 8                                                                 | 0,0                                                               | —                                                                 | —                                                                 | —                                                                 |
| Antal giltiga röster                                              | Antal giltiga röster                                              | 15 568                                                            |                                                                   |                                                                   |                                                                   |                                                                   |
| Ogiltiga röster                                                   | Ogiltiga röster                                                   | 40                                                                |                                                                   |                                                                   |                                                                   |                                                                   |
| Totalt                                                            | Totalt                                                            | 15 608                                                            |                                                                   |                                                                   |                                                                   |                                                                   |

Inför valet var 24 417 personer röstberättigade. Detta innebar ett valdeltagande på 63,9%.

#### 1911: Andra valkretsen
| Andrakammarvalet i Sverige 1911: Stockholms stads andra valkrets | Andrakammarvalet i Sverige 1911: Stockholms stads andra valkrets | Andrakammarvalet i Sverige 1911: Stockholms stads andra valkrets | Andrakammarvalet i Sverige 1911: Stockholms stads andra valkrets | Andrakammarvalet i Sverige 1911: Stockholms stads andra valkrets | Andrakammarvalet i Sverige 1911: Stockholms stads andra valkrets | Andrakammarvalet i Sverige 1911: Stockholms stads andra valkrets |
| Parti                                                            | Parti                                                            | Röster                                                           | Röster                                                           | Röster                                                           | Mandatfördelning                                                 | Mandatfördelning                                                 |
| Parti                                                            | Parti                                                            | Antal                                                            | %                                                                | +− %                                                             | Antal                                                            | +−                                                               |
| ---------------------------------------------------------------- | ---------------------------------------------------------------- | ---------------------------------------------------------------- | ---------------------------------------------------------------- | ---------------------------------------------------------------- | ---------------------------------------------------------------- | ---------------------------------------------------------------- |
|                                                                  | Socialdemokraterna                                               | 7 408                                                            | 39,3                                                             | —                                                                | 3                                                                | —                                                                |
|                                                                  | Allmänna valmansförbundet                                        | 6 297                                                            | 33,4                                                             | —                                                                | 2                                                                | —                                                                |
|                                                                  | Liberala samlingspartiet                                         | 5 123                                                            | 27,2                                                             | —                                                                | 2                                                                | —                                                                |
|                                                                  | Övriga                                                           | 5                                                                | 0,0                                                              | —                                                                | —                                                                | —                                                                |
| Antal giltiga röster                                             | Antal giltiga röster                                             | 18 833                                                           |                                                                  |                                                                  |                                                                  |                                                                  |
| Ogiltiga röster                                                  | Ogiltiga röster                                                  | 51                                                               |                                                                  |                                                                  |                                                                  |                                                                  |
| Totalt                                                           | Totalt                                                           | 18 884                                                           |                                                                  |                                                                  |                                                                  |                                                                  |

Inför valet var 29 182 personer röstberättigade. Detta innebar ett valdeltagande på 64,7%.
Källa: SCB Riksdagsmannavalen 1909-1911

### 1914 (mars)

#### 1914 (mars): Första valkretsen
| Andrakammarvalet i Sverige 1914 (27 mars): Stockholms stads första valkrets | Andrakammarvalet i Sverige 1914 (27 mars): Stockholms stads första valkrets | Andrakammarvalet i Sverige 1914 (27 mars): Stockholms stads första valkrets | Andrakammarvalet i Sverige 1914 (27 mars): Stockholms stads första valkrets | Andrakammarvalet i Sverige 1914 (27 mars): Stockholms stads första valkrets | Andrakammarvalet i Sverige 1914 (27 mars): Stockholms stads första valkrets | Andrakammarvalet i Sverige 1914 (27 mars): Stockholms stads första valkrets |
| Parti                                                                       | Parti                                                                       | Röster                                                                      | Röster                                                                      | Röster                                                                      | Mandatfördelning                                                            | Mandatfördelning                                                            |
| Parti                                                                       | Parti                                                                       | Antal                                                                       | %                                                                           | +− %                                                                        | Antal                                                                       | +−                                                                          |
| --------------------------------------------------------------------------- | --------------------------------------------------------------------------- | --------------------------------------------------------------------------- | --------------------------------------------------------------------------- | --------------------------------------------------------------------------- | --------------------------------------------------------------------------- | --------------------------------------------------------------------------- |
|                                                                             | Socialdemokraterna                                                          | 10 832                                                                      | 52,5                                                                        | -3,4                                                                        | 4                                                                           | +-0                                                                         |
|                                                                             | Allmänna valmansförbundet                                                   | 6 220                                                                       | 30,1                                                                        | +9,7                                                                        | 2                                                                           | +1                                                                          |
|                                                                             | Liberala samlingspartiet                                                    | 3 581                                                                       | 17,4                                                                        | -6,3                                                                        | 1                                                                           | -1                                                                          |
|                                                                             | Övriga                                                                      | 5                                                                           | 0,0                                                                         | —                                                                           | —                                                                           | —                                                                           |
| Antal giltiga röster                                                        | Antal giltiga röster                                                        | 20 638                                                                      |                                                                             |                                                                             |                                                                             |                                                                             |
| Ogiltiga röster                                                             | Ogiltiga röster                                                             | 70                                                                          |                                                                             |                                                                             |                                                                             |                                                                             |
| Totalt                                                                      | Totalt                                                                      | 20 708                                                                      |                                                                             |                                                                             |                                                                             |                                                                             |

Inför valet var 27 229 personer röstberättigade. Detta innebar ett valdeltagande på 76,1%.

#### 1914 (mars): Andra valkretsen
| Andrakammarvalet i Sverige 1914 (27 mars): Stockholms stads andra valkrets | Andrakammarvalet i Sverige 1914 (27 mars): Stockholms stads andra valkrets | Andrakammarvalet i Sverige 1914 (27 mars): Stockholms stads andra valkrets | Andrakammarvalet i Sverige 1914 (27 mars): Stockholms stads andra valkrets | Andrakammarvalet i Sverige 1914 (27 mars): Stockholms stads andra valkrets | Andrakammarvalet i Sverige 1914 (27 mars): Stockholms stads andra valkrets | Andrakammarvalet i Sverige 1914 (27 mars): Stockholms stads andra valkrets |
| Parti                                                                      | Parti                                                                      | Röster                                                                     | Röster                                                                     | Röster                                                                     | Mandatfördelning                                                           | Mandatfördelning                                                           |
| Parti                                                                      | Parti                                                                      | Antal                                                                      | %                                                                          | +− %                                                                       | Antal                                                                      | +−                                                                         |
| -------------------------------------------------------------------------- | -------------------------------------------------------------------------- | -------------------------------------------------------------------------- | -------------------------------------------------------------------------- | -------------------------------------------------------------------------- | -------------------------------------------------------------------------- | -------------------------------------------------------------------------- |
|                                                                            | Allmänna valmansförbundet                                                  | 10 504                                                                     | 45,9                                                                       | +12,5                                                                      | 4                                                                          | +2                                                                         |
|                                                                            | Socialdemokraterna                                                         | 7 768                                                                      | 34,0                                                                       | -5,3                                                                       | 2                                                                          | -1                                                                         |
|                                                                            | Liberala samlingspartiet                                                   | 4 594                                                                      | 20,1                                                                       | -7,1                                                                       | 1                                                                          | -1                                                                         |
|                                                                            | Övriga                                                                     | 5                                                                          | 0,0                                                                        | —                                                                          | —                                                                          | —                                                                          |
| Antal giltiga röster                                                       | Antal giltiga röster                                                       | 22 871                                                                     |                                                                            |                                                                            |                                                                            |                                                                            |
| Ogiltiga röster                                                            | Ogiltiga röster                                                            | 67                                                                         |                                                                            |                                                                            |                                                                            |                                                                            |
| Totalt                                                                     | Totalt                                                                     | 22 938                                                                     |                                                                            |                                                                            |                                                                            |                                                                            |

Inför valet var 29 143 personer röstberättigade. Detta innebar ett valdeltagande på 78,7%.
Källa: SCB Riksdagsmannavalen 1912-1913 samt hösten 1914

### 1914 (sept.)

#### 1914 (sept.): Första valkretsen
| Andrakammarvalet i Sverige 1914 (25 september): Stockholms stads första valkrets | Andrakammarvalet i Sverige 1914 (25 september): Stockholms stads första valkrets | Andrakammarvalet i Sverige 1914 (25 september): Stockholms stads första valkrets | Andrakammarvalet i Sverige 1914 (25 september): Stockholms stads första valkrets | Andrakammarvalet i Sverige 1914 (25 september): Stockholms stads första valkrets | Andrakammarvalet i Sverige 1914 (25 september): Stockholms stads första valkrets | Andrakammarvalet i Sverige 1914 (25 september): Stockholms stads första valkrets |
| Parti                                                                            | Parti                                                                            | Röster                                                                           | Röster                                                                           | Röster                                                                           | Mandatfördelning                                                                 | Mandatfördelning                                                                 |
| Parti                                                                            | Parti                                                                            | Antal                                                                            | %                                                                                | +− %                                                                             | Antal                                                                            | +−                                                                               |
| -------------------------------------------------------------------------------- | -------------------------------------------------------------------------------- | -------------------------------------------------------------------------------- | -------------------------------------------------------------------------------- | -------------------------------------------------------------------------------- | -------------------------------------------------------------------------------- | -------------------------------------------------------------------------------- |
|                                                                                  | Socialdemokraterna                                                               | 11 968                                                                           | 56,7                                                                             | +4,2                                                                             | 5                                                                                | +1                                                                               |
|                                                                                  | Allmänna valmansförbundet                                                        | 6 040                                                                            | 28,6                                                                             | -1,5                                                                             | 2                                                                                | +-0                                                                              |
|                                                                                  | Liberala samlingspartiet                                                         | 3 113                                                                            | 14,7                                                                             | -2,7                                                                             | 1                                                                                | +-0                                                                              |
|                                                                                  | Övriga                                                                           | 3                                                                                | 0,0                                                                              | —                                                                                | —                                                                                | —                                                                                |
| Antal giltiga röster                                                             | Antal giltiga röster                                                             | 21 124                                                                           |                                                                                  |                                                                                  |                                                                                  |                                                                                  |
| Ogiltiga röster                                                                  | Ogiltiga röster                                                                  | 77                                                                               |                                                                                  |                                                                                  |                                                                                  |                                                                                  |
| Totalt                                                                           | Totalt                                                                           | 21 201                                                                           |                                                                                  |                                                                                  |                                                                                  |                                                                                  |

Inför valet var 28 675 personer röstberättigade. Detta innebar ett valdeltagande på 73,9%.

#### 1914 (sept.): Andra valkretsen
| Andrakammarvalet i Sverige 1914 (25 september): Stockholms stads andra valkrets | Andrakammarvalet i Sverige 1914 (25 september): Stockholms stads andra valkrets | Andrakammarvalet i Sverige 1914 (25 september): Stockholms stads andra valkrets | Andrakammarvalet i Sverige 1914 (25 september): Stockholms stads andra valkrets | Andrakammarvalet i Sverige 1914 (25 september): Stockholms stads andra valkrets | Andrakammarvalet i Sverige 1914 (25 september): Stockholms stads andra valkrets | Andrakammarvalet i Sverige 1914 (25 september): Stockholms stads andra valkrets |
| Parti                                                                           | Parti                                                                           | Röster                                                                          | Röster                                                                          | Röster                                                                          | Mandatfördelning                                                                | Mandatfördelning                                                                |
| Parti                                                                           | Parti                                                                           | Antal                                                                           | %                                                                               | +− %                                                                            | Antal                                                                           | +−                                                                              |
| ------------------------------------------------------------------------------- | ------------------------------------------------------------------------------- | ------------------------------------------------------------------------------- | ------------------------------------------------------------------------------- | ------------------------------------------------------------------------------- | ------------------------------------------------------------------------------- | ------------------------------------------------------------------------------- |
|                                                                                 | Allmänna valmansförbundet                                                       | 10 375                                                                          | 44,5                                                                            | -1,4                                                                            | 3                                                                               | -1                                                                              |
|                                                                                 | Socialdemokraterna                                                              | 9 118                                                                           | 39,1                                                                            | +5,1                                                                            | 3                                                                               | +1                                                                              |
|                                                                                 | Liberala samlingspartiet                                                        | 3 826                                                                           | 16,4                                                                            | -3,7                                                                            | 1                                                                               | +-0                                                                             |
|                                                                                 | Övriga                                                                          | 5                                                                               | 0,0                                                                             | —                                                                               | —                                                                               | —                                                                               |
| Antal giltiga röster                                                            | Antal giltiga röster                                                            | 23 324                                                                          |                                                                                 |                                                                                 |                                                                                 |                                                                                 |
| Ogiltiga röster                                                                 | Ogiltiga röster                                                                 | 48                                                                              |                                                                                 |                                                                                 |                                                                                 |                                                                                 |
| Totalt                                                                          | Totalt                                                                          | 23 372                                                                          |                                                                                 |                                                                                 |                                                                                 |                                                                                 |

Inför valet var 30 177 personer röstberättigade. Detta innebar ett valdeltagande på 77,4%.
Källa: SCB Riksdagsmannavalen 1912-1913 samt hösten 1914

### 1917

#### 1917: Första valkretsen
| Andrakammarvalet i Sverige 1917: Stockholms stads första valkrets | Andrakammarvalet i Sverige 1917: Stockholms stads första valkrets | Andrakammarvalet i Sverige 1917: Stockholms stads första valkrets | Andrakammarvalet i Sverige 1917: Stockholms stads första valkrets | Andrakammarvalet i Sverige 1917: Stockholms stads första valkrets | Andrakammarvalet i Sverige 1917: Stockholms stads första valkrets | Andrakammarvalet i Sverige 1917: Stockholms stads första valkrets |
| Parti                                                             | Parti                                                             | Röster                                                            | Röster                                                            | Röster                                                            | Mandatfördelning                                                  | Mandatfördelning                                                  |
| Parti                                                             | Parti                                                             | Antal                                                             | %                                                                 | +− %                                                              | Antal                                                             | +−                                                                |
| ----------------------------------------------------------------- | ----------------------------------------------------------------- | ----------------------------------------------------------------- | ----------------------------------------------------------------- | ----------------------------------------------------------------- | ----------------------------------------------------------------- | ----------------------------------------------------------------- |
|                                                                   | Socialdemokraterna                                                | 12 608                                                            | 56,6                                                              | -0,1                                                              | 5                                                                 | +-0                                                               |
|                                                                   | Allmänna valmansförbundet                                         | 4 857                                                             | 21,8                                                              | -6,8                                                              | 2                                                                 | +-0                                                               |
|                                                                   | Liberala samlingspartiet                                          | 3 190                                                             | 14,3                                                              | -0,4                                                              | 1                                                                 | +-0                                                               |
|                                                                   | Socialdemokratiska vänsterpartiet                                 | 1 619                                                             | 7,3                                                               | nytt                                                              | 0                                                                 | +-0                                                               |
|                                                                   | Övriga                                                            | 4                                                                 | 0,0                                                               | —                                                                 | —                                                                 | —                                                                 |
| Antal giltiga röster                                              | Antal giltiga röster                                              | 22 278                                                            |                                                                   |                                                                   |                                                                   |                                                                   |
| Ogiltiga röster                                                   | Ogiltiga röster                                                   | 88                                                                |                                                                   |                                                                   |                                                                   |                                                                   |
| Totalt                                                            | Totalt                                                            | 22 366                                                            |                                                                   |                                                                   |                                                                   |                                                                   |

Inför valet var 30 133 personer röstberättigade. Detta innebar ett valdeltagande på 74,2%.

#### 1917: Andra valkretsen
| Andrakammarvalet i Sverige 1917: Stockholms stads andra valkrets | Andrakammarvalet i Sverige 1917: Stockholms stads andra valkrets | Andrakammarvalet i Sverige 1917: Stockholms stads andra valkrets | Andrakammarvalet i Sverige 1917: Stockholms stads andra valkrets | Andrakammarvalet i Sverige 1917: Stockholms stads andra valkrets | Andrakammarvalet i Sverige 1917: Stockholms stads andra valkrets | Andrakammarvalet i Sverige 1917: Stockholms stads andra valkrets |
| Parti                                                            | Parti                                                            | Röster                                                           | Röster                                                           | Röster                                                           | Mandatfördelning                                                 | Mandatfördelning                                                 |
| Parti                                                            | Parti                                                            | Antal                                                            | %                                                                | +− %                                                             | Antal                                                            | +−                                                               |
| ---------------------------------------------------------------- | ---------------------------------------------------------------- | ---------------------------------------------------------------- | ---------------------------------------------------------------- | ---------------------------------------------------------------- | ---------------------------------------------------------------- | ---------------------------------------------------------------- |
|                                                                  | Allmänna valmansförbundet                                        | 10 204                                                           | 39,6                                                             | -4,9                                                             | 3                                                                | +-0                                                              |
|                                                                  | Socialdemokraterna                                               | 9 321                                                            | 36,2                                                             | -2,9                                                             | 4                                                                | +1                                                               |
|                                                                  | Liberala samlingspartiet                                         | 4 286                                                            | 16,6                                                             | +0,2                                                             | 1                                                                | +-0                                                              |
|                                                                  | Socialdemokratiska vänsterpartiet                                | 1 939                                                            | 7,5                                                              | nytt                                                             | 0                                                                | +-0                                                              |
|                                                                  | Övriga                                                           | 13                                                               | 0,1                                                              | —                                                                | —                                                                | —                                                                |
| Antal giltiga röster                                             | Antal giltiga röster                                             | 25 763                                                           |                                                                  |                                                                  |                                                                  |                                                                  |
| Ogiltiga röster                                                  | Ogiltiga röster                                                  | 176                                                              |                                                                  |                                                                  |                                                                  |                                                                  |
| Totalt                                                           | Totalt                                                           | 25 939                                                           |                                                                  |                                                                  |                                                                  |                                                                  |

Inför valet var 33 924 personer röstberättigade. Detta innebar ett valdeltagande på 76,5%.
Noteras bör att Socialdemokraterna och Socialdemokratiska vänsterpartiet röstade under samma partibeteckning, vilket förklarar Allmänna valmansförbundets minoritet i mandatfördelningen i andra valkretsen.
Källa: SCB Riksdagsmannavalen 1915-1917

### 1920

#### 1920: Första valkretsen
| Andrakammarvalet i Sverige 1920: Stockholms stads första valkrets | Andrakammarvalet i Sverige 1920: Stockholms stads första valkrets | Andrakammarvalet i Sverige 1920: Stockholms stads första valkrets | Andrakammarvalet i Sverige 1920: Stockholms stads första valkrets | Andrakammarvalet i Sverige 1920: Stockholms stads första valkrets | Andrakammarvalet i Sverige 1920: Stockholms stads första valkrets | Andrakammarvalet i Sverige 1920: Stockholms stads första valkrets |
| Parti                                                             | Parti                                                             | Röster                                                            | Röster                                                            | Röster                                                            | Mandatfördelning                                                  | Mandatfördelning                                                  |
| Parti                                                             | Parti                                                             | Antal                                                             | %                                                                 | +− %                                                              | Antal                                                             | +−                                                                |
| ----------------------------------------------------------------- | ----------------------------------------------------------------- | ----------------------------------------------------------------- | ----------------------------------------------------------------- | ----------------------------------------------------------------- | ----------------------------------------------------------------- | ----------------------------------------------------------------- |
|                                                                   | Socialdemokraterna                                                | 13 026                                                            | 52,5                                                              | -4,1                                                              | 5                                                                 | +-0                                                               |
|                                                                   | Allmänna valmansförbundet                                         | 6 370                                                             | 25,7                                                              | +3,9                                                              | 2                                                                 | +-0                                                               |
|                                                                   | Liberala samlingspartiet                                          | 3 773                                                             | 15,1                                                              | +0,8                                                              | 1                                                                 | +-0                                                               |
|                                                                   | Socialdemokratiska vänsterpartiet                                 | 1 664                                                             | 6,7                                                               | -0,6                                                              | 0                                                                 | +-0                                                               |
|                                                                   | Övriga                                                            | 7                                                                 | 0,0                                                               | —                                                                 | —                                                                 | —                                                                 |
| Antal giltiga röster                                              | Antal giltiga röster                                              | 24 800                                                            |                                                                   |                                                                   |                                                                   |                                                                   |
| Ogiltiga röster                                                   | Ogiltiga röster                                                   | 123                                                               |                                                                   |                                                                   |                                                                   |                                                                   |
| Totalt                                                            | Totalt                                                            | 24 923                                                            |                                                                   |                                                                   |                                                                   |                                                                   |

Inför valet var 36 809 personer röstberättigade. Detta innebar ett valdeltagande på 67,7%.

#### 1920: Andra valkretsen
| Andrakammarvalet i Sverige 1920: Stockholms stads andra valkrets | Andrakammarvalet i Sverige 1920: Stockholms stads andra valkrets | Andrakammarvalet i Sverige 1920: Stockholms stads andra valkrets | Andrakammarvalet i Sverige 1920: Stockholms stads andra valkrets | Andrakammarvalet i Sverige 1920: Stockholms stads andra valkrets | Andrakammarvalet i Sverige 1920: Stockholms stads andra valkrets | Andrakammarvalet i Sverige 1920: Stockholms stads andra valkrets |
| Parti                                                            | Parti                                                            | Röster                                                           | Röster                                                           | Röster                                                           | Mandatfördelning                                                 | Mandatfördelning                                                 |
| Parti                                                            | Parti                                                            | Antal                                                            | %                                                                | +− %                                                             | Antal                                                            | +−                                                               |
| ---------------------------------------------------------------- | ---------------------------------------------------------------- | ---------------------------------------------------------------- | ---------------------------------------------------------------- | ---------------------------------------------------------------- | ---------------------------------------------------------------- | ---------------------------------------------------------------- |
|                                                                  | Allmänna valmansförbundet                                        | 12 665                                                           | 47,5                                                             | +7,9                                                             | 4                                                                | +1                                                               |
|                                                                  | Socialdemokraterna                                               | 9 592                                                            | 36,0                                                             | -0,2                                                             | 3                                                                | -1                                                               |
|                                                                  | Liberala samlingspartiet                                         | 3 300                                                            | 12,4                                                             | -4,2                                                             | 1                                                                | +-0                                                              |
|                                                                  | Socialdemokratiska vänsterpartiet                                | 1 066                                                            | 4,0                                                              | -3,5                                                             | 0                                                                | +-0                                                              |
|                                                                  | Övriga                                                           | 10                                                               | 0,1                                                              | —                                                                | —                                                                | —                                                                |
| Antal giltiga röster                                             | Antal giltiga röster                                             | 26 640                                                           |                                                                  |                                                                  |                                                                  |                                                                  |
| Ogiltiga röster                                                  | Ogiltiga röster                                                  | 123                                                              |                                                                  |                                                                  |                                                                  |                                                                  |
| Totalt                                                           | Totalt                                                           | 26 763                                                           |                                                                  |                                                                  |                                                                  |                                                                  |

Inför valet var 38 163 personer röstberättigade. Detta innebar ett valdeltagande på 70,1%.
Källa: SCB Riksdagsmannavalen 1918-1920
I samband med införandet av kvinnlig rösträtt vid andrakammarvalet 1921, ändrades valkretsindelningen i Sverige och antalet valkretsar reducerades. Stockholms stads båda valkretsar slogs då ihop till en enda valkrets, dock fortfarande med 16 mandat.

### 1921
| Andrakammarvalet i Sverige 1921: Stockholms stads valkrets | Andrakammarvalet i Sverige 1921: Stockholms stads valkrets | Andrakammarvalet i Sverige 1921: Stockholms stads valkrets | Andrakammarvalet i Sverige 1921: Stockholms stads valkrets | Andrakammarvalet i Sverige 1921: Stockholms stads valkrets | Andrakammarvalet i Sverige 1921: Stockholms stads valkrets | Andrakammarvalet i Sverige 1921: Stockholms stads valkrets |
| Parti                                                      | Parti                                                      | Röster                                                     | Röster                                                     | Röster                                                     | Mandatfördelning                                           | Mandatfördelning                                           |
| Parti                                                      | Parti                                                      | Antal                                                      | %                                                          | +− %                                                       | Antal                                                      | +−                                                         |
| ---------------------------------------------------------- | ---------------------------------------------------------- | ---------------------------------------------------------- | ---------------------------------------------------------- | ---------------------------------------------------------- | ---------------------------------------------------------- | ---------------------------------------------------------- |
|                                                            | Socialdemokraterna                                         | 66 822                                                     | 45,5                                                       | —                                                          | 8                                                          | —                                                          |
|                                                            | Allmänna valmansförbundet                                  | 48 266                                                     | 32,8                                                       | —                                                          | 6                                                          | —                                                          |
|                                                            | Liberala samlingspartiet                                   | 14 392                                                     | 9,8                                                        | —                                                          | 1                                                          | —                                                          |
|                                                            | Sveriges kommunistiska parti*                              | 10 213                                                     | 7,0                                                        | —                                                          | 1                                                          | —                                                          |
|                                                            | Nykterhetspartiet                                          | 7 157                                                      | 4,9                                                        | —                                                          | 0                                                          | —                                                          |
|                                                            | Övriga                                                     | 8                                                          | 0,0                                                        | —                                                          | —                                                          | —                                                          |
| Antal giltiga röster                                       | Antal giltiga röster                                       | 146 858                                                    |                                                            |                                                            |                                                            |                                                            |
| Ogiltiga röster                                            | Ogiltiga röster                                            | 910                                                        |                                                            |                                                            |                                                            |                                                            |
| Totalt                                                     | Totalt                                                     | 147 768                                                    |                                                            |                                                            |                                                            |                                                            |

Inför valet var 263 510 personer röstberättigade. Detta innebar ett valdeltagande på 56,1%.
(*) I röstetalet för Sveriges kommunistiska parti har även vänstersocialister räknats in.
Eftersom detta var valkretsens första andrakammarval, så har inga förändringar i tabellen redovisats.
Källa: SCB Riksdagsmannavalen 1921

### 1924
| Andrakammarvalet i Sverige 1924: Stockholms stads valkrets | Andrakammarvalet i Sverige 1924: Stockholms stads valkrets | Andrakammarvalet i Sverige 1924: Stockholms stads valkrets | Andrakammarvalet i Sverige 1924: Stockholms stads valkrets | Andrakammarvalet i Sverige 1924: Stockholms stads valkrets | Andrakammarvalet i Sverige 1924: Stockholms stads valkrets | Andrakammarvalet i Sverige 1924: Stockholms stads valkrets |
| Parti                                                      | Parti                                                      | Röster                                                     | Röster                                                     | Röster                                                     | Mandatfördelning                                           | Mandatfördelning                                           |
| Parti                                                      | Parti                                                      | Antal                                                      | %                                                          | +− %                                                       | Antal                                                      | +−                                                         |
| ---------------------------------------------------------- | ---------------------------------------------------------- | ---------------------------------------------------------- | ---------------------------------------------------------- | ---------------------------------------------------------- | ---------------------------------------------------------- | ---------------------------------------------------------- |
|                                                            | Socialdemokraterna                                         | 79 103                                                     | 48,7                                                       | +3,2                                                       | 9                                                          | +1                                                         |
|                                                            | Allmänna valmansförbundet                                  | 55 137                                                     | 34,0                                                       | +1,2                                                       | 6                                                          | +-0                                                        |
|                                                            | Liberala riksdagspartiet                                   | 11 568                                                     | 7,1                                                        | nytt                                                       | 1                                                          | —                                                          |
|                                                            | Frisinnade folkpartiet                                     | 7 166                                                      | 4,4                                                        | nytt                                                       | 0                                                          | —                                                          |
|                                                            | Sveriges kommunistiska parti                               | 6 887                                                      | 4,3                                                        | -2,1                                                       | 0                                                          | -1                                                         |
|                                                            | Övriga                                                     | 2 497                                                      | 1,5                                                        | —                                                          | —                                                          | —                                                          |
| Antal giltiga röster                                       | Antal giltiga röster                                       | 162 358                                                    |                                                            |                                                            |                                                            |                                                            |
| Ogiltiga röster                                            | Ogiltiga röster                                            | 841                                                        |                                                            |                                                            |                                                            |                                                            |
| Totalt                                                     | Totalt                                                     | 163 199                                                    |                                                            |                                                            |                                                            |                                                            |

Inför valet var 276 952 personer röstberättigade. Detta innebar ett valdeltagande på 58,9%.
Källa: SCB Riksdagsmannavalen 1922-1924

### 1928
| Andrakammarvalet i Sverige 1928: Stockholms stads valkrets | Andrakammarvalet i Sverige 1928: Stockholms stads valkrets | Andrakammarvalet i Sverige 1928: Stockholms stads valkrets | Andrakammarvalet i Sverige 1928: Stockholms stads valkrets | Andrakammarvalet i Sverige 1928: Stockholms stads valkrets | Andrakammarvalet i Sverige 1928: Stockholms stads valkrets | Andrakammarvalet i Sverige 1928: Stockholms stads valkrets |
| Parti                                                      | Parti                                                      | Röster                                                     | Röster                                                     | Röster                                                     | Mandatfördelning                                           | Mandatfördelning                                           |
| Parti                                                      | Parti                                                      | Antal                                                      | %                                                          | +− %                                                       | Antal                                                      | +−                                                         |
| ---------------------------------------------------------- | ---------------------------------------------------------- | ---------------------------------------------------------- | ---------------------------------------------------------- | ---------------------------------------------------------- | ---------------------------------------------------------- | ---------------------------------------------------------- |
|                                                            | Allmänna valmansförbundet                                  | 87 078                                                     | 39,0                                                       | +5,0                                                       | 7                                                          | +1                                                         |
|                                                            | Socialdemokraterna                                         | 83 875                                                     | 37,6                                                       | -11,1                                                      | 7                                                          | -2                                                         |
|                                                            | Sveriges kommunistiska parti                               | 27 152                                                     | 12,2                                                       | +7,9                                                       | 2                                                          | +2                                                         |
|                                                            | Liberala riksdagspartiet                                   | 14 484                                                     | 6,5                                                        | -0,6                                                       | 1                                                          | +-0                                                        |
|                                                            | Frisinnade folkpartiet                                     | 10 218                                                     | 4,6                                                        | +0,2                                                       | 1                                                          | +1                                                         |
|                                                            | Övriga                                                     | 205                                                        | 0,1                                                        | —                                                          | —                                                          | —                                                          |
| Antal giltiga röster                                       | Antal giltiga röster                                       | 223 012                                                    |                                                            |                                                            |                                                            |                                                            |
| Ogiltiga röster                                            | Ogiltiga röster                                            | 1 347                                                      |                                                            |                                                            |                                                            |                                                            |
| Totalt                                                     | Totalt                                                     | 224 359                                                    |                                                            |                                                            |                                                            |                                                            |

Inför valet var 315 317 personer röstberättigade. Detta innebar ett valdeltagande på 71,2%.
Källa: SCB Riksdagsmannavalen 1925-1928

### 1932
| Andrakammarvalet i Sverige 1932: Stockholms stads valkrets | Andrakammarvalet i Sverige 1932: Stockholms stads valkrets | Andrakammarvalet i Sverige 1932: Stockholms stads valkrets | Andrakammarvalet i Sverige 1932: Stockholms stads valkrets | Andrakammarvalet i Sverige 1932: Stockholms stads valkrets | Andrakammarvalet i Sverige 1932: Stockholms stads valkrets | Andrakammarvalet i Sverige 1932: Stockholms stads valkrets |
| Parti                                                      | Parti                                                      | Röster                                                     | Röster                                                     | Röster                                                     | Mandatfördelning                                           | Mandatfördelning                                           |
| Parti                                                      | Parti                                                      | Antal                                                      | %                                                          | +− %                                                       | Antal                                                      | +−                                                         |
| ---------------------------------------------------------- | ---------------------------------------------------------- | ---------------------------------------------------------- | ---------------------------------------------------------- | ---------------------------------------------------------- | ---------------------------------------------------------- | ---------------------------------------------------------- |
|                                                            | Socialdemokraterna                                         | 111 480                                                    | 44,1                                                       | +6,5                                                       | 10                                                         | +3                                                         |
|                                                            | Allmänna valmansförbundet                                  | 81 981                                                     | 32,4                                                       | -6,6                                                       | 6                                                          | -1                                                         |
|                                                            | Sveriges kommunistiska parti (K)                           | 29 779                                                     | 11,8                                                       | -0,4                                                       | 2                                                          | +-0                                                        |
|                                                            | Liberala riksdagspartiet                                   | 11 898                                                     | 4,7                                                        | -1,8                                                       | 1                                                          | +-0                                                        |
|                                                            | Frisinnade folkpartiet                                     | 8 955                                                      | 3,5                                                        | -1,1                                                       | 0                                                          | -1                                                         |
|                                                            | Sveriges kommunistiska parti (S)                           | 5 056                                                      | 2,0                                                        | nytt                                                       | 0                                                          | +-0                                                        |
|                                                            | Övriga                                                     | 3 884                                                      | 1,5                                                        | —                                                          | —                                                          | —                                                          |
| Antal giltiga röster                                       | Antal giltiga röster                                       | 253 033                                                    |                                                            |                                                            |                                                            |                                                            |
| Ogiltiga röster                                            | Ogiltiga röster                                            | 1 615                                                      |                                                            |                                                            |                                                            |                                                            |
| Totalt                                                     | Totalt                                                     | 254 648                                                    |                                                            |                                                            |                                                            |                                                            |

Inför valet var 360 513 personer röstberättigade. Detta innebar ett valdeltagande på 70,6%.
Sveriges kommunistiska parti var uppdelat i två grupperingar: Kilbomare och Sillénare.
Källa: SCB Riksdagsmannavalen 1929-1932

### 1936
| Andrakammarvalet i Sverige 1936: Stockholms stads valkrets | Andrakammarvalet i Sverige 1936: Stockholms stads valkrets | Andrakammarvalet i Sverige 1936: Stockholms stads valkrets | Andrakammarvalet i Sverige 1936: Stockholms stads valkrets | Andrakammarvalet i Sverige 1936: Stockholms stads valkrets | Andrakammarvalet i Sverige 1936: Stockholms stads valkrets | Andrakammarvalet i Sverige 1936: Stockholms stads valkrets |
| Parti                                                      | Parti                                                      | Röster                                                     | Röster                                                     | Röster                                                     | Mandatfördelning                                           | Mandatfördelning                                           |
| Parti                                                      | Parti                                                      | Antal                                                      | %                                                          | +− %                                                       | Antal                                                      | +−                                                         |
| ---------------------------------------------------------- | ---------------------------------------------------------- | ---------------------------------------------------------- | ---------------------------------------------------------- | ---------------------------------------------------------- | ---------------------------------------------------------- | ---------------------------------------------------------- |
|                                                            | Socialdemokraterna                                         | 124 754                                                    | 42,1                                                       | -2,0                                                       | 9                                                          | -1                                                         |
|                                                            | Högerns riksorganisation                                   | 76 058                                                     | 25,7                                                       | -6,7                                                       | 6                                                          | +-0                                                        |
|                                                            | Folkpartiet                                                | 45 934                                                     | 15,5                                                       | +7,3                                                       | 3                                                          | +2                                                         |
|                                                            | Socialistiska partiet                                      | 29 781                                                     | 10,1                                                       | -1,7                                                       | 2                                                          | +-0                                                        |
|                                                            | Sveriges kommunistiska parti                               | 9 517                                                      | 3,2                                                        | +1,2                                                       | 0                                                          | +-0                                                        |
|                                                            | Övriga                                                     | 10 047                                                     | 3,4                                                        | —                                                          | —                                                          | —                                                          |
| Antal giltiga röster                                       | Antal giltiga röster                                       | 296 091                                                    |                                                            |                                                            |                                                            |                                                            |
| Ogiltiga röster                                            | Ogiltiga röster                                            | 2 113                                                      |                                                            |                                                            |                                                            |                                                            |
| Totalt                                                     | Totalt                                                     | 298 204                                                    |                                                            |                                                            |                                                            |                                                            |

Inför valet var 389 815 personer röstberättigade. Detta innebar ett valdeltagande på 76,5%.
Källa: SCB Riksdagsmannavalen 1933-1936

### 1940
| Andrakammarvalet i Sverige 1940: Stockholms stads valkrets | Andrakammarvalet i Sverige 1940: Stockholms stads valkrets | Andrakammarvalet i Sverige 1940: Stockholms stads valkrets | Andrakammarvalet i Sverige 1940: Stockholms stads valkrets | Andrakammarvalet i Sverige 1940: Stockholms stads valkrets | Andrakammarvalet i Sverige 1940: Stockholms stads valkrets | Andrakammarvalet i Sverige 1940: Stockholms stads valkrets |
| Parti                                                      | Parti                                                      | Röster                                                     | Röster                                                     | Röster                                                     | Mandatfördelning                                           | Mandatfördelning                                           |
| Parti                                                      | Parti                                                      | Antal                                                      | %                                                          | +− %                                                       | Antal                                                      | +−                                                         |
| ---------------------------------------------------------- | ---------------------------------------------------------- | ---------------------------------------------------------- | ---------------------------------------------------------- | ---------------------------------------------------------- | ---------------------------------------------------------- | ---------------------------------------------------------- |
|                                                            | Socialdemokraterna                                         | 160 822                                                    | 52,0                                                       | +9,9                                                       | 11                                                         | +2                                                         |
|                                                            | Högerns riksorganisation                                   | 83 901                                                     | 27,1                                                       | +1,4                                                       | 6                                                          | +-0                                                        |
|                                                            | Folkpartiet                                                | 41 205                                                     | 13,3                                                       | -2,2                                                       | 3                                                          | +-0                                                        |
|                                                            | Sveriges kommunistiska parti                               | 17 811                                                     | 5,8                                                        | +2,6                                                       | 1                                                          | +1                                                         |
|                                                            | Övriga                                                     | 5 592                                                      | 1,8                                                        | —                                                          | —                                                          | —                                                          |
| Antal giltiga röster                                       | Antal giltiga röster                                       | 309 331                                                    |                                                            |                                                            |                                                            |                                                            |
| Ogiltiga röster                                            | Ogiltiga röster                                            | 3 967                                                      |                                                            |                                                            |                                                            |                                                            |
| Totalt                                                     | Totalt                                                     | 313 298                                                    |                                                            |                                                            |                                                            |                                                            |

Inför valet var 426 192 personer röstberättigade. Detta innebar ett valdeltagande på 73,5%.
Källa: SCB Riksdagsmannavalen 1937-1940

### 1944
| Andrakammarvalet i Sverige 1944: Stockholms stads valkrets | Andrakammarvalet i Sverige 1944: Stockholms stads valkrets | Andrakammarvalet i Sverige 1944: Stockholms stads valkrets | Andrakammarvalet i Sverige 1944: Stockholms stads valkrets | Andrakammarvalet i Sverige 1944: Stockholms stads valkrets | Andrakammarvalet i Sverige 1944: Stockholms stads valkrets | Andrakammarvalet i Sverige 1944: Stockholms stads valkrets |
| Parti                                                      | Parti                                                      | Röster                                                     | Röster                                                     | Röster                                                     | Mandatfördelning                                           | Mandatfördelning                                           |
| Parti                                                      | Parti                                                      | Antal                                                      | %                                                          | +− %                                                       | Antal                                                      | +−                                                         |
| ---------------------------------------------------------- | ---------------------------------------------------------- | ---------------------------------------------------------- | ---------------------------------------------------------- | ---------------------------------------------------------- | ---------------------------------------------------------- | ---------------------------------------------------------- |
|                                                            | Socialdemokraterna                                         | 139 433                                                    | 41,1                                                       | -10,9                                                      | 10                                                         | -1                                                         |
|                                                            | Högerpartiet                                               | 81 964                                                     | 24,1                                                       | -3,0                                                       | 6                                                          | +-0                                                        |
|                                                            | Sveriges kommunistiska parti                               | 53 954                                                     | 15,9                                                       | +10,1                                                      | 3                                                          | +2                                                         |
|                                                            | Folkpartiet                                                | 52 873                                                     | 15,6                                                       | +2,3                                                       | 3                                                          | +-0                                                        |
|                                                            | Övriga                                                     | 11 334                                                     | 3,3                                                        | —                                                          | —                                                          | —                                                          |
| Antal giltiga röster                                       | Antal giltiga röster                                       | 339 558                                                    |                                                            |                                                            |                                                            |                                                            |
| Ogiltiga röster                                            | Ogiltiga röster                                            | 2 473                                                      |                                                            |                                                            |                                                            |                                                            |
| Totalt                                                     | Totalt                                                     | 342 031                                                    |                                                            |                                                            |                                                            |                                                            |

Inför valet var 461 166 personer röstberättigade. Detta innebar ett valdeltagande på 74,2%.
Källa: SCB Riksdagsmannavalen 1941-1944

### 1948
| Andrakammarvalet i Sverige 1948: Stockholms stads valkrets | Andrakammarvalet i Sverige 1948: Stockholms stads valkrets | Andrakammarvalet i Sverige 1948: Stockholms stads valkrets | Andrakammarvalet i Sverige 1948: Stockholms stads valkrets | Andrakammarvalet i Sverige 1948: Stockholms stads valkrets | Andrakammarvalet i Sverige 1948: Stockholms stads valkrets | Andrakammarvalet i Sverige 1948: Stockholms stads valkrets |
| Parti                                                      | Parti                                                      | Röster                                                     | Röster                                                     | Röster                                                     | Mandatfördelning                                           | Mandatfördelning                                           |
| Parti                                                      | Parti                                                      | Antal                                                      | %                                                          | +− %                                                       | Antal                                                      | +−                                                         |
| ---------------------------------------------------------- | ---------------------------------------------------------- | ---------------------------------------------------------- | ---------------------------------------------------------- | ---------------------------------------------------------- | ---------------------------------------------------------- | ---------------------------------------------------------- |
|                                                            | Socialdemokraterna                                         | 165 355                                                    | 38,2                                                       | -2,9                                                       | 9                                                          | -1                                                         |
|                                                            | Folkpartiet                                                | 149 492                                                    | 34,5                                                       | +18,9                                                      | 9                                                          | +6                                                         |
|                                                            | Högerpartiet                                               | 73 090                                                     | 16,9                                                       | -7,2                                                       | 4                                                          | -2                                                         |
|                                                            | Sveriges kommunistiska parti                               | 41 332                                                     | 9,6                                                        | -6,3                                                       | 2                                                          | -1                                                         |
|                                                            | Övriga                                                     | 3 490                                                      | 0,8                                                        | —                                                          | —                                                          | —                                                          |
| Antal giltiga röster                                       | Antal giltiga röster                                       | 432 759                                                    |                                                            |                                                            |                                                            |                                                            |
| Ogiltiga röster                                            | Ogiltiga röster                                            | 3 535                                                      |                                                            |                                                            |                                                            |                                                            |
| Totalt                                                     | Totalt                                                     | 436 294                                                    |                                                            |                                                            |                                                            |                                                            |

Inför valet var 517 911 personer röstberättigade. Detta innebar ett valdeltagande på 84,2%.
Källa: SCB Riksdagsmannavalen 1945-1948

### 1952
| Andrakammarvalet i Sverige 1952: Stockholms stads valkrets | Andrakammarvalet i Sverige 1952: Stockholms stads valkrets | Andrakammarvalet i Sverige 1952: Stockholms stads valkrets | Andrakammarvalet i Sverige 1952: Stockholms stads valkrets | Andrakammarvalet i Sverige 1952: Stockholms stads valkrets | Andrakammarvalet i Sverige 1952: Stockholms stads valkrets | Andrakammarvalet i Sverige 1952: Stockholms stads valkrets |
| Parti                                                      | Parti                                                      | Röster                                                     | Röster                                                     | Röster                                                     | Mandatfördelning                                           | Mandatfördelning                                           |
| Parti                                                      | Parti                                                      | Antal                                                      | %                                                          | +− %                                                       | Antal                                                      | +−                                                         |
| ---------------------------------------------------------- | ---------------------------------------------------------- | ---------------------------------------------------------- | ---------------------------------------------------------- | ---------------------------------------------------------- | ---------------------------------------------------------- | ---------------------------------------------------------- |
|                                                            | Socialdemokraterna                                         | 167 709                                                    | 38,8                                                       | +0,6                                                       | 9                                                          | +-0                                                        |
|                                                            | Folkpartiet                                                | 156 768                                                    | 36,3                                                       | +1,8                                                       | 9                                                          | +-0                                                        |
|                                                            | Högerpartiet                                               | 78 559                                                     | 18,2                                                       | +1,3                                                       | 4                                                          | +-0                                                        |
|                                                            | Sveriges kommunistiska parti                               | 27 912                                                     | 6,5                                                        | -3,1                                                       | 2                                                          | +-0                                                        |
|                                                            | Övriga                                                     | 932                                                        | 0,2                                                        | —                                                          | —                                                          | —                                                          |
| Antal giltiga röster                                       | Antal giltiga röster                                       | 431 880                                                    |                                                            |                                                            |                                                            |                                                            |
| Ogiltiga röster                                            | Ogiltiga röster                                            | 3 210                                                      |                                                            |                                                            |                                                            |                                                            |
| Totalt                                                     | Totalt                                                     | 435 090                                                    |                                                            |                                                            |                                                            |                                                            |

Inför valet var 539 414 personer röstberättigade. Detta innebar ett valdeltagande på 80,7%.
Källa: SCB Riksdagsmannavalen 1949-1952

### 1956
| Andrakammarvalet i Sverige 1956: Stockholms stads valkrets | Andrakammarvalet i Sverige 1956: Stockholms stads valkrets | Andrakammarvalet i Sverige 1956: Stockholms stads valkrets | Andrakammarvalet i Sverige 1956: Stockholms stads valkrets | Andrakammarvalet i Sverige 1956: Stockholms stads valkrets | Andrakammarvalet i Sverige 1956: Stockholms stads valkrets | Andrakammarvalet i Sverige 1956: Stockholms stads valkrets |
| Parti                                                      | Parti                                                      | Röster                                                     | Röster                                                     | Röster                                                     | Mandatfördelning                                           | Mandatfördelning                                           |
| Parti                                                      | Parti                                                      | Antal                                                      | %                                                          | +− %                                                       | Antal                                                      | +−                                                         |
| ---------------------------------------------------------- | ---------------------------------------------------------- | ---------------------------------------------------------- | ---------------------------------------------------------- | ---------------------------------------------------------- | ---------------------------------------------------------- | ---------------------------------------------------------- |
|                                                            | Socialdemokraterna                                         | 160 496                                                    | 36,5                                                       | -2,3                                                       | 9                                                          | +-0                                                        |
|                                                            | Folkpartiet                                                | 156 694                                                    | 35,6                                                       | -0,7                                                       | 9                                                          | +-0                                                        |
|                                                            | Högerpartiet                                               | 92 001                                                     | 20,9                                                       | +2,7                                                       | 5                                                          | +1                                                         |
|                                                            | Sveriges kommunistiska parti                               | 30 575                                                     | 6,9                                                        | +0,4                                                       | 2                                                          | +-0                                                        |
|                                                            | Övriga                                                     | 350                                                        | 0,1                                                        | —                                                          | —                                                          | —                                                          |
| Antal giltiga röster                                       | Antal giltiga röster                                       | 440 116                                                    |                                                            |                                                            |                                                            |                                                            |
| Ogiltiga röster                                            | Ogiltiga röster                                            | 6 377                                                      |                                                            |                                                            |                                                            |                                                            |
| Totalt                                                     | Totalt                                                     | 446 493                                                    |                                                            |                                                            |                                                            |                                                            |

Inför valet var 552 902 personer röstberättigade. Detta innebar ett valdeltagande på 80,8%.
Källa: SCB Riksdagsmannavalen 1953-1956

### 1958
| Andrakammarvalet i Sverige 1958: Stockholms stads valkrets | Andrakammarvalet i Sverige 1958: Stockholms stads valkrets | Andrakammarvalet i Sverige 1958: Stockholms stads valkrets | Andrakammarvalet i Sverige 1958: Stockholms stads valkrets | Andrakammarvalet i Sverige 1958: Stockholms stads valkrets | Andrakammarvalet i Sverige 1958: Stockholms stads valkrets | Andrakammarvalet i Sverige 1958: Stockholms stads valkrets |
| Parti                                                      | Parti                                                      | Röster                                                     | Röster                                                     | Röster                                                     | Mandatfördelning                                           | Mandatfördelning                                           |
| Parti                                                      | Parti                                                      | Antal                                                      | %                                                          | +− %                                                       | Antal                                                      | +−                                                         |
| ---------------------------------------------------------- | ---------------------------------------------------------- | ---------------------------------------------------------- | ---------------------------------------------------------- | ---------------------------------------------------------- | ---------------------------------------------------------- | ---------------------------------------------------------- |
|                                                            | Socialdemokraterna                                         | 180 978                                                    | 42,1                                                       | +5,6                                                       | 10                                                         | +1                                                         |
|                                                            | Högerpartiet                                               | 114 061                                                    | 26,5                                                       | +5,6                                                       | 7                                                          | +2                                                         |
|                                                            | Folkpartiet                                                | 101 288                                                    | 23,6                                                       | -12,0                                                      | 6                                                          | -3                                                         |
|                                                            | Sveriges kommunistiska parti                               | 25 887                                                     | 6,0                                                        | -0,9                                                       | 2                                                          | +-0                                                        |
|                                                            | Övriga                                                     | 7 539                                                      | 1,8                                                        | —                                                          | —                                                          | —                                                          |
| Antal giltiga röster                                       | Antal giltiga röster                                       | 429 753                                                    |                                                            |                                                            |                                                            |                                                            |
| Ogiltiga röster                                            | Ogiltiga röster                                            | 2 297                                                      |                                                            |                                                            |                                                            |                                                            |
| Totalt                                                     | Totalt                                                     | 432 050                                                    |                                                            |                                                            |                                                            |                                                            |

Inför valet var 563 775 personer röstberättigade. Detta innebar ett valdeltagande på 76,6%.
Källa: SCB Riksdagsmannavalen 1957-1958

### 1960
| Andrakammarvalet i Sverige 1960: Stockholms stads valkrets | Andrakammarvalet i Sverige 1960: Stockholms stads valkrets | Andrakammarvalet i Sverige 1960: Stockholms stads valkrets | Andrakammarvalet i Sverige 1960: Stockholms stads valkrets | Andrakammarvalet i Sverige 1960: Stockholms stads valkrets | Andrakammarvalet i Sverige 1960: Stockholms stads valkrets | Andrakammarvalet i Sverige 1960: Stockholms stads valkrets |
| Parti                                                      | Parti                                                      | Röster                                                     | Röster                                                     | Röster                                                     | Mandatfördelning                                           | Mandatfördelning                                           |
| Parti                                                      | Parti                                                      | Antal                                                      | %                                                          | +− %                                                       | Antal                                                      | +−                                                         |
| ---------------------------------------------------------- | ---------------------------------------------------------- | ---------------------------------------------------------- | ---------------------------------------------------------- | ---------------------------------------------------------- | ---------------------------------------------------------- | ---------------------------------------------------------- |
|                                                            | Socialdemokraterna                                         | 203 542                                                    | 42,9                                                       | +0,8                                                       | 11                                                         | +1                                                         |
|                                                            | Folkpartiet                                                | 114 020                                                    | 24,1                                                       | +0,5                                                       | 6                                                          | +-0                                                        |
|                                                            | Högerpartiet                                               | 110 432                                                    | 23,3                                                       | -3,2                                                       | 6                                                          | -1                                                         |
|                                                            | Sveriges kommunistiska parti                               | 31 449                                                     | 6,6                                                        | +0,6                                                       | 2                                                          | +-0                                                        |
|                                                            | Centerpartiet                                              | 13 051                                                     | 2,8                                                        | +1,0                                                       | 0                                                          | +-0                                                        |
|                                                            | Övriga                                                     | 1 476                                                      | 0,3                                                        | —                                                          | —                                                          | —                                                          |
| Antal giltiga röster                                       | Antal giltiga röster                                       | 473 970                                                    |                                                            |                                                            |                                                            |                                                            |
| Ogiltiga röster                                            | Ogiltiga röster                                            | 2 098                                                      |                                                            |                                                            |                                                            |                                                            |
| Totalt                                                     | Totalt                                                     | 476 068                                                    |                                                            |                                                            |                                                            |                                                            |

Inför valet var 560 276 personer röstberättigade. Detta innebar ett valdeltagande på 85,0%.
Källa: SCB Riksdagsmannavalen 1959-1960

### 1964
| Andrakammarvalet i Sverige 1964: Stockholms stads valkrets | Andrakammarvalet i Sverige 1964: Stockholms stads valkrets | Andrakammarvalet i Sverige 1964: Stockholms stads valkrets | Andrakammarvalet i Sverige 1964: Stockholms stads valkrets | Andrakammarvalet i Sverige 1964: Stockholms stads valkrets | Andrakammarvalet i Sverige 1964: Stockholms stads valkrets | Andrakammarvalet i Sverige 1964: Stockholms stads valkrets |
| Parti                                                      | Parti                                                      | Röster                                                     | Röster                                                     | Röster                                                     | Mandatfördelning                                           | Mandatfördelning                                           |
| Parti                                                      | Parti                                                      | Antal                                                      | %                                                          | +− %                                                       | Antal                                                      | +−                                                         |
| ---------------------------------------------------------- | ---------------------------------------------------------- | ---------------------------------------------------------- | ---------------------------------------------------------- | ---------------------------------------------------------- | ---------------------------------------------------------- | ---------------------------------------------------------- |
|                                                            | Socialdemokraterna                                         | 199 912                                                    | 43,7                                                       | +0,8                                                       | 10                                                         | -1                                                         |
|                                                            | Folkpartiet                                                | 110 190                                                    | 24,1                                                       | +-0                                                        | 6                                                          | +-0                                                        |
|                                                            | Högerpartiet                                               | 91 575                                                     | 20,0                                                       | -3,3                                                       | 5                                                          | -1                                                         |
|                                                            | Sveriges kommunistiska parti                               | 33 477                                                     | 7,3                                                        | +0,7                                                       | 2                                                          | +-0                                                        |
|                                                            | Centerpartiet                                              | 13 930                                                     | 3,0                                                        | +0,2                                                       | 1                                                          | +1                                                         |
|                                                            | Övriga                                                     | 8 118                                                      | 1,7                                                        | —                                                          | —                                                          | —                                                          |
| Antal giltiga röster                                       | Antal giltiga röster                                       | 457 202                                                    |                                                            |                                                            |                                                            |                                                            |
| Ogiltiga röster                                            | Ogiltiga röster                                            | 3 130                                                      |                                                            |                                                            |                                                            |                                                            |
| Totalt                                                     | Totalt                                                     | 460 332                                                    |                                                            |                                                            |                                                            |                                                            |

Inför valet var 556 977 personer röstberättigade. Detta innebar ett valdeltagande på 82,6%.
Källa: SCB Riksdagsmannavalen 1961-1964

### 1968
| Andrakammarvalet i Sverige 1968: Stockholms stads valkrets | Andrakammarvalet i Sverige 1968: Stockholms stads valkrets | Andrakammarvalet i Sverige 1968: Stockholms stads valkrets | Andrakammarvalet i Sverige 1968: Stockholms stads valkrets | Andrakammarvalet i Sverige 1968: Stockholms stads valkrets | Andrakammarvalet i Sverige 1968: Stockholms stads valkrets | Andrakammarvalet i Sverige 1968: Stockholms stads valkrets |
| Parti                                                      | Parti                                                      | Röster                                                     | Röster                                                     | Röster                                                     | Mandatfördelning                                           | Mandatfördelning                                           |
| Parti                                                      | Parti                                                      | Antal                                                      | %                                                          | +− %                                                       | Antal                                                      | +−                                                         |
| ---------------------------------------------------------- | ---------------------------------------------------------- | ---------------------------------------------------------- | ---------------------------------------------------------- | ---------------------------------------------------------- | ---------------------------------------------------------- | ---------------------------------------------------------- |
|                                                            | Socialdemokraterna                                         | 235 279                                                    | 47,8                                                       | +4,1                                                       | 11                                                         | +1                                                         |
|                                                            | Folkpartiet                                                | 98 096                                                     | 19,9                                                       | -4,2                                                       | 5                                                          | -1                                                         |
|                                                            | Högerpartiet                                               | 96 379                                                     | 19,6                                                       | -0,4                                                       | 4                                                          | -1                                                         |
|                                                            | Centerpartiet                                              | 32 083                                                     | 6,5                                                        | +3,5                                                       | 1                                                          | +-0                                                        |
|                                                            | Vänsterpartiet kommunisterna                               | 24 259                                                     | 4,9                                                        | +2,4                                                       | 1                                                          | -1                                                         |
|                                                            | Övriga                                                     | 6 004                                                      | 1,3                                                        | —                                                          | —                                                          | —                                                          |
| Antal giltiga röster                                       | Antal giltiga röster                                       | 492 100                                                    |                                                            |                                                            |                                                            |                                                            |
| Ogiltiga röster                                            | Ogiltiga röster                                            | 2 963                                                      |                                                            |                                                            |                                                            |                                                            |
| Totalt                                                     | Totalt                                                     | 495 063                                                    |                                                            |                                                            |                                                            |                                                            |

Inför valet var 566 370 personer röstberättigade. Detta innebar ett valdeltagande på 87,4%.
Källa: SCB Riksdagsmannavalen 1965-1968